# Defesa Nimzoíndia
|   | a | b | c | d | e | f | g | h |   |
| 8 | a8 preto torre · b8 preto cavalo · c8 preto bispo · d8 preto rainha · e8 preto rei · h8 preto torre · a7 preto peão · b7 preto peão · c7 preto peão · d7 preto peão · f7 preto peão · g7 preto peão · h7 preto peão · e6 preto peão · f6 preto cavalo · b4 preto bispo · c4 branco peão · d4 branco peão · c3 branco cavalo · a2 branco peão · b2 branco peão · e2 branco peão · f2 branco peão · g2 branco peão · h2 branco peão · a1 branco torre · c1 branco bispo · d1 branco rainha · e1 branco rei · f1 branco bispo · g1 branco cavalo · h1 branco torre | a8 preto torre · b8 preto cavalo · c8 preto bispo · d8 preto rainha · e8 preto rei · h8 preto torre · a7 preto peão · b7 preto peão · c7 preto peão · d7 preto peão · f7 preto peão · g7 preto peão · h7 preto peão · e6 preto peão · f6 preto cavalo · b4 preto bispo · c4 branco peão · d4 branco peão · c3 branco cavalo · a2 branco peão · b2 branco peão · e2 branco peão · f2 branco peão · g2 branco peão · h2 branco peão · a1 branco torre · c1 branco bispo · d1 branco rainha · e1 branco rei · f1 branco bispo · g1 branco cavalo · h1 branco torre | a8 preto torre · b8 preto cavalo · c8 preto bispo · d8 preto rainha · e8 preto rei · h8 preto torre · a7 preto peão · b7 preto peão · c7 preto peão · d7 preto peão · f7 preto peão · g7 preto peão · h7 preto peão · e6 preto peão · f6 preto cavalo · b4 preto bispo · c4 branco peão · d4 branco peão · c3 branco cavalo · a2 branco peão · b2 branco peão · e2 branco peão · f2 branco peão · g2 branco peão · h2 branco peão · a1 branco torre · c1 branco bispo · d1 branco rainha · e1 branco rei · f1 branco bispo · g1 branco cavalo · h1 branco torre | a8 preto torre · b8 preto cavalo · c8 preto bispo · d8 preto rainha · e8 preto rei · h8 preto torre · a7 preto peão · b7 preto peão · c7 preto peão · d7 preto peão · f7 preto peão · g7 preto peão · h7 preto peão · e6 preto peão · f6 preto cavalo · b4 preto bispo · c4 branco peão · d4 branco peão · c3 branco cavalo · a2 branco peão · b2 branco peão · e2 branco peão · f2 branco peão · g2 branco peão · h2 branco peão · a1 branco torre · c1 branco bispo · d1 branco rainha · e1 branco rei · f1 branco bispo · g1 branco cavalo · h1 branco torre | a8 preto torre · b8 preto cavalo · c8 preto bispo · d8 preto rainha · e8 preto rei · h8 preto torre · a7 preto peão · b7 preto peão · c7 preto peão · d7 preto peão · f7 preto peão · g7 preto peão · h7 preto peão · e6 preto peão · f6 preto cavalo · b4 preto bispo · c4 branco peão · d4 branco peão · c3 branco cavalo · a2 branco peão · b2 branco peão · e2 branco peão · f2 branco peão · g2 branco peão · h2 branco peão · a1 branco torre · c1 branco bispo · d1 branco rainha · e1 branco rei · f1 branco bispo · g1 branco cavalo · h1 branco torre | a8 preto torre · b8 preto cavalo · c8 preto bispo · d8 preto rainha · e8 preto rei · h8 preto torre · a7 preto peão · b7 preto peão · c7 preto peão · d7 preto peão · f7 preto peão · g7 preto peão · h7 preto peão · e6 preto peão · f6 preto cavalo · b4 preto bispo · c4 branco peão · d4 branco peão · c3 branco cavalo · a2 branco peão · b2 branco peão · e2 branco peão · f2 branco peão · g2 branco peão · h2 branco peão · a1 branco torre · c1 branco bispo · d1 branco rainha · e1 branco rei · f1 branco bispo · g1 branco cavalo · h1 branco torre | a8 preto torre · b8 preto cavalo · c8 preto bispo · d8 preto rainha · e8 preto rei · h8 preto torre · a7 preto peão · b7 preto peão · c7 preto peão · d7 preto peão · f7 preto peão · g7 preto peão · h7 preto peão · e6 preto peão · f6 preto cavalo · b4 preto bispo · c4 branco peão · d4 branco peão · c3 branco cavalo · a2 branco peão · b2 branco peão · e2 branco peão · f2 branco peão · g2 branco peão · h2 branco peão · a1 branco torre · c1 branco bispo · d1 branco rainha · e1 branco rei · f1 branco bispo · g1 branco cavalo · h1 branco torre | a8 preto torre · b8 preto cavalo · c8 preto bispo · d8 preto rainha · e8 preto rei · h8 preto torre · a7 preto peão · b7 preto peão · c7 preto peão · d7 preto peão · f7 preto peão · g7 preto peão · h7 preto peão · e6 preto peão · f6 preto cavalo · b4 preto bispo · c4 branco peão · d4 branco peão · c3 branco cavalo · a2 branco peão · b2 branco peão · e2 branco peão · f2 branco peão · g2 branco peão · h2 branco peão · a1 branco torre · c1 branco bispo · d1 branco rainha · e1 branco rei · f1 branco bispo · g1 branco cavalo · h1 branco torre | 8 |
| 7 | a8 preto torre · b8 preto cavalo · c8 preto bispo · d8 preto rainha · e8 preto rei · h8 preto torre · a7 preto peão · b7 preto peão · c7 preto peão · d7 preto peão · f7 preto peão · g7 preto peão · h7 preto peão · e6 preto peão · f6 preto cavalo · b4 preto bispo · c4 branco peão · d4 branco peão · c3 branco cavalo · a2 branco peão · b2 branco peão · e2 branco peão · f2 branco peão · g2 branco peão · h2 branco peão · a1 branco torre · c1 branco bispo · d1 branco rainha · e1 branco rei · f1 branco bispo · g1 branco cavalo · h1 branco torre | a8 preto torre · b8 preto cavalo · c8 preto bispo · d8 preto rainha · e8 preto rei · h8 preto torre · a7 preto peão · b7 preto peão · c7 preto peão · d7 preto peão · f7 preto peão · g7 preto peão · h7 preto peão · e6 preto peão · f6 preto cavalo · b4 preto bispo · c4 branco peão · d4 branco peão · c3 branco cavalo · a2 branco peão · b2 branco peão · e2 branco peão · f2 branco peão · g2 branco peão · h2 branco peão · a1 branco torre · c1 branco bispo · d1 branco rainha · e1 branco rei · f1 branco bispo · g1 branco cavalo · h1 branco torre | a8 preto torre · b8 preto cavalo · c8 preto bispo · d8 preto rainha · e8 preto rei · h8 preto torre · a7 preto peão · b7 preto peão · c7 preto peão · d7 preto peão · f7 preto peão · g7 preto peão · h7 preto peão · e6 preto peão · f6 preto cavalo · b4 preto bispo · c4 branco peão · d4 branco peão · c3 branco cavalo · a2 branco peão · b2 branco peão · e2 branco peão · f2 branco peão · g2 branco peão · h2 branco peão · a1 branco torre · c1 branco bispo · d1 branco rainha · e1 branco rei · f1 branco bispo · g1 branco cavalo · h1 branco torre | a8 preto torre · b8 preto cavalo · c8 preto bispo · d8 preto rainha · e8 preto rei · h8 preto torre · a7 preto peão · b7 preto peão · c7 preto peão · d7 preto peão · f7 preto peão · g7 preto peão · h7 preto peão · e6 preto peão · f6 preto cavalo · b4 preto bispo · c4 branco peão · d4 branco peão · c3 branco cavalo · a2 branco peão · b2 branco peão · e2 branco peão · f2 branco peão · g2 branco peão · h2 branco peão · a1 branco torre · c1 branco bispo · d1 branco rainha · e1 branco rei · f1 branco bispo · g1 branco cavalo · h1 branco torre | a8 preto torre · b8 preto cavalo · c8 preto bispo · d8 preto rainha · e8 preto rei · h8 preto torre · a7 preto peão · b7 preto peão · c7 preto peão · d7 preto peão · f7 preto peão · g7 preto peão · h7 preto peão · e6 preto peão · f6 preto cavalo · b4 preto bispo · c4 branco peão · d4 branco peão · c3 branco cavalo · a2 branco peão · b2 branco peão · e2 branco peão · f2 branco peão · g2 branco peão · h2 branco peão · a1 branco torre · c1 branco bispo · d1 branco rainha · e1 branco rei · f1 branco bispo · g1 branco cavalo · h1 branco torre | a8 preto torre · b8 preto cavalo · c8 preto bispo · d8 preto rainha · e8 preto rei · h8 preto torre · a7 preto peão · b7 preto peão · c7 preto peão · d7 preto peão · f7 preto peão · g7 preto peão · h7 preto peão · e6 preto peão · f6 preto cavalo · b4 preto bispo · c4 branco peão · d4 branco peão · c3 branco cavalo · a2 branco peão · b2 branco peão · e2 branco peão · f2 branco peão · g2 branco peão · h2 branco peão · a1 branco torre · c1 branco bispo · d1 branco rainha · e1 branco rei · f1 branco bispo · g1 branco cavalo · h1 branco torre | a8 preto torre · b8 preto cavalo · c8 preto bispo · d8 preto rainha · e8 preto rei · h8 preto torre · a7 preto peão · b7 preto peão · c7 preto peão · d7 preto peão · f7 preto peão · g7 preto peão · h7 preto peão · e6 preto peão · f6 preto cavalo · b4 preto bispo · c4 branco peão · d4 branco peão · c3 branco cavalo · a2 branco peão · b2 branco peão · e2 branco peão · f2 branco peão · g2 branco peão · h2 branco peão · a1 branco torre · c1 branco bispo · d1 branco rainha · e1 branco rei · f1 branco bispo · g1 branco cavalo · h1 branco torre | a8 preto torre · b8 preto cavalo · c8 preto bispo · d8 preto rainha · e8 preto rei · h8 preto torre · a7 preto peão · b7 preto peão · c7 preto peão · d7 preto peão · f7 preto peão · g7 preto peão · h7 preto peão · e6 preto peão · f6 preto cavalo · b4 preto bispo · c4 branco peão · d4 branco peão · c3 branco cavalo · a2 branco peão · b2 branco peão · e2 branco peão · f2 branco peão · g2 branco peão · h2 branco peão · a1 branco torre · c1 branco bispo · d1 branco rainha · e1 branco rei · f1 branco bispo · g1 branco cavalo · h1 branco torre | 7 |
| 6 | a8 preto torre · b8 preto cavalo · c8 preto bispo · d8 preto rainha · e8 preto rei · h8 preto torre · a7 preto peão · b7 preto peão · c7 preto peão · d7 preto peão · f7 preto peão · g7 preto peão · h7 preto peão · e6 preto peão · f6 preto cavalo · b4 preto bispo · c4 branco peão · d4 branco peão · c3 branco cavalo · a2 branco peão · b2 branco peão · e2 branco peão · f2 branco peão · g2 branco peão · h2 branco peão · a1 branco torre · c1 branco bispo · d1 branco rainha · e1 branco rei · f1 branco bispo · g1 branco cavalo · h1 branco torre | a8 preto torre · b8 preto cavalo · c8 preto bispo · d8 preto rainha · e8 preto rei · h8 preto torre · a7 preto peão · b7 preto peão · c7 preto peão · d7 preto peão · f7 preto peão · g7 preto peão · h7 preto peão · e6 preto peão · f6 preto cavalo · b4 preto bispo · c4 branco peão · d4 branco peão · c3 branco cavalo · a2 branco peão · b2 branco peão · e2 branco peão · f2 branco peão · g2 branco peão · h2 branco peão · a1 branco torre · c1 branco bispo · d1 branco rainha · e1 branco rei · f1 branco bispo · g1 branco cavalo · h1 branco torre | a8 preto torre · b8 preto cavalo · c8 preto bispo · d8 preto rainha · e8 preto rei · h8 preto torre · a7 preto peão · b7 preto peão · c7 preto peão · d7 preto peão · f7 preto peão · g7 preto peão · h7 preto peão · e6 preto peão · f6 preto cavalo · b4 preto bispo · c4 branco peão · d4 branco peão · c3 branco cavalo · a2 branco peão · b2 branco peão · e2 branco peão · f2 branco peão · g2 branco peão · h2 branco peão · a1 branco torre · c1 branco bispo · d1 branco rainha · e1 branco rei · f1 branco bispo · g1 branco cavalo · h1 branco torre | a8 preto torre · b8 preto cavalo · c8 preto bispo · d8 preto rainha · e8 preto rei · h8 preto torre · a7 preto peão · b7 preto peão · c7 preto peão · d7 preto peão · f7 preto peão · g7 preto peão · h7 preto peão · e6 preto peão · f6 preto cavalo · b4 preto bispo · c4 branco peão · d4 branco peão · c3 branco cavalo · a2 branco peão · b2 branco peão · e2 branco peão · f2 branco peão · g2 branco peão · h2 branco peão · a1 branco torre · c1 branco bispo · d1 branco rainha · e1 branco rei · f1 branco bispo · g1 branco cavalo · h1 branco torre | a8 preto torre · b8 preto cavalo · c8 preto bispo · d8 preto rainha · e8 preto rei · h8 preto torre · a7 preto peão · b7 preto peão · c7 preto peão · d7 preto peão · f7 preto peão · g7 preto peão · h7 preto peão · e6 preto peão · f6 preto cavalo · b4 preto bispo · c4 branco peão · d4 branco peão · c3 branco cavalo · a2 branco peão · b2 branco peão · e2 branco peão · f2 branco peão · g2 branco peão · h2 branco peão · a1 branco torre · c1 branco bispo · d1 branco rainha · e1 branco rei · f1 branco bispo · g1 branco cavalo · h1 branco torre | a8 preto torre · b8 preto cavalo · c8 preto bispo · d8 preto rainha · e8 preto rei · h8 preto torre · a7 preto peão · b7 preto peão · c7 preto peão · d7 preto peão · f7 preto peão · g7 preto peão · h7 preto peão · e6 preto peão · f6 preto cavalo · b4 preto bispo · c4 branco peão · d4 branco peão · c3 branco cavalo · a2 branco peão · b2 branco peão · e2 branco peão · f2 branco peão · g2 branco peão · h2 branco peão · a1 branco torre · c1 branco bispo · d1 branco rainha · e1 branco rei · f1 branco bispo · g1 branco cavalo · h1 branco torre | a8 preto torre · b8 preto cavalo · c8 preto bispo · d8 preto rainha · e8 preto rei · h8 preto torre · a7 preto peão · b7 preto peão · c7 preto peão · d7 preto peão · f7 preto peão · g7 preto peão · h7 preto peão · e6 preto peão · f6 preto cavalo · b4 preto bispo · c4 branco peão · d4 branco peão · c3 branco cavalo · a2 branco peão · b2 branco peão · e2 branco peão · f2 branco peão · g2 branco peão · h2 branco peão · a1 branco torre · c1 branco bispo · d1 branco rainha · e1 branco rei · f1 branco bispo · g1 branco cavalo · h1 branco torre | a8 preto torre · b8 preto cavalo · c8 preto bispo · d8 preto rainha · e8 preto rei · h8 preto torre · a7 preto peão · b7 preto peão · c7 preto peão · d7 preto peão · f7 preto peão · g7 preto peão · h7 preto peão · e6 preto peão · f6 preto cavalo · b4 preto bispo · c4 branco peão · d4 branco peão · c3 branco cavalo · a2 branco peão · b2 branco peão · e2 branco peão · f2 branco peão · g2 branco peão · h2 branco peão · a1 branco torre · c1 branco bispo · d1 branco rainha · e1 branco rei · f1 branco bispo · g1 branco cavalo · h1 branco torre | 6 |
| 5 | a8 preto torre · b8 preto cavalo · c8 preto bispo · d8 preto rainha · e8 preto rei · h8 preto torre · a7 preto peão · b7 preto peão · c7 preto peão · d7 preto peão · f7 preto peão · g7 preto peão · h7 preto peão · e6 preto peão · f6 preto cavalo · b4 preto bispo · c4 branco peão · d4 branco peão · c3 branco cavalo · a2 branco peão · b2 branco peão · e2 branco peão · f2 branco peão · g2 branco peão · h2 branco peão · a1 branco torre · c1 branco bispo · d1 branco rainha · e1 branco rei · f1 branco bispo · g1 branco cavalo · h1 branco torre | a8 preto torre · b8 preto cavalo · c8 preto bispo · d8 preto rainha · e8 preto rei · h8 preto torre · a7 preto peão · b7 preto peão · c7 preto peão · d7 preto peão · f7 preto peão · g7 preto peão · h7 preto peão · e6 preto peão · f6 preto cavalo · b4 preto bispo · c4 branco peão · d4 branco peão · c3 branco cavalo · a2 branco peão · b2 branco peão · e2 branco peão · f2 branco peão · g2 branco peão · h2 branco peão · a1 branco torre · c1 branco bispo · d1 branco rainha · e1 branco rei · f1 branco bispo · g1 branco cavalo · h1 branco torre | a8 preto torre · b8 preto cavalo · c8 preto bispo · d8 preto rainha · e8 preto rei · h8 preto torre · a7 preto peão · b7 preto peão · c7 preto peão · d7 preto peão · f7 preto peão · g7 preto peão · h7 preto peão · e6 preto peão · f6 preto cavalo · b4 preto bispo · c4 branco peão · d4 branco peão · c3 branco cavalo · a2 branco peão · b2 branco peão · e2 branco peão · f2 branco peão · g2 branco peão · h2 branco peão · a1 branco torre · c1 branco bispo · d1 branco rainha · e1 branco rei · f1 branco bispo · g1 branco cavalo · h1 branco torre | a8 preto torre · b8 preto cavalo · c8 preto bispo · d8 preto rainha · e8 preto rei · h8 preto torre · a7 preto peão · b7 preto peão · c7 preto peão · d7 preto peão · f7 preto peão · g7 preto peão · h7 preto peão · e6 preto peão · f6 preto cavalo · b4 preto bispo · c4 branco peão · d4 branco peão · c3 branco cavalo · a2 branco peão · b2 branco peão · e2 branco peão · f2 branco peão · g2 branco peão · h2 branco peão · a1 branco torre · c1 branco bispo · d1 branco rainha · e1 branco rei · f1 branco bispo · g1 branco cavalo · h1 branco torre | a8 preto torre · b8 preto cavalo · c8 preto bispo · d8 preto rainha · e8 preto rei · h8 preto torre · a7 preto peão · b7 preto peão · c7 preto peão · d7 preto peão · f7 preto peão · g7 preto peão · h7 preto peão · e6 preto peão · f6 preto cavalo · b4 preto bispo · c4 branco peão · d4 branco peão · c3 branco cavalo · a2 branco peão · b2 branco peão · e2 branco peão · f2 branco peão · g2 branco peão · h2 branco peão · a1 branco torre · c1 branco bispo · d1 branco rainha · e1 branco rei · f1 branco bispo · g1 branco cavalo · h1 branco torre | a8 preto torre · b8 preto cavalo · c8 preto bispo · d8 preto rainha · e8 preto rei · h8 preto torre · a7 preto peão · b7 preto peão · c7 preto peão · d7 preto peão · f7 preto peão · g7 preto peão · h7 preto peão · e6 preto peão · f6 preto cavalo · b4 preto bispo · c4 branco peão · d4 branco peão · c3 branco cavalo · a2 branco peão · b2 branco peão · e2 branco peão · f2 branco peão · g2 branco peão · h2 branco peão · a1 branco torre · c1 branco bispo · d1 branco rainha · e1 branco rei · f1 branco bispo · g1 branco cavalo · h1 branco torre | a8 preto torre · b8 preto cavalo · c8 preto bispo · d8 preto rainha · e8 preto rei · h8 preto torre · a7 preto peão · b7 preto peão · c7 preto peão · d7 preto peão · f7 preto peão · g7 preto peão · h7 preto peão · e6 preto peão · f6 preto cavalo · b4 preto bispo · c4 branco peão · d4 branco peão · c3 branco cavalo · a2 branco peão · b2 branco peão · e2 branco peão · f2 branco peão · g2 branco peão · h2 branco peão · a1 branco torre · c1 branco bispo · d1 branco rainha · e1 branco rei · f1 branco bispo · g1 branco cavalo · h1 branco torre | a8 preto torre · b8 preto cavalo · c8 preto bispo · d8 preto rainha · e8 preto rei · h8 preto torre · a7 preto peão · b7 preto peão · c7 preto peão · d7 preto peão · f7 preto peão · g7 preto peão · h7 preto peão · e6 preto peão · f6 preto cavalo · b4 preto bispo · c4 branco peão · d4 branco peão · c3 branco cavalo · a2 branco peão · b2 branco peão · e2 branco peão · f2 branco peão · g2 branco peão · h2 branco peão · a1 branco torre · c1 branco bispo · d1 branco rainha · e1 branco rei · f1 branco bispo · g1 branco cavalo · h1 branco torre | 5 |
| 4 | a8 preto torre · b8 preto cavalo · c8 preto bispo · d8 preto rainha · e8 preto rei · h8 preto torre · a7 preto peão · b7 preto peão · c7 preto peão · d7 preto peão · f7 preto peão · g7 preto peão · h7 preto peão · e6 preto peão · f6 preto cavalo · b4 preto bispo · c4 branco peão · d4 branco peão · c3 branco cavalo · a2 branco peão · b2 branco peão · e2 branco peão · f2 branco peão · g2 branco peão · h2 branco peão · a1 branco torre · c1 branco bispo · d1 branco rainha · e1 branco rei · f1 branco bispo · g1 branco cavalo · h1 branco torre | a8 preto torre · b8 preto cavalo · c8 preto bispo · d8 preto rainha · e8 preto rei · h8 preto torre · a7 preto peão · b7 preto peão · c7 preto peão · d7 preto peão · f7 preto peão · g7 preto peão · h7 preto peão · e6 preto peão · f6 preto cavalo · b4 preto bispo · c4 branco peão · d4 branco peão · c3 branco cavalo · a2 branco peão · b2 branco peão · e2 branco peão · f2 branco peão · g2 branco peão · h2 branco peão · a1 branco torre · c1 branco bispo · d1 branco rainha · e1 branco rei · f1 branco bispo · g1 branco cavalo · h1 branco torre | a8 preto torre · b8 preto cavalo · c8 preto bispo · d8 preto rainha · e8 preto rei · h8 preto torre · a7 preto peão · b7 preto peão · c7 preto peão · d7 preto peão · f7 preto peão · g7 preto peão · h7 preto peão · e6 preto peão · f6 preto cavalo · b4 preto bispo · c4 branco peão · d4 branco peão · c3 branco cavalo · a2 branco peão · b2 branco peão · e2 branco peão · f2 branco peão · g2 branco peão · h2 branco peão · a1 branco torre · c1 branco bispo · d1 branco rainha · e1 branco rei · f1 branco bispo · g1 branco cavalo · h1 branco torre | a8 preto torre · b8 preto cavalo · c8 preto bispo · d8 preto rainha · e8 preto rei · h8 preto torre · a7 preto peão · b7 preto peão · c7 preto peão · d7 preto peão · f7 preto peão · g7 preto peão · h7 preto peão · e6 preto peão · f6 preto cavalo · b4 preto bispo · c4 branco peão · d4 branco peão · c3 branco cavalo · a2 branco peão · b2 branco peão · e2 branco peão · f2 branco peão · g2 branco peão · h2 branco peão · a1 branco torre · c1 branco bispo · d1 branco rainha · e1 branco rei · f1 branco bispo · g1 branco cavalo · h1 branco torre | a8 preto torre · b8 preto cavalo · c8 preto bispo · d8 preto rainha · e8 preto rei · h8 preto torre · a7 preto peão · b7 preto peão · c7 preto peão · d7 preto peão · f7 preto peão · g7 preto peão · h7 preto peão · e6 preto peão · f6 preto cavalo · b4 preto bispo · c4 branco peão · d4 branco peão · c3 branco cavalo · a2 branco peão · b2 branco peão · e2 branco peão · f2 branco peão · g2 branco peão · h2 branco peão · a1 branco torre · c1 branco bispo · d1 branco rainha · e1 branco rei · f1 branco bispo · g1 branco cavalo · h1 branco torre | a8 preto torre · b8 preto cavalo · c8 preto bispo · d8 preto rainha · e8 preto rei · h8 preto torre · a7 preto peão · b7 preto peão · c7 preto peão · d7 preto peão · f7 preto peão · g7 preto peão · h7 preto peão · e6 preto peão · f6 preto cavalo · b4 preto bispo · c4 branco peão · d4 branco peão · c3 branco cavalo · a2 branco peão · b2 branco peão · e2 branco peão · f2 branco peão · g2 branco peão · h2 branco peão · a1 branco torre · c1 branco bispo · d1 branco rainha · e1 branco rei · f1 branco bispo · g1 branco cavalo · h1 branco torre | a8 preto torre · b8 preto cavalo · c8 preto bispo · d8 preto rainha · e8 preto rei · h8 preto torre · a7 preto peão · b7 preto peão · c7 preto peão · d7 preto peão · f7 preto peão · g7 preto peão · h7 preto peão · e6 preto peão · f6 preto cavalo · b4 preto bispo · c4 branco peão · d4 branco peão · c3 branco cavalo · a2 branco peão · b2 branco peão · e2 branco peão · f2 branco peão · g2 branco peão · h2 branco peão · a1 branco torre · c1 branco bispo · d1 branco rainha · e1 branco rei · f1 branco bispo · g1 branco cavalo · h1 branco torre | a8 preto torre · b8 preto cavalo · c8 preto bispo · d8 preto rainha · e8 preto rei · h8 preto torre · a7 preto peão · b7 preto peão · c7 preto peão · d7 preto peão · f7 preto peão · g7 preto peão · h7 preto peão · e6 preto peão · f6 preto cavalo · b4 preto bispo · c4 branco peão · d4 branco peão · c3 branco cavalo · a2 branco peão · b2 branco peão · e2 branco peão · f2 branco peão · g2 branco peão · h2 branco peão · a1 branco torre · c1 branco bispo · d1 branco rainha · e1 branco rei · f1 branco bispo · g1 branco cavalo · h1 branco torre | 4 |
| 3 | a8 preto torre · b8 preto cavalo · c8 preto bispo · d8 preto rainha · e8 preto rei · h8 preto torre · a7 preto peão · b7 preto peão · c7 preto peão · d7 preto peão · f7 preto peão · g7 preto peão · h7 preto peão · e6 preto peão · f6 preto cavalo · b4 preto bispo · c4 branco peão · d4 branco peão · c3 branco cavalo · a2 branco peão · b2 branco peão · e2 branco peão · f2 branco peão · g2 branco peão · h2 branco peão · a1 branco torre · c1 branco bispo · d1 branco rainha · e1 branco rei · f1 branco bispo · g1 branco cavalo · h1 branco torre | a8 preto torre · b8 preto cavalo · c8 preto bispo · d8 preto rainha · e8 preto rei · h8 preto torre · a7 preto peão · b7 preto peão · c7 preto peão · d7 preto peão · f7 preto peão · g7 preto peão · h7 preto peão · e6 preto peão · f6 preto cavalo · b4 preto bispo · c4 branco peão · d4 branco peão · c3 branco cavalo · a2 branco peão · b2 branco peão · e2 branco peão · f2 branco peão · g2 branco peão · h2 branco peão · a1 branco torre · c1 branco bispo · d1 branco rainha · e1 branco rei · f1 branco bispo · g1 branco cavalo · h1 branco torre | a8 preto torre · b8 preto cavalo · c8 preto bispo · d8 preto rainha · e8 preto rei · h8 preto torre · a7 preto peão · b7 preto peão · c7 preto peão · d7 preto peão · f7 preto peão · g7 preto peão · h7 preto peão · e6 preto peão · f6 preto cavalo · b4 preto bispo · c4 branco peão · d4 branco peão · c3 branco cavalo · a2 branco peão · b2 branco peão · e2 branco peão · f2 branco peão · g2 branco peão · h2 branco peão · a1 branco torre · c1 branco bispo · d1 branco rainha · e1 branco rei · f1 branco bispo · g1 branco cavalo · h1 branco torre | a8 preto torre · b8 preto cavalo · c8 preto bispo · d8 preto rainha · e8 preto rei · h8 preto torre · a7 preto peão · b7 preto peão · c7 preto peão · d7 preto peão · f7 preto peão · g7 preto peão · h7 preto peão · e6 preto peão · f6 preto cavalo · b4 preto bispo · c4 branco peão · d4 branco peão · c3 branco cavalo · a2 branco peão · b2 branco peão · e2 branco peão · f2 branco peão · g2 branco peão · h2 branco peão · a1 branco torre · c1 branco bispo · d1 branco rainha · e1 branco rei · f1 branco bispo · g1 branco cavalo · h1 branco torre | a8 preto torre · b8 preto cavalo · c8 preto bispo · d8 preto rainha · e8 preto rei · h8 preto torre · a7 preto peão · b7 preto peão · c7 preto peão · d7 preto peão · f7 preto peão · g7 preto peão · h7 preto peão · e6 preto peão · f6 preto cavalo · b4 preto bispo · c4 branco peão · d4 branco peão · c3 branco cavalo · a2 branco peão · b2 branco peão · e2 branco peão · f2 branco peão · g2 branco peão · h2 branco peão · a1 branco torre · c1 branco bispo · d1 branco rainha · e1 branco rei · f1 branco bispo · g1 branco cavalo · h1 branco torre | a8 preto torre · b8 preto cavalo · c8 preto bispo · d8 preto rainha · e8 preto rei · h8 preto torre · a7 preto peão · b7 preto peão · c7 preto peão · d7 preto peão · f7 preto peão · g7 preto peão · h7 preto peão · e6 preto peão · f6 preto cavalo · b4 preto bispo · c4 branco peão · d4 branco peão · c3 branco cavalo · a2 branco peão · b2 branco peão · e2 branco peão · f2 branco peão · g2 branco peão · h2 branco peão · a1 branco torre · c1 branco bispo · d1 branco rainha · e1 branco rei · f1 branco bispo · g1 branco cavalo · h1 branco torre | a8 preto torre · b8 preto cavalo · c8 preto bispo · d8 preto rainha · e8 preto rei · h8 preto torre · a7 preto peão · b7 preto peão · c7 preto peão · d7 preto peão · f7 preto peão · g7 preto peão · h7 preto peão · e6 preto peão · f6 preto cavalo · b4 preto bispo · c4 branco peão · d4 branco peão · c3 branco cavalo · a2 branco peão · b2 branco peão · e2 branco peão · f2 branco peão · g2 branco peão · h2 branco peão · a1 branco torre · c1 branco bispo · d1 branco rainha · e1 branco rei · f1 branco bispo · g1 branco cavalo · h1 branco torre | a8 preto torre · b8 preto cavalo · c8 preto bispo · d8 preto rainha · e8 preto rei · h8 preto torre · a7 preto peão · b7 preto peão · c7 preto peão · d7 preto peão · f7 preto peão · g7 preto peão · h7 preto peão · e6 preto peão · f6 preto cavalo · b4 preto bispo · c4 branco peão · d4 branco peão · c3 branco cavalo · a2 branco peão · b2 branco peão · e2 branco peão · f2 branco peão · g2 branco peão · h2 branco peão · a1 branco torre · c1 branco bispo · d1 branco rainha · e1 branco rei · f1 branco bispo · g1 branco cavalo · h1 branco torre | 3 |
| 2 | a8 preto torre · b8 preto cavalo · c8 preto bispo · d8 preto rainha · e8 preto rei · h8 preto torre · a7 preto peão · b7 preto peão · c7 preto peão · d7 preto peão · f7 preto peão · g7 preto peão · h7 preto peão · e6 preto peão · f6 preto cavalo · b4 preto bispo · c4 branco peão · d4 branco peão · c3 branco cavalo · a2 branco peão · b2 branco peão · e2 branco peão · f2 branco peão · g2 branco peão · h2 branco peão · a1 branco torre · c1 branco bispo · d1 branco rainha · e1 branco rei · f1 branco bispo · g1 branco cavalo · h1 branco torre | a8 preto torre · b8 preto cavalo · c8 preto bispo · d8 preto rainha · e8 preto rei · h8 preto torre · a7 preto peão · b7 preto peão · c7 preto peão · d7 preto peão · f7 preto peão · g7 preto peão · h7 preto peão · e6 preto peão · f6 preto cavalo · b4 preto bispo · c4 branco peão · d4 branco peão · c3 branco cavalo · a2 branco peão · b2 branco peão · e2 branco peão · f2 branco peão · g2 branco peão · h2 branco peão · a1 branco torre · c1 branco bispo · d1 branco rainha · e1 branco rei · f1 branco bispo · g1 branco cavalo · h1 branco torre | a8 preto torre · b8 preto cavalo · c8 preto bispo · d8 preto rainha · e8 preto rei · h8 preto torre · a7 preto peão · b7 preto peão · c7 preto peão · d7 preto peão · f7 preto peão · g7 preto peão · h7 preto peão · e6 preto peão · f6 preto cavalo · b4 preto bispo · c4 branco peão · d4 branco peão · c3 branco cavalo · a2 branco peão · b2 branco peão · e2 branco peão · f2 branco peão · g2 branco peão · h2 branco peão · a1 branco torre · c1 branco bispo · d1 branco rainha · e1 branco rei · f1 branco bispo · g1 branco cavalo · h1 branco torre | a8 preto torre · b8 preto cavalo · c8 preto bispo · d8 preto rainha · e8 preto rei · h8 preto torre · a7 preto peão · b7 preto peão · c7 preto peão · d7 preto peão · f7 preto peão · g7 preto peão · h7 preto peão · e6 preto peão · f6 preto cavalo · b4 preto bispo · c4 branco peão · d4 branco peão · c3 branco cavalo · a2 branco peão · b2 branco peão · e2 branco peão · f2 branco peão · g2 branco peão · h2 branco peão · a1 branco torre · c1 branco bispo · d1 branco rainha · e1 branco rei · f1 branco bispo · g1 branco cavalo · h1 branco torre | a8 preto torre · b8 preto cavalo · c8 preto bispo · d8 preto rainha · e8 preto rei · h8 preto torre · a7 preto peão · b7 preto peão · c7 preto peão · d7 preto peão · f7 preto peão · g7 preto peão · h7 preto peão · e6 preto peão · f6 preto cavalo · b4 preto bispo · c4 branco peão · d4 branco peão · c3 branco cavalo · a2 branco peão · b2 branco peão · e2 branco peão · f2 branco peão · g2 branco peão · h2 branco peão · a1 branco torre · c1 branco bispo · d1 branco rainha · e1 branco rei · f1 branco bispo · g1 branco cavalo · h1 branco torre | a8 preto torre · b8 preto cavalo · c8 preto bispo · d8 preto rainha · e8 preto rei · h8 preto torre · a7 preto peão · b7 preto peão · c7 preto peão · d7 preto peão · f7 preto peão · g7 preto peão · h7 preto peão · e6 preto peão · f6 preto cavalo · b4 preto bispo · c4 branco peão · d4 branco peão · c3 branco cavalo · a2 branco peão · b2 branco peão · e2 branco peão · f2 branco peão · g2 branco peão · h2 branco peão · a1 branco torre · c1 branco bispo · d1 branco rainha · e1 branco rei · f1 branco bispo · g1 branco cavalo · h1 branco torre | a8 preto torre · b8 preto cavalo · c8 preto bispo · d8 preto rainha · e8 preto rei · h8 preto torre · a7 preto peão · b7 preto peão · c7 preto peão · d7 preto peão · f7 preto peão · g7 preto peão · h7 preto peão · e6 preto peão · f6 preto cavalo · b4 preto bispo · c4 branco peão · d4 branco peão · c3 branco cavalo · a2 branco peão · b2 branco peão · e2 branco peão · f2 branco peão · g2 branco peão · h2 branco peão · a1 branco torre · c1 branco bispo · d1 branco rainha · e1 branco rei · f1 branco bispo · g1 branco cavalo · h1 branco torre | a8 preto torre · b8 preto cavalo · c8 preto bispo · d8 preto rainha · e8 preto rei · h8 preto torre · a7 preto peão · b7 preto peão · c7 preto peão · d7 preto peão · f7 preto peão · g7 preto peão · h7 preto peão · e6 preto peão · f6 preto cavalo · b4 preto bispo · c4 branco peão · d4 branco peão · c3 branco cavalo · a2 branco peão · b2 branco peão · e2 branco peão · f2 branco peão · g2 branco peão · h2 branco peão · a1 branco torre · c1 branco bispo · d1 branco rainha · e1 branco rei · f1 branco bispo · g1 branco cavalo · h1 branco torre | 2 |
| 1 | a8 preto torre · b8 preto cavalo · c8 preto bispo · d8 preto rainha · e8 preto rei · h8 preto torre · a7 preto peão · b7 preto peão · c7 preto peão · d7 preto peão · f7 preto peão · g7 preto peão · h7 preto peão · e6 preto peão · f6 preto cavalo · b4 preto bispo · c4 branco peão · d4 branco peão · c3 branco cavalo · a2 branco peão · b2 branco peão · e2 branco peão · f2 branco peão · g2 branco peão · h2 branco peão · a1 branco torre · c1 branco bispo · d1 branco rainha · e1 branco rei · f1 branco bispo · g1 branco cavalo · h1 branco torre | a8 preto torre · b8 preto cavalo · c8 preto bispo · d8 preto rainha · e8 preto rei · h8 preto torre · a7 preto peão · b7 preto peão · c7 preto peão · d7 preto peão · f7 preto peão · g7 preto peão · h7 preto peão · e6 preto peão · f6 preto cavalo · b4 preto bispo · c4 branco peão · d4 branco peão · c3 branco cavalo · a2 branco peão · b2 branco peão · e2 branco peão · f2 branco peão · g2 branco peão · h2 branco peão · a1 branco torre · c1 branco bispo · d1 branco rainha · e1 branco rei · f1 branco bispo · g1 branco cavalo · h1 branco torre | a8 preto torre · b8 preto cavalo · c8 preto bispo · d8 preto rainha · e8 preto rei · h8 preto torre · a7 preto peão · b7 preto peão · c7 preto peão · d7 preto peão · f7 preto peão · g7 preto peão · h7 preto peão · e6 preto peão · f6 preto cavalo · b4 preto bispo · c4 branco peão · d4 branco peão · c3 branco cavalo · a2 branco peão · b2 branco peão · e2 branco peão · f2 branco peão · g2 branco peão · h2 branco peão · a1 branco torre · c1 branco bispo · d1 branco rainha · e1 branco rei · f1 branco bispo · g1 branco cavalo · h1 branco torre | a8 preto torre · b8 preto cavalo · c8 preto bispo · d8 preto rainha · e8 preto rei · h8 preto torre · a7 preto peão · b7 preto peão · c7 preto peão · d7 preto peão · f7 preto peão · g7 preto peão · h7 preto peão · e6 preto peão · f6 preto cavalo · b4 preto bispo · c4 branco peão · d4 branco peão · c3 branco cavalo · a2 branco peão · b2 branco peão · e2 branco peão · f2 branco peão · g2 branco peão · h2 branco peão · a1 branco torre · c1 branco bispo · d1 branco rainha · e1 branco rei · f1 branco bispo · g1 branco cavalo · h1 branco torre | a8 preto torre · b8 preto cavalo · c8 preto bispo · d8 preto rainha · e8 preto rei · h8 preto torre · a7 preto peão · b7 preto peão · c7 preto peão · d7 preto peão · f7 preto peão · g7 preto peão · h7 preto peão · e6 preto peão · f6 preto cavalo · b4 preto bispo · c4 branco peão · d4 branco peão · c3 branco cavalo · a2 branco peão · b2 branco peão · e2 branco peão · f2 branco peão · g2 branco peão · h2 branco peão · a1 branco torre · c1 branco bispo · d1 branco rainha · e1 branco rei · f1 branco bispo · g1 branco cavalo · h1 branco torre | a8 preto torre · b8 preto cavalo · c8 preto bispo · d8 preto rainha · e8 preto rei · h8 preto torre · a7 preto peão · b7 preto peão · c7 preto peão · d7 preto peão · f7 preto peão · g7 preto peão · h7 preto peão · e6 preto peão · f6 preto cavalo · b4 preto bispo · c4 branco peão · d4 branco peão · c3 branco cavalo · a2 branco peão · b2 branco peão · e2 branco peão · f2 branco peão · g2 branco peão · h2 branco peão · a1 branco torre · c1 branco bispo · d1 branco rainha · e1 branco rei · f1 branco bispo · g1 branco cavalo · h1 branco torre | a8 preto torre · b8 preto cavalo · c8 preto bispo · d8 preto rainha · e8 preto rei · h8 preto torre · a7 preto peão · b7 preto peão · c7 preto peão · d7 preto peão · f7 preto peão · g7 preto peão · h7 preto peão · e6 preto peão · f6 preto cavalo · b4 preto bispo · c4 branco peão · d4 branco peão · c3 branco cavalo · a2 branco peão · b2 branco peão · e2 branco peão · f2 branco peão · g2 branco peão · h2 branco peão · a1 branco torre · c1 branco bispo · d1 branco rainha · e1 branco rei · f1 branco bispo · g1 branco cavalo · h1 branco torre | a8 preto torre · b8 preto cavalo · c8 preto bispo · d8 preto rainha · e8 preto rei · h8 preto torre · a7 preto peão · b7 preto peão · c7 preto peão · d7 preto peão · f7 preto peão · g7 preto peão · h7 preto peão · e6 preto peão · f6 preto cavalo · b4 preto bispo · c4 branco peão · d4 branco peão · c3 branco cavalo · a2 branco peão · b2 branco peão · e2 branco peão · f2 branco peão · g2 branco peão · h2 branco peão · a1 branco torre · c1 branco bispo · d1 branco rainha · e1 branco rei · f1 branco bispo · g1 branco cavalo · h1 branco torre | 1 |
|   | a | b | c | d | e | f | g | h |   |

A Defesa Nimzoíndia ou Defesa Nimzowitsch do Peão da Dama é uma defesa de xadrez pertencente ao grupo das Defesas Índias que ocorre após os lances:
1.d4 Cf6 2.c4 e6 3.Cc3 Bb4

## Estratégias e continuações para as brancas
Seu objetivo é evitar o lance e4 das brancas mediante contrataque e cravamento do cavalo-dama branco.

## 4.Dc2
|   | a | b | c | d | e | f | g | h |   |
| 8 | a8 preto torre · b8 preto cavalo · c8 preto bispo · d8 preto rainha · e8 preto rei · h8 preto torre · a7 preto peão · b7 preto peão · c7 preto peão · d7 preto peão · f7 preto peão · g7 preto peão · h7 preto peão · e6 preto peão · f6 preto cavalo · b4 preto bispo · c4 branco peão · d4 branco peão · c3 branco cavalo · a2 branco peão · b2 branco peão · c2 branco rainha · e2 branco peão · f2 branco peão · g2 branco peão · h2 branco peão · a1 branco torre · c1 branco bispo · e1 branco rei · f1 branco bispo · g1 branco cavalo · h1 branco torre | a8 preto torre · b8 preto cavalo · c8 preto bispo · d8 preto rainha · e8 preto rei · h8 preto torre · a7 preto peão · b7 preto peão · c7 preto peão · d7 preto peão · f7 preto peão · g7 preto peão · h7 preto peão · e6 preto peão · f6 preto cavalo · b4 preto bispo · c4 branco peão · d4 branco peão · c3 branco cavalo · a2 branco peão · b2 branco peão · c2 branco rainha · e2 branco peão · f2 branco peão · g2 branco peão · h2 branco peão · a1 branco torre · c1 branco bispo · e1 branco rei · f1 branco bispo · g1 branco cavalo · h1 branco torre | a8 preto torre · b8 preto cavalo · c8 preto bispo · d8 preto rainha · e8 preto rei · h8 preto torre · a7 preto peão · b7 preto peão · c7 preto peão · d7 preto peão · f7 preto peão · g7 preto peão · h7 preto peão · e6 preto peão · f6 preto cavalo · b4 preto bispo · c4 branco peão · d4 branco peão · c3 branco cavalo · a2 branco peão · b2 branco peão · c2 branco rainha · e2 branco peão · f2 branco peão · g2 branco peão · h2 branco peão · a1 branco torre · c1 branco bispo · e1 branco rei · f1 branco bispo · g1 branco cavalo · h1 branco torre | a8 preto torre · b8 preto cavalo · c8 preto bispo · d8 preto rainha · e8 preto rei · h8 preto torre · a7 preto peão · b7 preto peão · c7 preto peão · d7 preto peão · f7 preto peão · g7 preto peão · h7 preto peão · e6 preto peão · f6 preto cavalo · b4 preto bispo · c4 branco peão · d4 branco peão · c3 branco cavalo · a2 branco peão · b2 branco peão · c2 branco rainha · e2 branco peão · f2 branco peão · g2 branco peão · h2 branco peão · a1 branco torre · c1 branco bispo · e1 branco rei · f1 branco bispo · g1 branco cavalo · h1 branco torre | a8 preto torre · b8 preto cavalo · c8 preto bispo · d8 preto rainha · e8 preto rei · h8 preto torre · a7 preto peão · b7 preto peão · c7 preto peão · d7 preto peão · f7 preto peão · g7 preto peão · h7 preto peão · e6 preto peão · f6 preto cavalo · b4 preto bispo · c4 branco peão · d4 branco peão · c3 branco cavalo · a2 branco peão · b2 branco peão · c2 branco rainha · e2 branco peão · f2 branco peão · g2 branco peão · h2 branco peão · a1 branco torre · c1 branco bispo · e1 branco rei · f1 branco bispo · g1 branco cavalo · h1 branco torre | a8 preto torre · b8 preto cavalo · c8 preto bispo · d8 preto rainha · e8 preto rei · h8 preto torre · a7 preto peão · b7 preto peão · c7 preto peão · d7 preto peão · f7 preto peão · g7 preto peão · h7 preto peão · e6 preto peão · f6 preto cavalo · b4 preto bispo · c4 branco peão · d4 branco peão · c3 branco cavalo · a2 branco peão · b2 branco peão · c2 branco rainha · e2 branco peão · f2 branco peão · g2 branco peão · h2 branco peão · a1 branco torre · c1 branco bispo · e1 branco rei · f1 branco bispo · g1 branco cavalo · h1 branco torre | a8 preto torre · b8 preto cavalo · c8 preto bispo · d8 preto rainha · e8 preto rei · h8 preto torre · a7 preto peão · b7 preto peão · c7 preto peão · d7 preto peão · f7 preto peão · g7 preto peão · h7 preto peão · e6 preto peão · f6 preto cavalo · b4 preto bispo · c4 branco peão · d4 branco peão · c3 branco cavalo · a2 branco peão · b2 branco peão · c2 branco rainha · e2 branco peão · f2 branco peão · g2 branco peão · h2 branco peão · a1 branco torre · c1 branco bispo · e1 branco rei · f1 branco bispo · g1 branco cavalo · h1 branco torre | a8 preto torre · b8 preto cavalo · c8 preto bispo · d8 preto rainha · e8 preto rei · h8 preto torre · a7 preto peão · b7 preto peão · c7 preto peão · d7 preto peão · f7 preto peão · g7 preto peão · h7 preto peão · e6 preto peão · f6 preto cavalo · b4 preto bispo · c4 branco peão · d4 branco peão · c3 branco cavalo · a2 branco peão · b2 branco peão · c2 branco rainha · e2 branco peão · f2 branco peão · g2 branco peão · h2 branco peão · a1 branco torre · c1 branco bispo · e1 branco rei · f1 branco bispo · g1 branco cavalo · h1 branco torre | 8 |
| 7 | a8 preto torre · b8 preto cavalo · c8 preto bispo · d8 preto rainha · e8 preto rei · h8 preto torre · a7 preto peão · b7 preto peão · c7 preto peão · d7 preto peão · f7 preto peão · g7 preto peão · h7 preto peão · e6 preto peão · f6 preto cavalo · b4 preto bispo · c4 branco peão · d4 branco peão · c3 branco cavalo · a2 branco peão · b2 branco peão · c2 branco rainha · e2 branco peão · f2 branco peão · g2 branco peão · h2 branco peão · a1 branco torre · c1 branco bispo · e1 branco rei · f1 branco bispo · g1 branco cavalo · h1 branco torre | a8 preto torre · b8 preto cavalo · c8 preto bispo · d8 preto rainha · e8 preto rei · h8 preto torre · a7 preto peão · b7 preto peão · c7 preto peão · d7 preto peão · f7 preto peão · g7 preto peão · h7 preto peão · e6 preto peão · f6 preto cavalo · b4 preto bispo · c4 branco peão · d4 branco peão · c3 branco cavalo · a2 branco peão · b2 branco peão · c2 branco rainha · e2 branco peão · f2 branco peão · g2 branco peão · h2 branco peão · a1 branco torre · c1 branco bispo · e1 branco rei · f1 branco bispo · g1 branco cavalo · h1 branco torre | a8 preto torre · b8 preto cavalo · c8 preto bispo · d8 preto rainha · e8 preto rei · h8 preto torre · a7 preto peão · b7 preto peão · c7 preto peão · d7 preto peão · f7 preto peão · g7 preto peão · h7 preto peão · e6 preto peão · f6 preto cavalo · b4 preto bispo · c4 branco peão · d4 branco peão · c3 branco cavalo · a2 branco peão · b2 branco peão · c2 branco rainha · e2 branco peão · f2 branco peão · g2 branco peão · h2 branco peão · a1 branco torre · c1 branco bispo · e1 branco rei · f1 branco bispo · g1 branco cavalo · h1 branco torre | a8 preto torre · b8 preto cavalo · c8 preto bispo · d8 preto rainha · e8 preto rei · h8 preto torre · a7 preto peão · b7 preto peão · c7 preto peão · d7 preto peão · f7 preto peão · g7 preto peão · h7 preto peão · e6 preto peão · f6 preto cavalo · b4 preto bispo · c4 branco peão · d4 branco peão · c3 branco cavalo · a2 branco peão · b2 branco peão · c2 branco rainha · e2 branco peão · f2 branco peão · g2 branco peão · h2 branco peão · a1 branco torre · c1 branco bispo · e1 branco rei · f1 branco bispo · g1 branco cavalo · h1 branco torre | a8 preto torre · b8 preto cavalo · c8 preto bispo · d8 preto rainha · e8 preto rei · h8 preto torre · a7 preto peão · b7 preto peão · c7 preto peão · d7 preto peão · f7 preto peão · g7 preto peão · h7 preto peão · e6 preto peão · f6 preto cavalo · b4 preto bispo · c4 branco peão · d4 branco peão · c3 branco cavalo · a2 branco peão · b2 branco peão · c2 branco rainha · e2 branco peão · f2 branco peão · g2 branco peão · h2 branco peão · a1 branco torre · c1 branco bispo · e1 branco rei · f1 branco bispo · g1 branco cavalo · h1 branco torre | a8 preto torre · b8 preto cavalo · c8 preto bispo · d8 preto rainha · e8 preto rei · h8 preto torre · a7 preto peão · b7 preto peão · c7 preto peão · d7 preto peão · f7 preto peão · g7 preto peão · h7 preto peão · e6 preto peão · f6 preto cavalo · b4 preto bispo · c4 branco peão · d4 branco peão · c3 branco cavalo · a2 branco peão · b2 branco peão · c2 branco rainha · e2 branco peão · f2 branco peão · g2 branco peão · h2 branco peão · a1 branco torre · c1 branco bispo · e1 branco rei · f1 branco bispo · g1 branco cavalo · h1 branco torre | a8 preto torre · b8 preto cavalo · c8 preto bispo · d8 preto rainha · e8 preto rei · h8 preto torre · a7 preto peão · b7 preto peão · c7 preto peão · d7 preto peão · f7 preto peão · g7 preto peão · h7 preto peão · e6 preto peão · f6 preto cavalo · b4 preto bispo · c4 branco peão · d4 branco peão · c3 branco cavalo · a2 branco peão · b2 branco peão · c2 branco rainha · e2 branco peão · f2 branco peão · g2 branco peão · h2 branco peão · a1 branco torre · c1 branco bispo · e1 branco rei · f1 branco bispo · g1 branco cavalo · h1 branco torre | a8 preto torre · b8 preto cavalo · c8 preto bispo · d8 preto rainha · e8 preto rei · h8 preto torre · a7 preto peão · b7 preto peão · c7 preto peão · d7 preto peão · f7 preto peão · g7 preto peão · h7 preto peão · e6 preto peão · f6 preto cavalo · b4 preto bispo · c4 branco peão · d4 branco peão · c3 branco cavalo · a2 branco peão · b2 branco peão · c2 branco rainha · e2 branco peão · f2 branco peão · g2 branco peão · h2 branco peão · a1 branco torre · c1 branco bispo · e1 branco rei · f1 branco bispo · g1 branco cavalo · h1 branco torre | 7 |
| 6 | a8 preto torre · b8 preto cavalo · c8 preto bispo · d8 preto rainha · e8 preto rei · h8 preto torre · a7 preto peão · b7 preto peão · c7 preto peão · d7 preto peão · f7 preto peão · g7 preto peão · h7 preto peão · e6 preto peão · f6 preto cavalo · b4 preto bispo · c4 branco peão · d4 branco peão · c3 branco cavalo · a2 branco peão · b2 branco peão · c2 branco rainha · e2 branco peão · f2 branco peão · g2 branco peão · h2 branco peão · a1 branco torre · c1 branco bispo · e1 branco rei · f1 branco bispo · g1 branco cavalo · h1 branco torre | a8 preto torre · b8 preto cavalo · c8 preto bispo · d8 preto rainha · e8 preto rei · h8 preto torre · a7 preto peão · b7 preto peão · c7 preto peão · d7 preto peão · f7 preto peão · g7 preto peão · h7 preto peão · e6 preto peão · f6 preto cavalo · b4 preto bispo · c4 branco peão · d4 branco peão · c3 branco cavalo · a2 branco peão · b2 branco peão · c2 branco rainha · e2 branco peão · f2 branco peão · g2 branco peão · h2 branco peão · a1 branco torre · c1 branco bispo · e1 branco rei · f1 branco bispo · g1 branco cavalo · h1 branco torre | a8 preto torre · b8 preto cavalo · c8 preto bispo · d8 preto rainha · e8 preto rei · h8 preto torre · a7 preto peão · b7 preto peão · c7 preto peão · d7 preto peão · f7 preto peão · g7 preto peão · h7 preto peão · e6 preto peão · f6 preto cavalo · b4 preto bispo · c4 branco peão · d4 branco peão · c3 branco cavalo · a2 branco peão · b2 branco peão · c2 branco rainha · e2 branco peão · f2 branco peão · g2 branco peão · h2 branco peão · a1 branco torre · c1 branco bispo · e1 branco rei · f1 branco bispo · g1 branco cavalo · h1 branco torre | a8 preto torre · b8 preto cavalo · c8 preto bispo · d8 preto rainha · e8 preto rei · h8 preto torre · a7 preto peão · b7 preto peão · c7 preto peão · d7 preto peão · f7 preto peão · g7 preto peão · h7 preto peão · e6 preto peão · f6 preto cavalo · b4 preto bispo · c4 branco peão · d4 branco peão · c3 branco cavalo · a2 branco peão · b2 branco peão · c2 branco rainha · e2 branco peão · f2 branco peão · g2 branco peão · h2 branco peão · a1 branco torre · c1 branco bispo · e1 branco rei · f1 branco bispo · g1 branco cavalo · h1 branco torre | a8 preto torre · b8 preto cavalo · c8 preto bispo · d8 preto rainha · e8 preto rei · h8 preto torre · a7 preto peão · b7 preto peão · c7 preto peão · d7 preto peão · f7 preto peão · g7 preto peão · h7 preto peão · e6 preto peão · f6 preto cavalo · b4 preto bispo · c4 branco peão · d4 branco peão · c3 branco cavalo · a2 branco peão · b2 branco peão · c2 branco rainha · e2 branco peão · f2 branco peão · g2 branco peão · h2 branco peão · a1 branco torre · c1 branco bispo · e1 branco rei · f1 branco bispo · g1 branco cavalo · h1 branco torre | a8 preto torre · b8 preto cavalo · c8 preto bispo · d8 preto rainha · e8 preto rei · h8 preto torre · a7 preto peão · b7 preto peão · c7 preto peão · d7 preto peão · f7 preto peão · g7 preto peão · h7 preto peão · e6 preto peão · f6 preto cavalo · b4 preto bispo · c4 branco peão · d4 branco peão · c3 branco cavalo · a2 branco peão · b2 branco peão · c2 branco rainha · e2 branco peão · f2 branco peão · g2 branco peão · h2 branco peão · a1 branco torre · c1 branco bispo · e1 branco rei · f1 branco bispo · g1 branco cavalo · h1 branco torre | a8 preto torre · b8 preto cavalo · c8 preto bispo · d8 preto rainha · e8 preto rei · h8 preto torre · a7 preto peão · b7 preto peão · c7 preto peão · d7 preto peão · f7 preto peão · g7 preto peão · h7 preto peão · e6 preto peão · f6 preto cavalo · b4 preto bispo · c4 branco peão · d4 branco peão · c3 branco cavalo · a2 branco peão · b2 branco peão · c2 branco rainha · e2 branco peão · f2 branco peão · g2 branco peão · h2 branco peão · a1 branco torre · c1 branco bispo · e1 branco rei · f1 branco bispo · g1 branco cavalo · h1 branco torre | a8 preto torre · b8 preto cavalo · c8 preto bispo · d8 preto rainha · e8 preto rei · h8 preto torre · a7 preto peão · b7 preto peão · c7 preto peão · d7 preto peão · f7 preto peão · g7 preto peão · h7 preto peão · e6 preto peão · f6 preto cavalo · b4 preto bispo · c4 branco peão · d4 branco peão · c3 branco cavalo · a2 branco peão · b2 branco peão · c2 branco rainha · e2 branco peão · f2 branco peão · g2 branco peão · h2 branco peão · a1 branco torre · c1 branco bispo · e1 branco rei · f1 branco bispo · g1 branco cavalo · h1 branco torre | 6 |
| 5 | a8 preto torre · b8 preto cavalo · c8 preto bispo · d8 preto rainha · e8 preto rei · h8 preto torre · a7 preto peão · b7 preto peão · c7 preto peão · d7 preto peão · f7 preto peão · g7 preto peão · h7 preto peão · e6 preto peão · f6 preto cavalo · b4 preto bispo · c4 branco peão · d4 branco peão · c3 branco cavalo · a2 branco peão · b2 branco peão · c2 branco rainha · e2 branco peão · f2 branco peão · g2 branco peão · h2 branco peão · a1 branco torre · c1 branco bispo · e1 branco rei · f1 branco bispo · g1 branco cavalo · h1 branco torre | a8 preto torre · b8 preto cavalo · c8 preto bispo · d8 preto rainha · e8 preto rei · h8 preto torre · a7 preto peão · b7 preto peão · c7 preto peão · d7 preto peão · f7 preto peão · g7 preto peão · h7 preto peão · e6 preto peão · f6 preto cavalo · b4 preto bispo · c4 branco peão · d4 branco peão · c3 branco cavalo · a2 branco peão · b2 branco peão · c2 branco rainha · e2 branco peão · f2 branco peão · g2 branco peão · h2 branco peão · a1 branco torre · c1 branco bispo · e1 branco rei · f1 branco bispo · g1 branco cavalo · h1 branco torre | a8 preto torre · b8 preto cavalo · c8 preto bispo · d8 preto rainha · e8 preto rei · h8 preto torre · a7 preto peão · b7 preto peão · c7 preto peão · d7 preto peão · f7 preto peão · g7 preto peão · h7 preto peão · e6 preto peão · f6 preto cavalo · b4 preto bispo · c4 branco peão · d4 branco peão · c3 branco cavalo · a2 branco peão · b2 branco peão · c2 branco rainha · e2 branco peão · f2 branco peão · g2 branco peão · h2 branco peão · a1 branco torre · c1 branco bispo · e1 branco rei · f1 branco bispo · g1 branco cavalo · h1 branco torre | a8 preto torre · b8 preto cavalo · c8 preto bispo · d8 preto rainha · e8 preto rei · h8 preto torre · a7 preto peão · b7 preto peão · c7 preto peão · d7 preto peão · f7 preto peão · g7 preto peão · h7 preto peão · e6 preto peão · f6 preto cavalo · b4 preto bispo · c4 branco peão · d4 branco peão · c3 branco cavalo · a2 branco peão · b2 branco peão · c2 branco rainha · e2 branco peão · f2 branco peão · g2 branco peão · h2 branco peão · a1 branco torre · c1 branco bispo · e1 branco rei · f1 branco bispo · g1 branco cavalo · h1 branco torre | a8 preto torre · b8 preto cavalo · c8 preto bispo · d8 preto rainha · e8 preto rei · h8 preto torre · a7 preto peão · b7 preto peão · c7 preto peão · d7 preto peão · f7 preto peão · g7 preto peão · h7 preto peão · e6 preto peão · f6 preto cavalo · b4 preto bispo · c4 branco peão · d4 branco peão · c3 branco cavalo · a2 branco peão · b2 branco peão · c2 branco rainha · e2 branco peão · f2 branco peão · g2 branco peão · h2 branco peão · a1 branco torre · c1 branco bispo · e1 branco rei · f1 branco bispo · g1 branco cavalo · h1 branco torre | a8 preto torre · b8 preto cavalo · c8 preto bispo · d8 preto rainha · e8 preto rei · h8 preto torre · a7 preto peão · b7 preto peão · c7 preto peão · d7 preto peão · f7 preto peão · g7 preto peão · h7 preto peão · e6 preto peão · f6 preto cavalo · b4 preto bispo · c4 branco peão · d4 branco peão · c3 branco cavalo · a2 branco peão · b2 branco peão · c2 branco rainha · e2 branco peão · f2 branco peão · g2 branco peão · h2 branco peão · a1 branco torre · c1 branco bispo · e1 branco rei · f1 branco bispo · g1 branco cavalo · h1 branco torre | a8 preto torre · b8 preto cavalo · c8 preto bispo · d8 preto rainha · e8 preto rei · h8 preto torre · a7 preto peão · b7 preto peão · c7 preto peão · d7 preto peão · f7 preto peão · g7 preto peão · h7 preto peão · e6 preto peão · f6 preto cavalo · b4 preto bispo · c4 branco peão · d4 branco peão · c3 branco cavalo · a2 branco peão · b2 branco peão · c2 branco rainha · e2 branco peão · f2 branco peão · g2 branco peão · h2 branco peão · a1 branco torre · c1 branco bispo · e1 branco rei · f1 branco bispo · g1 branco cavalo · h1 branco torre | a8 preto torre · b8 preto cavalo · c8 preto bispo · d8 preto rainha · e8 preto rei · h8 preto torre · a7 preto peão · b7 preto peão · c7 preto peão · d7 preto peão · f7 preto peão · g7 preto peão · h7 preto peão · e6 preto peão · f6 preto cavalo · b4 preto bispo · c4 branco peão · d4 branco peão · c3 branco cavalo · a2 branco peão · b2 branco peão · c2 branco rainha · e2 branco peão · f2 branco peão · g2 branco peão · h2 branco peão · a1 branco torre · c1 branco bispo · e1 branco rei · f1 branco bispo · g1 branco cavalo · h1 branco torre | 5 |
| 4 | a8 preto torre · b8 preto cavalo · c8 preto bispo · d8 preto rainha · e8 preto rei · h8 preto torre · a7 preto peão · b7 preto peão · c7 preto peão · d7 preto peão · f7 preto peão · g7 preto peão · h7 preto peão · e6 preto peão · f6 preto cavalo · b4 preto bispo · c4 branco peão · d4 branco peão · c3 branco cavalo · a2 branco peão · b2 branco peão · c2 branco rainha · e2 branco peão · f2 branco peão · g2 branco peão · h2 branco peão · a1 branco torre · c1 branco bispo · e1 branco rei · f1 branco bispo · g1 branco cavalo · h1 branco torre | a8 preto torre · b8 preto cavalo · c8 preto bispo · d8 preto rainha · e8 preto rei · h8 preto torre · a7 preto peão · b7 preto peão · c7 preto peão · d7 preto peão · f7 preto peão · g7 preto peão · h7 preto peão · e6 preto peão · f6 preto cavalo · b4 preto bispo · c4 branco peão · d4 branco peão · c3 branco cavalo · a2 branco peão · b2 branco peão · c2 branco rainha · e2 branco peão · f2 branco peão · g2 branco peão · h2 branco peão · a1 branco torre · c1 branco bispo · e1 branco rei · f1 branco bispo · g1 branco cavalo · h1 branco torre | a8 preto torre · b8 preto cavalo · c8 preto bispo · d8 preto rainha · e8 preto rei · h8 preto torre · a7 preto peão · b7 preto peão · c7 preto peão · d7 preto peão · f7 preto peão · g7 preto peão · h7 preto peão · e6 preto peão · f6 preto cavalo · b4 preto bispo · c4 branco peão · d4 branco peão · c3 branco cavalo · a2 branco peão · b2 branco peão · c2 branco rainha · e2 branco peão · f2 branco peão · g2 branco peão · h2 branco peão · a1 branco torre · c1 branco bispo · e1 branco rei · f1 branco bispo · g1 branco cavalo · h1 branco torre | a8 preto torre · b8 preto cavalo · c8 preto bispo · d8 preto rainha · e8 preto rei · h8 preto torre · a7 preto peão · b7 preto peão · c7 preto peão · d7 preto peão · f7 preto peão · g7 preto peão · h7 preto peão · e6 preto peão · f6 preto cavalo · b4 preto bispo · c4 branco peão · d4 branco peão · c3 branco cavalo · a2 branco peão · b2 branco peão · c2 branco rainha · e2 branco peão · f2 branco peão · g2 branco peão · h2 branco peão · a1 branco torre · c1 branco bispo · e1 branco rei · f1 branco bispo · g1 branco cavalo · h1 branco torre | a8 preto torre · b8 preto cavalo · c8 preto bispo · d8 preto rainha · e8 preto rei · h8 preto torre · a7 preto peão · b7 preto peão · c7 preto peão · d7 preto peão · f7 preto peão · g7 preto peão · h7 preto peão · e6 preto peão · f6 preto cavalo · b4 preto bispo · c4 branco peão · d4 branco peão · c3 branco cavalo · a2 branco peão · b2 branco peão · c2 branco rainha · e2 branco peão · f2 branco peão · g2 branco peão · h2 branco peão · a1 branco torre · c1 branco bispo · e1 branco rei · f1 branco bispo · g1 branco cavalo · h1 branco torre | a8 preto torre · b8 preto cavalo · c8 preto bispo · d8 preto rainha · e8 preto rei · h8 preto torre · a7 preto peão · b7 preto peão · c7 preto peão · d7 preto peão · f7 preto peão · g7 preto peão · h7 preto peão · e6 preto peão · f6 preto cavalo · b4 preto bispo · c4 branco peão · d4 branco peão · c3 branco cavalo · a2 branco peão · b2 branco peão · c2 branco rainha · e2 branco peão · f2 branco peão · g2 branco peão · h2 branco peão · a1 branco torre · c1 branco bispo · e1 branco rei · f1 branco bispo · g1 branco cavalo · h1 branco torre | a8 preto torre · b8 preto cavalo · c8 preto bispo · d8 preto rainha · e8 preto rei · h8 preto torre · a7 preto peão · b7 preto peão · c7 preto peão · d7 preto peão · f7 preto peão · g7 preto peão · h7 preto peão · e6 preto peão · f6 preto cavalo · b4 preto bispo · c4 branco peão · d4 branco peão · c3 branco cavalo · a2 branco peão · b2 branco peão · c2 branco rainha · e2 branco peão · f2 branco peão · g2 branco peão · h2 branco peão · a1 branco torre · c1 branco bispo · e1 branco rei · f1 branco bispo · g1 branco cavalo · h1 branco torre | a8 preto torre · b8 preto cavalo · c8 preto bispo · d8 preto rainha · e8 preto rei · h8 preto torre · a7 preto peão · b7 preto peão · c7 preto peão · d7 preto peão · f7 preto peão · g7 preto peão · h7 preto peão · e6 preto peão · f6 preto cavalo · b4 preto bispo · c4 branco peão · d4 branco peão · c3 branco cavalo · a2 branco peão · b2 branco peão · c2 branco rainha · e2 branco peão · f2 branco peão · g2 branco peão · h2 branco peão · a1 branco torre · c1 branco bispo · e1 branco rei · f1 branco bispo · g1 branco cavalo · h1 branco torre | 4 |
| 3 | a8 preto torre · b8 preto cavalo · c8 preto bispo · d8 preto rainha · e8 preto rei · h8 preto torre · a7 preto peão · b7 preto peão · c7 preto peão · d7 preto peão · f7 preto peão · g7 preto peão · h7 preto peão · e6 preto peão · f6 preto cavalo · b4 preto bispo · c4 branco peão · d4 branco peão · c3 branco cavalo · a2 branco peão · b2 branco peão · c2 branco rainha · e2 branco peão · f2 branco peão · g2 branco peão · h2 branco peão · a1 branco torre · c1 branco bispo · e1 branco rei · f1 branco bispo · g1 branco cavalo · h1 branco torre | a8 preto torre · b8 preto cavalo · c8 preto bispo · d8 preto rainha · e8 preto rei · h8 preto torre · a7 preto peão · b7 preto peão · c7 preto peão · d7 preto peão · f7 preto peão · g7 preto peão · h7 preto peão · e6 preto peão · f6 preto cavalo · b4 preto bispo · c4 branco peão · d4 branco peão · c3 branco cavalo · a2 branco peão · b2 branco peão · c2 branco rainha · e2 branco peão · f2 branco peão · g2 branco peão · h2 branco peão · a1 branco torre · c1 branco bispo · e1 branco rei · f1 branco bispo · g1 branco cavalo · h1 branco torre | a8 preto torre · b8 preto cavalo · c8 preto bispo · d8 preto rainha · e8 preto rei · h8 preto torre · a7 preto peão · b7 preto peão · c7 preto peão · d7 preto peão · f7 preto peão · g7 preto peão · h7 preto peão · e6 preto peão · f6 preto cavalo · b4 preto bispo · c4 branco peão · d4 branco peão · c3 branco cavalo · a2 branco peão · b2 branco peão · c2 branco rainha · e2 branco peão · f2 branco peão · g2 branco peão · h2 branco peão · a1 branco torre · c1 branco bispo · e1 branco rei · f1 branco bispo · g1 branco cavalo · h1 branco torre | a8 preto torre · b8 preto cavalo · c8 preto bispo · d8 preto rainha · e8 preto rei · h8 preto torre · a7 preto peão · b7 preto peão · c7 preto peão · d7 preto peão · f7 preto peão · g7 preto peão · h7 preto peão · e6 preto peão · f6 preto cavalo · b4 preto bispo · c4 branco peão · d4 branco peão · c3 branco cavalo · a2 branco peão · b2 branco peão · c2 branco rainha · e2 branco peão · f2 branco peão · g2 branco peão · h2 branco peão · a1 branco torre · c1 branco bispo · e1 branco rei · f1 branco bispo · g1 branco cavalo · h1 branco torre | a8 preto torre · b8 preto cavalo · c8 preto bispo · d8 preto rainha · e8 preto rei · h8 preto torre · a7 preto peão · b7 preto peão · c7 preto peão · d7 preto peão · f7 preto peão · g7 preto peão · h7 preto peão · e6 preto peão · f6 preto cavalo · b4 preto bispo · c4 branco peão · d4 branco peão · c3 branco cavalo · a2 branco peão · b2 branco peão · c2 branco rainha · e2 branco peão · f2 branco peão · g2 branco peão · h2 branco peão · a1 branco torre · c1 branco bispo · e1 branco rei · f1 branco bispo · g1 branco cavalo · h1 branco torre | a8 preto torre · b8 preto cavalo · c8 preto bispo · d8 preto rainha · e8 preto rei · h8 preto torre · a7 preto peão · b7 preto peão · c7 preto peão · d7 preto peão · f7 preto peão · g7 preto peão · h7 preto peão · e6 preto peão · f6 preto cavalo · b4 preto bispo · c4 branco peão · d4 branco peão · c3 branco cavalo · a2 branco peão · b2 branco peão · c2 branco rainha · e2 branco peão · f2 branco peão · g2 branco peão · h2 branco peão · a1 branco torre · c1 branco bispo · e1 branco rei · f1 branco bispo · g1 branco cavalo · h1 branco torre | a8 preto torre · b8 preto cavalo · c8 preto bispo · d8 preto rainha · e8 preto rei · h8 preto torre · a7 preto peão · b7 preto peão · c7 preto peão · d7 preto peão · f7 preto peão · g7 preto peão · h7 preto peão · e6 preto peão · f6 preto cavalo · b4 preto bispo · c4 branco peão · d4 branco peão · c3 branco cavalo · a2 branco peão · b2 branco peão · c2 branco rainha · e2 branco peão · f2 branco peão · g2 branco peão · h2 branco peão · a1 branco torre · c1 branco bispo · e1 branco rei · f1 branco bispo · g1 branco cavalo · h1 branco torre | a8 preto torre · b8 preto cavalo · c8 preto bispo · d8 preto rainha · e8 preto rei · h8 preto torre · a7 preto peão · b7 preto peão · c7 preto peão · d7 preto peão · f7 preto peão · g7 preto peão · h7 preto peão · e6 preto peão · f6 preto cavalo · b4 preto bispo · c4 branco peão · d4 branco peão · c3 branco cavalo · a2 branco peão · b2 branco peão · c2 branco rainha · e2 branco peão · f2 branco peão · g2 branco peão · h2 branco peão · a1 branco torre · c1 branco bispo · e1 branco rei · f1 branco bispo · g1 branco cavalo · h1 branco torre | 3 |
| 2 | a8 preto torre · b8 preto cavalo · c8 preto bispo · d8 preto rainha · e8 preto rei · h8 preto torre · a7 preto peão · b7 preto peão · c7 preto peão · d7 preto peão · f7 preto peão · g7 preto peão · h7 preto peão · e6 preto peão · f6 preto cavalo · b4 preto bispo · c4 branco peão · d4 branco peão · c3 branco cavalo · a2 branco peão · b2 branco peão · c2 branco rainha · e2 branco peão · f2 branco peão · g2 branco peão · h2 branco peão · a1 branco torre · c1 branco bispo · e1 branco rei · f1 branco bispo · g1 branco cavalo · h1 branco torre | a8 preto torre · b8 preto cavalo · c8 preto bispo · d8 preto rainha · e8 preto rei · h8 preto torre · a7 preto peão · b7 preto peão · c7 preto peão · d7 preto peão · f7 preto peão · g7 preto peão · h7 preto peão · e6 preto peão · f6 preto cavalo · b4 preto bispo · c4 branco peão · d4 branco peão · c3 branco cavalo · a2 branco peão · b2 branco peão · c2 branco rainha · e2 branco peão · f2 branco peão · g2 branco peão · h2 branco peão · a1 branco torre · c1 branco bispo · e1 branco rei · f1 branco bispo · g1 branco cavalo · h1 branco torre | a8 preto torre · b8 preto cavalo · c8 preto bispo · d8 preto rainha · e8 preto rei · h8 preto torre · a7 preto peão · b7 preto peão · c7 preto peão · d7 preto peão · f7 preto peão · g7 preto peão · h7 preto peão · e6 preto peão · f6 preto cavalo · b4 preto bispo · c4 branco peão · d4 branco peão · c3 branco cavalo · a2 branco peão · b2 branco peão · c2 branco rainha · e2 branco peão · f2 branco peão · g2 branco peão · h2 branco peão · a1 branco torre · c1 branco bispo · e1 branco rei · f1 branco bispo · g1 branco cavalo · h1 branco torre | a8 preto torre · b8 preto cavalo · c8 preto bispo · d8 preto rainha · e8 preto rei · h8 preto torre · a7 preto peão · b7 preto peão · c7 preto peão · d7 preto peão · f7 preto peão · g7 preto peão · h7 preto peão · e6 preto peão · f6 preto cavalo · b4 preto bispo · c4 branco peão · d4 branco peão · c3 branco cavalo · a2 branco peão · b2 branco peão · c2 branco rainha · e2 branco peão · f2 branco peão · g2 branco peão · h2 branco peão · a1 branco torre · c1 branco bispo · e1 branco rei · f1 branco bispo · g1 branco cavalo · h1 branco torre | a8 preto torre · b8 preto cavalo · c8 preto bispo · d8 preto rainha · e8 preto rei · h8 preto torre · a7 preto peão · b7 preto peão · c7 preto peão · d7 preto peão · f7 preto peão · g7 preto peão · h7 preto peão · e6 preto peão · f6 preto cavalo · b4 preto bispo · c4 branco peão · d4 branco peão · c3 branco cavalo · a2 branco peão · b2 branco peão · c2 branco rainha · e2 branco peão · f2 branco peão · g2 branco peão · h2 branco peão · a1 branco torre · c1 branco bispo · e1 branco rei · f1 branco bispo · g1 branco cavalo · h1 branco torre | a8 preto torre · b8 preto cavalo · c8 preto bispo · d8 preto rainha · e8 preto rei · h8 preto torre · a7 preto peão · b7 preto peão · c7 preto peão · d7 preto peão · f7 preto peão · g7 preto peão · h7 preto peão · e6 preto peão · f6 preto cavalo · b4 preto bispo · c4 branco peão · d4 branco peão · c3 branco cavalo · a2 branco peão · b2 branco peão · c2 branco rainha · e2 branco peão · f2 branco peão · g2 branco peão · h2 branco peão · a1 branco torre · c1 branco bispo · e1 branco rei · f1 branco bispo · g1 branco cavalo · h1 branco torre | a8 preto torre · b8 preto cavalo · c8 preto bispo · d8 preto rainha · e8 preto rei · h8 preto torre · a7 preto peão · b7 preto peão · c7 preto peão · d7 preto peão · f7 preto peão · g7 preto peão · h7 preto peão · e6 preto peão · f6 preto cavalo · b4 preto bispo · c4 branco peão · d4 branco peão · c3 branco cavalo · a2 branco peão · b2 branco peão · c2 branco rainha · e2 branco peão · f2 branco peão · g2 branco peão · h2 branco peão · a1 branco torre · c1 branco bispo · e1 branco rei · f1 branco bispo · g1 branco cavalo · h1 branco torre | a8 preto torre · b8 preto cavalo · c8 preto bispo · d8 preto rainha · e8 preto rei · h8 preto torre · a7 preto peão · b7 preto peão · c7 preto peão · d7 preto peão · f7 preto peão · g7 preto peão · h7 preto peão · e6 preto peão · f6 preto cavalo · b4 preto bispo · c4 branco peão · d4 branco peão · c3 branco cavalo · a2 branco peão · b2 branco peão · c2 branco rainha · e2 branco peão · f2 branco peão · g2 branco peão · h2 branco peão · a1 branco torre · c1 branco bispo · e1 branco rei · f1 branco bispo · g1 branco cavalo · h1 branco torre | 2 |
| 1 | a8 preto torre · b8 preto cavalo · c8 preto bispo · d8 preto rainha · e8 preto rei · h8 preto torre · a7 preto peão · b7 preto peão · c7 preto peão · d7 preto peão · f7 preto peão · g7 preto peão · h7 preto peão · e6 preto peão · f6 preto cavalo · b4 preto bispo · c4 branco peão · d4 branco peão · c3 branco cavalo · a2 branco peão · b2 branco peão · c2 branco rainha · e2 branco peão · f2 branco peão · g2 branco peão · h2 branco peão · a1 branco torre · c1 branco bispo · e1 branco rei · f1 branco bispo · g1 branco cavalo · h1 branco torre | a8 preto torre · b8 preto cavalo · c8 preto bispo · d8 preto rainha · e8 preto rei · h8 preto torre · a7 preto peão · b7 preto peão · c7 preto peão · d7 preto peão · f7 preto peão · g7 preto peão · h7 preto peão · e6 preto peão · f6 preto cavalo · b4 preto bispo · c4 branco peão · d4 branco peão · c3 branco cavalo · a2 branco peão · b2 branco peão · c2 branco rainha · e2 branco peão · f2 branco peão · g2 branco peão · h2 branco peão · a1 branco torre · c1 branco bispo · e1 branco rei · f1 branco bispo · g1 branco cavalo · h1 branco torre | a8 preto torre · b8 preto cavalo · c8 preto bispo · d8 preto rainha · e8 preto rei · h8 preto torre · a7 preto peão · b7 preto peão · c7 preto peão · d7 preto peão · f7 preto peão · g7 preto peão · h7 preto peão · e6 preto peão · f6 preto cavalo · b4 preto bispo · c4 branco peão · d4 branco peão · c3 branco cavalo · a2 branco peão · b2 branco peão · c2 branco rainha · e2 branco peão · f2 branco peão · g2 branco peão · h2 branco peão · a1 branco torre · c1 branco bispo · e1 branco rei · f1 branco bispo · g1 branco cavalo · h1 branco torre | a8 preto torre · b8 preto cavalo · c8 preto bispo · d8 preto rainha · e8 preto rei · h8 preto torre · a7 preto peão · b7 preto peão · c7 preto peão · d7 preto peão · f7 preto peão · g7 preto peão · h7 preto peão · e6 preto peão · f6 preto cavalo · b4 preto bispo · c4 branco peão · d4 branco peão · c3 branco cavalo · a2 branco peão · b2 branco peão · c2 branco rainha · e2 branco peão · f2 branco peão · g2 branco peão · h2 branco peão · a1 branco torre · c1 branco bispo · e1 branco rei · f1 branco bispo · g1 branco cavalo · h1 branco torre | a8 preto torre · b8 preto cavalo · c8 preto bispo · d8 preto rainha · e8 preto rei · h8 preto torre · a7 preto peão · b7 preto peão · c7 preto peão · d7 preto peão · f7 preto peão · g7 preto peão · h7 preto peão · e6 preto peão · f6 preto cavalo · b4 preto bispo · c4 branco peão · d4 branco peão · c3 branco cavalo · a2 branco peão · b2 branco peão · c2 branco rainha · e2 branco peão · f2 branco peão · g2 branco peão · h2 branco peão · a1 branco torre · c1 branco bispo · e1 branco rei · f1 branco bispo · g1 branco cavalo · h1 branco torre | a8 preto torre · b8 preto cavalo · c8 preto bispo · d8 preto rainha · e8 preto rei · h8 preto torre · a7 preto peão · b7 preto peão · c7 preto peão · d7 preto peão · f7 preto peão · g7 preto peão · h7 preto peão · e6 preto peão · f6 preto cavalo · b4 preto bispo · c4 branco peão · d4 branco peão · c3 branco cavalo · a2 branco peão · b2 branco peão · c2 branco rainha · e2 branco peão · f2 branco peão · g2 branco peão · h2 branco peão · a1 branco torre · c1 branco bispo · e1 branco rei · f1 branco bispo · g1 branco cavalo · h1 branco torre | a8 preto torre · b8 preto cavalo · c8 preto bispo · d8 preto rainha · e8 preto rei · h8 preto torre · a7 preto peão · b7 preto peão · c7 preto peão · d7 preto peão · f7 preto peão · g7 preto peão · h7 preto peão · e6 preto peão · f6 preto cavalo · b4 preto bispo · c4 branco peão · d4 branco peão · c3 branco cavalo · a2 branco peão · b2 branco peão · c2 branco rainha · e2 branco peão · f2 branco peão · g2 branco peão · h2 branco peão · a1 branco torre · c1 branco bispo · e1 branco rei · f1 branco bispo · g1 branco cavalo · h1 branco torre | a8 preto torre · b8 preto cavalo · c8 preto bispo · d8 preto rainha · e8 preto rei · h8 preto torre · a7 preto peão · b7 preto peão · c7 preto peão · d7 preto peão · f7 preto peão · g7 preto peão · h7 preto peão · e6 preto peão · f6 preto cavalo · b4 preto bispo · c4 branco peão · d4 branco peão · c3 branco cavalo · a2 branco peão · b2 branco peão · c2 branco rainha · e2 branco peão · f2 branco peão · g2 branco peão · h2 branco peão · a1 branco torre · c1 branco bispo · e1 branco rei · f1 branco bispo · g1 branco cavalo · h1 branco torre | 1 |
|   | a | b | c | d | e | f | g | h |   |

Também conhecida como variante Clássica ou Capablanca.
A ideia é defender o cavalo em c3 com a Dama, caso haja troca do bispo negro pelo cavalo, evitando o peão dobrado e a formação do chamado complexo de peões de Nimzovitch.
Continuações para as negras:

### 4...d5
|   | a | b | c | d | e | f | g | h |   |
| 8 | a8 preto torre · b8 preto cavalo · c8 preto bispo · d8 preto rainha · e8 preto rei · h8 preto torre · a7 preto peão · b7 preto peão · c7 preto peão · f7 preto peão · g7 preto peão · h7 preto peão · e6 preto peão · f6 preto cavalo · d5 preto peão · b4 preto bispo · c4 branco peão · d4 branco peão · c3 branco cavalo · a2 branco peão · b2 branco peão · e2 branco peão · f2 branco peão · g2 branco peão · h2 branco peão · a1 branco torre · c1 branco bispo · d1 branco rainha · e1 branco rei · f1 branco bispo · g1 branco cavalo · h1 branco torre | a8 preto torre · b8 preto cavalo · c8 preto bispo · d8 preto rainha · e8 preto rei · h8 preto torre · a7 preto peão · b7 preto peão · c7 preto peão · f7 preto peão · g7 preto peão · h7 preto peão · e6 preto peão · f6 preto cavalo · d5 preto peão · b4 preto bispo · c4 branco peão · d4 branco peão · c3 branco cavalo · a2 branco peão · b2 branco peão · e2 branco peão · f2 branco peão · g2 branco peão · h2 branco peão · a1 branco torre · c1 branco bispo · d1 branco rainha · e1 branco rei · f1 branco bispo · g1 branco cavalo · h1 branco torre | a8 preto torre · b8 preto cavalo · c8 preto bispo · d8 preto rainha · e8 preto rei · h8 preto torre · a7 preto peão · b7 preto peão · c7 preto peão · f7 preto peão · g7 preto peão · h7 preto peão · e6 preto peão · f6 preto cavalo · d5 preto peão · b4 preto bispo · c4 branco peão · d4 branco peão · c3 branco cavalo · a2 branco peão · b2 branco peão · e2 branco peão · f2 branco peão · g2 branco peão · h2 branco peão · a1 branco torre · c1 branco bispo · d1 branco rainha · e1 branco rei · f1 branco bispo · g1 branco cavalo · h1 branco torre | a8 preto torre · b8 preto cavalo · c8 preto bispo · d8 preto rainha · e8 preto rei · h8 preto torre · a7 preto peão · b7 preto peão · c7 preto peão · f7 preto peão · g7 preto peão · h7 preto peão · e6 preto peão · f6 preto cavalo · d5 preto peão · b4 preto bispo · c4 branco peão · d4 branco peão · c3 branco cavalo · a2 branco peão · b2 branco peão · e2 branco peão · f2 branco peão · g2 branco peão · h2 branco peão · a1 branco torre · c1 branco bispo · d1 branco rainha · e1 branco rei · f1 branco bispo · g1 branco cavalo · h1 branco torre | a8 preto torre · b8 preto cavalo · c8 preto bispo · d8 preto rainha · e8 preto rei · h8 preto torre · a7 preto peão · b7 preto peão · c7 preto peão · f7 preto peão · g7 preto peão · h7 preto peão · e6 preto peão · f6 preto cavalo · d5 preto peão · b4 preto bispo · c4 branco peão · d4 branco peão · c3 branco cavalo · a2 branco peão · b2 branco peão · e2 branco peão · f2 branco peão · g2 branco peão · h2 branco peão · a1 branco torre · c1 branco bispo · d1 branco rainha · e1 branco rei · f1 branco bispo · g1 branco cavalo · h1 branco torre | a8 preto torre · b8 preto cavalo · c8 preto bispo · d8 preto rainha · e8 preto rei · h8 preto torre · a7 preto peão · b7 preto peão · c7 preto peão · f7 preto peão · g7 preto peão · h7 preto peão · e6 preto peão · f6 preto cavalo · d5 preto peão · b4 preto bispo · c4 branco peão · d4 branco peão · c3 branco cavalo · a2 branco peão · b2 branco peão · e2 branco peão · f2 branco peão · g2 branco peão · h2 branco peão · a1 branco torre · c1 branco bispo · d1 branco rainha · e1 branco rei · f1 branco bispo · g1 branco cavalo · h1 branco torre | a8 preto torre · b8 preto cavalo · c8 preto bispo · d8 preto rainha · e8 preto rei · h8 preto torre · a7 preto peão · b7 preto peão · c7 preto peão · f7 preto peão · g7 preto peão · h7 preto peão · e6 preto peão · f6 preto cavalo · d5 preto peão · b4 preto bispo · c4 branco peão · d4 branco peão · c3 branco cavalo · a2 branco peão · b2 branco peão · e2 branco peão · f2 branco peão · g2 branco peão · h2 branco peão · a1 branco torre · c1 branco bispo · d1 branco rainha · e1 branco rei · f1 branco bispo · g1 branco cavalo · h1 branco torre | a8 preto torre · b8 preto cavalo · c8 preto bispo · d8 preto rainha · e8 preto rei · h8 preto torre · a7 preto peão · b7 preto peão · c7 preto peão · f7 preto peão · g7 preto peão · h7 preto peão · e6 preto peão · f6 preto cavalo · d5 preto peão · b4 preto bispo · c4 branco peão · d4 branco peão · c3 branco cavalo · a2 branco peão · b2 branco peão · e2 branco peão · f2 branco peão · g2 branco peão · h2 branco peão · a1 branco torre · c1 branco bispo · d1 branco rainha · e1 branco rei · f1 branco bispo · g1 branco cavalo · h1 branco torre | 8 |
| 7 | a8 preto torre · b8 preto cavalo · c8 preto bispo · d8 preto rainha · e8 preto rei · h8 preto torre · a7 preto peão · b7 preto peão · c7 preto peão · f7 preto peão · g7 preto peão · h7 preto peão · e6 preto peão · f6 preto cavalo · d5 preto peão · b4 preto bispo · c4 branco peão · d4 branco peão · c3 branco cavalo · a2 branco peão · b2 branco peão · e2 branco peão · f2 branco peão · g2 branco peão · h2 branco peão · a1 branco torre · c1 branco bispo · d1 branco rainha · e1 branco rei · f1 branco bispo · g1 branco cavalo · h1 branco torre | a8 preto torre · b8 preto cavalo · c8 preto bispo · d8 preto rainha · e8 preto rei · h8 preto torre · a7 preto peão · b7 preto peão · c7 preto peão · f7 preto peão · g7 preto peão · h7 preto peão · e6 preto peão · f6 preto cavalo · d5 preto peão · b4 preto bispo · c4 branco peão · d4 branco peão · c3 branco cavalo · a2 branco peão · b2 branco peão · e2 branco peão · f2 branco peão · g2 branco peão · h2 branco peão · a1 branco torre · c1 branco bispo · d1 branco rainha · e1 branco rei · f1 branco bispo · g1 branco cavalo · h1 branco torre | a8 preto torre · b8 preto cavalo · c8 preto bispo · d8 preto rainha · e8 preto rei · h8 preto torre · a7 preto peão · b7 preto peão · c7 preto peão · f7 preto peão · g7 preto peão · h7 preto peão · e6 preto peão · f6 preto cavalo · d5 preto peão · b4 preto bispo · c4 branco peão · d4 branco peão · c3 branco cavalo · a2 branco peão · b2 branco peão · e2 branco peão · f2 branco peão · g2 branco peão · h2 branco peão · a1 branco torre · c1 branco bispo · d1 branco rainha · e1 branco rei · f1 branco bispo · g1 branco cavalo · h1 branco torre | a8 preto torre · b8 preto cavalo · c8 preto bispo · d8 preto rainha · e8 preto rei · h8 preto torre · a7 preto peão · b7 preto peão · c7 preto peão · f7 preto peão · g7 preto peão · h7 preto peão · e6 preto peão · f6 preto cavalo · d5 preto peão · b4 preto bispo · c4 branco peão · d4 branco peão · c3 branco cavalo · a2 branco peão · b2 branco peão · e2 branco peão · f2 branco peão · g2 branco peão · h2 branco peão · a1 branco torre · c1 branco bispo · d1 branco rainha · e1 branco rei · f1 branco bispo · g1 branco cavalo · h1 branco torre | a8 preto torre · b8 preto cavalo · c8 preto bispo · d8 preto rainha · e8 preto rei · h8 preto torre · a7 preto peão · b7 preto peão · c7 preto peão · f7 preto peão · g7 preto peão · h7 preto peão · e6 preto peão · f6 preto cavalo · d5 preto peão · b4 preto bispo · c4 branco peão · d4 branco peão · c3 branco cavalo · a2 branco peão · b2 branco peão · e2 branco peão · f2 branco peão · g2 branco peão · h2 branco peão · a1 branco torre · c1 branco bispo · d1 branco rainha · e1 branco rei · f1 branco bispo · g1 branco cavalo · h1 branco torre | a8 preto torre · b8 preto cavalo · c8 preto bispo · d8 preto rainha · e8 preto rei · h8 preto torre · a7 preto peão · b7 preto peão · c7 preto peão · f7 preto peão · g7 preto peão · h7 preto peão · e6 preto peão · f6 preto cavalo · d5 preto peão · b4 preto bispo · c4 branco peão · d4 branco peão · c3 branco cavalo · a2 branco peão · b2 branco peão · e2 branco peão · f2 branco peão · g2 branco peão · h2 branco peão · a1 branco torre · c1 branco bispo · d1 branco rainha · e1 branco rei · f1 branco bispo · g1 branco cavalo · h1 branco torre | a8 preto torre · b8 preto cavalo · c8 preto bispo · d8 preto rainha · e8 preto rei · h8 preto torre · a7 preto peão · b7 preto peão · c7 preto peão · f7 preto peão · g7 preto peão · h7 preto peão · e6 preto peão · f6 preto cavalo · d5 preto peão · b4 preto bispo · c4 branco peão · d4 branco peão · c3 branco cavalo · a2 branco peão · b2 branco peão · e2 branco peão · f2 branco peão · g2 branco peão · h2 branco peão · a1 branco torre · c1 branco bispo · d1 branco rainha · e1 branco rei · f1 branco bispo · g1 branco cavalo · h1 branco torre | a8 preto torre · b8 preto cavalo · c8 preto bispo · d8 preto rainha · e8 preto rei · h8 preto torre · a7 preto peão · b7 preto peão · c7 preto peão · f7 preto peão · g7 preto peão · h7 preto peão · e6 preto peão · f6 preto cavalo · d5 preto peão · b4 preto bispo · c4 branco peão · d4 branco peão · c3 branco cavalo · a2 branco peão · b2 branco peão · e2 branco peão · f2 branco peão · g2 branco peão · h2 branco peão · a1 branco torre · c1 branco bispo · d1 branco rainha · e1 branco rei · f1 branco bispo · g1 branco cavalo · h1 branco torre | 7 |
| 6 | a8 preto torre · b8 preto cavalo · c8 preto bispo · d8 preto rainha · e8 preto rei · h8 preto torre · a7 preto peão · b7 preto peão · c7 preto peão · f7 preto peão · g7 preto peão · h7 preto peão · e6 preto peão · f6 preto cavalo · d5 preto peão · b4 preto bispo · c4 branco peão · d4 branco peão · c3 branco cavalo · a2 branco peão · b2 branco peão · e2 branco peão · f2 branco peão · g2 branco peão · h2 branco peão · a1 branco torre · c1 branco bispo · d1 branco rainha · e1 branco rei · f1 branco bispo · g1 branco cavalo · h1 branco torre | a8 preto torre · b8 preto cavalo · c8 preto bispo · d8 preto rainha · e8 preto rei · h8 preto torre · a7 preto peão · b7 preto peão · c7 preto peão · f7 preto peão · g7 preto peão · h7 preto peão · e6 preto peão · f6 preto cavalo · d5 preto peão · b4 preto bispo · c4 branco peão · d4 branco peão · c3 branco cavalo · a2 branco peão · b2 branco peão · e2 branco peão · f2 branco peão · g2 branco peão · h2 branco peão · a1 branco torre · c1 branco bispo · d1 branco rainha · e1 branco rei · f1 branco bispo · g1 branco cavalo · h1 branco torre | a8 preto torre · b8 preto cavalo · c8 preto bispo · d8 preto rainha · e8 preto rei · h8 preto torre · a7 preto peão · b7 preto peão · c7 preto peão · f7 preto peão · g7 preto peão · h7 preto peão · e6 preto peão · f6 preto cavalo · d5 preto peão · b4 preto bispo · c4 branco peão · d4 branco peão · c3 branco cavalo · a2 branco peão · b2 branco peão · e2 branco peão · f2 branco peão · g2 branco peão · h2 branco peão · a1 branco torre · c1 branco bispo · d1 branco rainha · e1 branco rei · f1 branco bispo · g1 branco cavalo · h1 branco torre | a8 preto torre · b8 preto cavalo · c8 preto bispo · d8 preto rainha · e8 preto rei · h8 preto torre · a7 preto peão · b7 preto peão · c7 preto peão · f7 preto peão · g7 preto peão · h7 preto peão · e6 preto peão · f6 preto cavalo · d5 preto peão · b4 preto bispo · c4 branco peão · d4 branco peão · c3 branco cavalo · a2 branco peão · b2 branco peão · e2 branco peão · f2 branco peão · g2 branco peão · h2 branco peão · a1 branco torre · c1 branco bispo · d1 branco rainha · e1 branco rei · f1 branco bispo · g1 branco cavalo · h1 branco torre | a8 preto torre · b8 preto cavalo · c8 preto bispo · d8 preto rainha · e8 preto rei · h8 preto torre · a7 preto peão · b7 preto peão · c7 preto peão · f7 preto peão · g7 preto peão · h7 preto peão · e6 preto peão · f6 preto cavalo · d5 preto peão · b4 preto bispo · c4 branco peão · d4 branco peão · c3 branco cavalo · a2 branco peão · b2 branco peão · e2 branco peão · f2 branco peão · g2 branco peão · h2 branco peão · a1 branco torre · c1 branco bispo · d1 branco rainha · e1 branco rei · f1 branco bispo · g1 branco cavalo · h1 branco torre | a8 preto torre · b8 preto cavalo · c8 preto bispo · d8 preto rainha · e8 preto rei · h8 preto torre · a7 preto peão · b7 preto peão · c7 preto peão · f7 preto peão · g7 preto peão · h7 preto peão · e6 preto peão · f6 preto cavalo · d5 preto peão · b4 preto bispo · c4 branco peão · d4 branco peão · c3 branco cavalo · a2 branco peão · b2 branco peão · e2 branco peão · f2 branco peão · g2 branco peão · h2 branco peão · a1 branco torre · c1 branco bispo · d1 branco rainha · e1 branco rei · f1 branco bispo · g1 branco cavalo · h1 branco torre | a8 preto torre · b8 preto cavalo · c8 preto bispo · d8 preto rainha · e8 preto rei · h8 preto torre · a7 preto peão · b7 preto peão · c7 preto peão · f7 preto peão · g7 preto peão · h7 preto peão · e6 preto peão · f6 preto cavalo · d5 preto peão · b4 preto bispo · c4 branco peão · d4 branco peão · c3 branco cavalo · a2 branco peão · b2 branco peão · e2 branco peão · f2 branco peão · g2 branco peão · h2 branco peão · a1 branco torre · c1 branco bispo · d1 branco rainha · e1 branco rei · f1 branco bispo · g1 branco cavalo · h1 branco torre | a8 preto torre · b8 preto cavalo · c8 preto bispo · d8 preto rainha · e8 preto rei · h8 preto torre · a7 preto peão · b7 preto peão · c7 preto peão · f7 preto peão · g7 preto peão · h7 preto peão · e6 preto peão · f6 preto cavalo · d5 preto peão · b4 preto bispo · c4 branco peão · d4 branco peão · c3 branco cavalo · a2 branco peão · b2 branco peão · e2 branco peão · f2 branco peão · g2 branco peão · h2 branco peão · a1 branco torre · c1 branco bispo · d1 branco rainha · e1 branco rei · f1 branco bispo · g1 branco cavalo · h1 branco torre | 6 |
| 5 | a8 preto torre · b8 preto cavalo · c8 preto bispo · d8 preto rainha · e8 preto rei · h8 preto torre · a7 preto peão · b7 preto peão · c7 preto peão · f7 preto peão · g7 preto peão · h7 preto peão · e6 preto peão · f6 preto cavalo · d5 preto peão · b4 preto bispo · c4 branco peão · d4 branco peão · c3 branco cavalo · a2 branco peão · b2 branco peão · e2 branco peão · f2 branco peão · g2 branco peão · h2 branco peão · a1 branco torre · c1 branco bispo · d1 branco rainha · e1 branco rei · f1 branco bispo · g1 branco cavalo · h1 branco torre | a8 preto torre · b8 preto cavalo · c8 preto bispo · d8 preto rainha · e8 preto rei · h8 preto torre · a7 preto peão · b7 preto peão · c7 preto peão · f7 preto peão · g7 preto peão · h7 preto peão · e6 preto peão · f6 preto cavalo · d5 preto peão · b4 preto bispo · c4 branco peão · d4 branco peão · c3 branco cavalo · a2 branco peão · b2 branco peão · e2 branco peão · f2 branco peão · g2 branco peão · h2 branco peão · a1 branco torre · c1 branco bispo · d1 branco rainha · e1 branco rei · f1 branco bispo · g1 branco cavalo · h1 branco torre | a8 preto torre · b8 preto cavalo · c8 preto bispo · d8 preto rainha · e8 preto rei · h8 preto torre · a7 preto peão · b7 preto peão · c7 preto peão · f7 preto peão · g7 preto peão · h7 preto peão · e6 preto peão · f6 preto cavalo · d5 preto peão · b4 preto bispo · c4 branco peão · d4 branco peão · c3 branco cavalo · a2 branco peão · b2 branco peão · e2 branco peão · f2 branco peão · g2 branco peão · h2 branco peão · a1 branco torre · c1 branco bispo · d1 branco rainha · e1 branco rei · f1 branco bispo · g1 branco cavalo · h1 branco torre | a8 preto torre · b8 preto cavalo · c8 preto bispo · d8 preto rainha · e8 preto rei · h8 preto torre · a7 preto peão · b7 preto peão · c7 preto peão · f7 preto peão · g7 preto peão · h7 preto peão · e6 preto peão · f6 preto cavalo · d5 preto peão · b4 preto bispo · c4 branco peão · d4 branco peão · c3 branco cavalo · a2 branco peão · b2 branco peão · e2 branco peão · f2 branco peão · g2 branco peão · h2 branco peão · a1 branco torre · c1 branco bispo · d1 branco rainha · e1 branco rei · f1 branco bispo · g1 branco cavalo · h1 branco torre | a8 preto torre · b8 preto cavalo · c8 preto bispo · d8 preto rainha · e8 preto rei · h8 preto torre · a7 preto peão · b7 preto peão · c7 preto peão · f7 preto peão · g7 preto peão · h7 preto peão · e6 preto peão · f6 preto cavalo · d5 preto peão · b4 preto bispo · c4 branco peão · d4 branco peão · c3 branco cavalo · a2 branco peão · b2 branco peão · e2 branco peão · f2 branco peão · g2 branco peão · h2 branco peão · a1 branco torre · c1 branco bispo · d1 branco rainha · e1 branco rei · f1 branco bispo · g1 branco cavalo · h1 branco torre | a8 preto torre · b8 preto cavalo · c8 preto bispo · d8 preto rainha · e8 preto rei · h8 preto torre · a7 preto peão · b7 preto peão · c7 preto peão · f7 preto peão · g7 preto peão · h7 preto peão · e6 preto peão · f6 preto cavalo · d5 preto peão · b4 preto bispo · c4 branco peão · d4 branco peão · c3 branco cavalo · a2 branco peão · b2 branco peão · e2 branco peão · f2 branco peão · g2 branco peão · h2 branco peão · a1 branco torre · c1 branco bispo · d1 branco rainha · e1 branco rei · f1 branco bispo · g1 branco cavalo · h1 branco torre | a8 preto torre · b8 preto cavalo · c8 preto bispo · d8 preto rainha · e8 preto rei · h8 preto torre · a7 preto peão · b7 preto peão · c7 preto peão · f7 preto peão · g7 preto peão · h7 preto peão · e6 preto peão · f6 preto cavalo · d5 preto peão · b4 preto bispo · c4 branco peão · d4 branco peão · c3 branco cavalo · a2 branco peão · b2 branco peão · e2 branco peão · f2 branco peão · g2 branco peão · h2 branco peão · a1 branco torre · c1 branco bispo · d1 branco rainha · e1 branco rei · f1 branco bispo · g1 branco cavalo · h1 branco torre | a8 preto torre · b8 preto cavalo · c8 preto bispo · d8 preto rainha · e8 preto rei · h8 preto torre · a7 preto peão · b7 preto peão · c7 preto peão · f7 preto peão · g7 preto peão · h7 preto peão · e6 preto peão · f6 preto cavalo · d5 preto peão · b4 preto bispo · c4 branco peão · d4 branco peão · c3 branco cavalo · a2 branco peão · b2 branco peão · e2 branco peão · f2 branco peão · g2 branco peão · h2 branco peão · a1 branco torre · c1 branco bispo · d1 branco rainha · e1 branco rei · f1 branco bispo · g1 branco cavalo · h1 branco torre | 5 |
| 4 | a8 preto torre · b8 preto cavalo · c8 preto bispo · d8 preto rainha · e8 preto rei · h8 preto torre · a7 preto peão · b7 preto peão · c7 preto peão · f7 preto peão · g7 preto peão · h7 preto peão · e6 preto peão · f6 preto cavalo · d5 preto peão · b4 preto bispo · c4 branco peão · d4 branco peão · c3 branco cavalo · a2 branco peão · b2 branco peão · e2 branco peão · f2 branco peão · g2 branco peão · h2 branco peão · a1 branco torre · c1 branco bispo · d1 branco rainha · e1 branco rei · f1 branco bispo · g1 branco cavalo · h1 branco torre | a8 preto torre · b8 preto cavalo · c8 preto bispo · d8 preto rainha · e8 preto rei · h8 preto torre · a7 preto peão · b7 preto peão · c7 preto peão · f7 preto peão · g7 preto peão · h7 preto peão · e6 preto peão · f6 preto cavalo · d5 preto peão · b4 preto bispo · c4 branco peão · d4 branco peão · c3 branco cavalo · a2 branco peão · b2 branco peão · e2 branco peão · f2 branco peão · g2 branco peão · h2 branco peão · a1 branco torre · c1 branco bispo · d1 branco rainha · e1 branco rei · f1 branco bispo · g1 branco cavalo · h1 branco torre | a8 preto torre · b8 preto cavalo · c8 preto bispo · d8 preto rainha · e8 preto rei · h8 preto torre · a7 preto peão · b7 preto peão · c7 preto peão · f7 preto peão · g7 preto peão · h7 preto peão · e6 preto peão · f6 preto cavalo · d5 preto peão · b4 preto bispo · c4 branco peão · d4 branco peão · c3 branco cavalo · a2 branco peão · b2 branco peão · e2 branco peão · f2 branco peão · g2 branco peão · h2 branco peão · a1 branco torre · c1 branco bispo · d1 branco rainha · e1 branco rei · f1 branco bispo · g1 branco cavalo · h1 branco torre | a8 preto torre · b8 preto cavalo · c8 preto bispo · d8 preto rainha · e8 preto rei · h8 preto torre · a7 preto peão · b7 preto peão · c7 preto peão · f7 preto peão · g7 preto peão · h7 preto peão · e6 preto peão · f6 preto cavalo · d5 preto peão · b4 preto bispo · c4 branco peão · d4 branco peão · c3 branco cavalo · a2 branco peão · b2 branco peão · e2 branco peão · f2 branco peão · g2 branco peão · h2 branco peão · a1 branco torre · c1 branco bispo · d1 branco rainha · e1 branco rei · f1 branco bispo · g1 branco cavalo · h1 branco torre | a8 preto torre · b8 preto cavalo · c8 preto bispo · d8 preto rainha · e8 preto rei · h8 preto torre · a7 preto peão · b7 preto peão · c7 preto peão · f7 preto peão · g7 preto peão · h7 preto peão · e6 preto peão · f6 preto cavalo · d5 preto peão · b4 preto bispo · c4 branco peão · d4 branco peão · c3 branco cavalo · a2 branco peão · b2 branco peão · e2 branco peão · f2 branco peão · g2 branco peão · h2 branco peão · a1 branco torre · c1 branco bispo · d1 branco rainha · e1 branco rei · f1 branco bispo · g1 branco cavalo · h1 branco torre | a8 preto torre · b8 preto cavalo · c8 preto bispo · d8 preto rainha · e8 preto rei · h8 preto torre · a7 preto peão · b7 preto peão · c7 preto peão · f7 preto peão · g7 preto peão · h7 preto peão · e6 preto peão · f6 preto cavalo · d5 preto peão · b4 preto bispo · c4 branco peão · d4 branco peão · c3 branco cavalo · a2 branco peão · b2 branco peão · e2 branco peão · f2 branco peão · g2 branco peão · h2 branco peão · a1 branco torre · c1 branco bispo · d1 branco rainha · e1 branco rei · f1 branco bispo · g1 branco cavalo · h1 branco torre | a8 preto torre · b8 preto cavalo · c8 preto bispo · d8 preto rainha · e8 preto rei · h8 preto torre · a7 preto peão · b7 preto peão · c7 preto peão · f7 preto peão · g7 preto peão · h7 preto peão · e6 preto peão · f6 preto cavalo · d5 preto peão · b4 preto bispo · c4 branco peão · d4 branco peão · c3 branco cavalo · a2 branco peão · b2 branco peão · e2 branco peão · f2 branco peão · g2 branco peão · h2 branco peão · a1 branco torre · c1 branco bispo · d1 branco rainha · e1 branco rei · f1 branco bispo · g1 branco cavalo · h1 branco torre | a8 preto torre · b8 preto cavalo · c8 preto bispo · d8 preto rainha · e8 preto rei · h8 preto torre · a7 preto peão · b7 preto peão · c7 preto peão · f7 preto peão · g7 preto peão · h7 preto peão · e6 preto peão · f6 preto cavalo · d5 preto peão · b4 preto bispo · c4 branco peão · d4 branco peão · c3 branco cavalo · a2 branco peão · b2 branco peão · e2 branco peão · f2 branco peão · g2 branco peão · h2 branco peão · a1 branco torre · c1 branco bispo · d1 branco rainha · e1 branco rei · f1 branco bispo · g1 branco cavalo · h1 branco torre | 4 |
| 3 | a8 preto torre · b8 preto cavalo · c8 preto bispo · d8 preto rainha · e8 preto rei · h8 preto torre · a7 preto peão · b7 preto peão · c7 preto peão · f7 preto peão · g7 preto peão · h7 preto peão · e6 preto peão · f6 preto cavalo · d5 preto peão · b4 preto bispo · c4 branco peão · d4 branco peão · c3 branco cavalo · a2 branco peão · b2 branco peão · e2 branco peão · f2 branco peão · g2 branco peão · h2 branco peão · a1 branco torre · c1 branco bispo · d1 branco rainha · e1 branco rei · f1 branco bispo · g1 branco cavalo · h1 branco torre | a8 preto torre · b8 preto cavalo · c8 preto bispo · d8 preto rainha · e8 preto rei · h8 preto torre · a7 preto peão · b7 preto peão · c7 preto peão · f7 preto peão · g7 preto peão · h7 preto peão · e6 preto peão · f6 preto cavalo · d5 preto peão · b4 preto bispo · c4 branco peão · d4 branco peão · c3 branco cavalo · a2 branco peão · b2 branco peão · e2 branco peão · f2 branco peão · g2 branco peão · h2 branco peão · a1 branco torre · c1 branco bispo · d1 branco rainha · e1 branco rei · f1 branco bispo · g1 branco cavalo · h1 branco torre | a8 preto torre · b8 preto cavalo · c8 preto bispo · d8 preto rainha · e8 preto rei · h8 preto torre · a7 preto peão · b7 preto peão · c7 preto peão · f7 preto peão · g7 preto peão · h7 preto peão · e6 preto peão · f6 preto cavalo · d5 preto peão · b4 preto bispo · c4 branco peão · d4 branco peão · c3 branco cavalo · a2 branco peão · b2 branco peão · e2 branco peão · f2 branco peão · g2 branco peão · h2 branco peão · a1 branco torre · c1 branco bispo · d1 branco rainha · e1 branco rei · f1 branco bispo · g1 branco cavalo · h1 branco torre | a8 preto torre · b8 preto cavalo · c8 preto bispo · d8 preto rainha · e8 preto rei · h8 preto torre · a7 preto peão · b7 preto peão · c7 preto peão · f7 preto peão · g7 preto peão · h7 preto peão · e6 preto peão · f6 preto cavalo · d5 preto peão · b4 preto bispo · c4 branco peão · d4 branco peão · c3 branco cavalo · a2 branco peão · b2 branco peão · e2 branco peão · f2 branco peão · g2 branco peão · h2 branco peão · a1 branco torre · c1 branco bispo · d1 branco rainha · e1 branco rei · f1 branco bispo · g1 branco cavalo · h1 branco torre | a8 preto torre · b8 preto cavalo · c8 preto bispo · d8 preto rainha · e8 preto rei · h8 preto torre · a7 preto peão · b7 preto peão · c7 preto peão · f7 preto peão · g7 preto peão · h7 preto peão · e6 preto peão · f6 preto cavalo · d5 preto peão · b4 preto bispo · c4 branco peão · d4 branco peão · c3 branco cavalo · a2 branco peão · b2 branco peão · e2 branco peão · f2 branco peão · g2 branco peão · h2 branco peão · a1 branco torre · c1 branco bispo · d1 branco rainha · e1 branco rei · f1 branco bispo · g1 branco cavalo · h1 branco torre | a8 preto torre · b8 preto cavalo · c8 preto bispo · d8 preto rainha · e8 preto rei · h8 preto torre · a7 preto peão · b7 preto peão · c7 preto peão · f7 preto peão · g7 preto peão · h7 preto peão · e6 preto peão · f6 preto cavalo · d5 preto peão · b4 preto bispo · c4 branco peão · d4 branco peão · c3 branco cavalo · a2 branco peão · b2 branco peão · e2 branco peão · f2 branco peão · g2 branco peão · h2 branco peão · a1 branco torre · c1 branco bispo · d1 branco rainha · e1 branco rei · f1 branco bispo · g1 branco cavalo · h1 branco torre | a8 preto torre · b8 preto cavalo · c8 preto bispo · d8 preto rainha · e8 preto rei · h8 preto torre · a7 preto peão · b7 preto peão · c7 preto peão · f7 preto peão · g7 preto peão · h7 preto peão · e6 preto peão · f6 preto cavalo · d5 preto peão · b4 preto bispo · c4 branco peão · d4 branco peão · c3 branco cavalo · a2 branco peão · b2 branco peão · e2 branco peão · f2 branco peão · g2 branco peão · h2 branco peão · a1 branco torre · c1 branco bispo · d1 branco rainha · e1 branco rei · f1 branco bispo · g1 branco cavalo · h1 branco torre | a8 preto torre · b8 preto cavalo · c8 preto bispo · d8 preto rainha · e8 preto rei · h8 preto torre · a7 preto peão · b7 preto peão · c7 preto peão · f7 preto peão · g7 preto peão · h7 preto peão · e6 preto peão · f6 preto cavalo · d5 preto peão · b4 preto bispo · c4 branco peão · d4 branco peão · c3 branco cavalo · a2 branco peão · b2 branco peão · e2 branco peão · f2 branco peão · g2 branco peão · h2 branco peão · a1 branco torre · c1 branco bispo · d1 branco rainha · e1 branco rei · f1 branco bispo · g1 branco cavalo · h1 branco torre | 3 |
| 2 | a8 preto torre · b8 preto cavalo · c8 preto bispo · d8 preto rainha · e8 preto rei · h8 preto torre · a7 preto peão · b7 preto peão · c7 preto peão · f7 preto peão · g7 preto peão · h7 preto peão · e6 preto peão · f6 preto cavalo · d5 preto peão · b4 preto bispo · c4 branco peão · d4 branco peão · c3 branco cavalo · a2 branco peão · b2 branco peão · e2 branco peão · f2 branco peão · g2 branco peão · h2 branco peão · a1 branco torre · c1 branco bispo · d1 branco rainha · e1 branco rei · f1 branco bispo · g1 branco cavalo · h1 branco torre | a8 preto torre · b8 preto cavalo · c8 preto bispo · d8 preto rainha · e8 preto rei · h8 preto torre · a7 preto peão · b7 preto peão · c7 preto peão · f7 preto peão · g7 preto peão · h7 preto peão · e6 preto peão · f6 preto cavalo · d5 preto peão · b4 preto bispo · c4 branco peão · d4 branco peão · c3 branco cavalo · a2 branco peão · b2 branco peão · e2 branco peão · f2 branco peão · g2 branco peão · h2 branco peão · a1 branco torre · c1 branco bispo · d1 branco rainha · e1 branco rei · f1 branco bispo · g1 branco cavalo · h1 branco torre | a8 preto torre · b8 preto cavalo · c8 preto bispo · d8 preto rainha · e8 preto rei · h8 preto torre · a7 preto peão · b7 preto peão · c7 preto peão · f7 preto peão · g7 preto peão · h7 preto peão · e6 preto peão · f6 preto cavalo · d5 preto peão · b4 preto bispo · c4 branco peão · d4 branco peão · c3 branco cavalo · a2 branco peão · b2 branco peão · e2 branco peão · f2 branco peão · g2 branco peão · h2 branco peão · a1 branco torre · c1 branco bispo · d1 branco rainha · e1 branco rei · f1 branco bispo · g1 branco cavalo · h1 branco torre | a8 preto torre · b8 preto cavalo · c8 preto bispo · d8 preto rainha · e8 preto rei · h8 preto torre · a7 preto peão · b7 preto peão · c7 preto peão · f7 preto peão · g7 preto peão · h7 preto peão · e6 preto peão · f6 preto cavalo · d5 preto peão · b4 preto bispo · c4 branco peão · d4 branco peão · c3 branco cavalo · a2 branco peão · b2 branco peão · e2 branco peão · f2 branco peão · g2 branco peão · h2 branco peão · a1 branco torre · c1 branco bispo · d1 branco rainha · e1 branco rei · f1 branco bispo · g1 branco cavalo · h1 branco torre | a8 preto torre · b8 preto cavalo · c8 preto bispo · d8 preto rainha · e8 preto rei · h8 preto torre · a7 preto peão · b7 preto peão · c7 preto peão · f7 preto peão · g7 preto peão · h7 preto peão · e6 preto peão · f6 preto cavalo · d5 preto peão · b4 preto bispo · c4 branco peão · d4 branco peão · c3 branco cavalo · a2 branco peão · b2 branco peão · e2 branco peão · f2 branco peão · g2 branco peão · h2 branco peão · a1 branco torre · c1 branco bispo · d1 branco rainha · e1 branco rei · f1 branco bispo · g1 branco cavalo · h1 branco torre | a8 preto torre · b8 preto cavalo · c8 preto bispo · d8 preto rainha · e8 preto rei · h8 preto torre · a7 preto peão · b7 preto peão · c7 preto peão · f7 preto peão · g7 preto peão · h7 preto peão · e6 preto peão · f6 preto cavalo · d5 preto peão · b4 preto bispo · c4 branco peão · d4 branco peão · c3 branco cavalo · a2 branco peão · b2 branco peão · e2 branco peão · f2 branco peão · g2 branco peão · h2 branco peão · a1 branco torre · c1 branco bispo · d1 branco rainha · e1 branco rei · f1 branco bispo · g1 branco cavalo · h1 branco torre | a8 preto torre · b8 preto cavalo · c8 preto bispo · d8 preto rainha · e8 preto rei · h8 preto torre · a7 preto peão · b7 preto peão · c7 preto peão · f7 preto peão · g7 preto peão · h7 preto peão · e6 preto peão · f6 preto cavalo · d5 preto peão · b4 preto bispo · c4 branco peão · d4 branco peão · c3 branco cavalo · a2 branco peão · b2 branco peão · e2 branco peão · f2 branco peão · g2 branco peão · h2 branco peão · a1 branco torre · c1 branco bispo · d1 branco rainha · e1 branco rei · f1 branco bispo · g1 branco cavalo · h1 branco torre | a8 preto torre · b8 preto cavalo · c8 preto bispo · d8 preto rainha · e8 preto rei · h8 preto torre · a7 preto peão · b7 preto peão · c7 preto peão · f7 preto peão · g7 preto peão · h7 preto peão · e6 preto peão · f6 preto cavalo · d5 preto peão · b4 preto bispo · c4 branco peão · d4 branco peão · c3 branco cavalo · a2 branco peão · b2 branco peão · e2 branco peão · f2 branco peão · g2 branco peão · h2 branco peão · a1 branco torre · c1 branco bispo · d1 branco rainha · e1 branco rei · f1 branco bispo · g1 branco cavalo · h1 branco torre | 2 |
| 1 | a8 preto torre · b8 preto cavalo · c8 preto bispo · d8 preto rainha · e8 preto rei · h8 preto torre · a7 preto peão · b7 preto peão · c7 preto peão · f7 preto peão · g7 preto peão · h7 preto peão · e6 preto peão · f6 preto cavalo · d5 preto peão · b4 preto bispo · c4 branco peão · d4 branco peão · c3 branco cavalo · a2 branco peão · b2 branco peão · e2 branco peão · f2 branco peão · g2 branco peão · h2 branco peão · a1 branco torre · c1 branco bispo · d1 branco rainha · e1 branco rei · f1 branco bispo · g1 branco cavalo · h1 branco torre | a8 preto torre · b8 preto cavalo · c8 preto bispo · d8 preto rainha · e8 preto rei · h8 preto torre · a7 preto peão · b7 preto peão · c7 preto peão · f7 preto peão · g7 preto peão · h7 preto peão · e6 preto peão · f6 preto cavalo · d5 preto peão · b4 preto bispo · c4 branco peão · d4 branco peão · c3 branco cavalo · a2 branco peão · b2 branco peão · e2 branco peão · f2 branco peão · g2 branco peão · h2 branco peão · a1 branco torre · c1 branco bispo · d1 branco rainha · e1 branco rei · f1 branco bispo · g1 branco cavalo · h1 branco torre | a8 preto torre · b8 preto cavalo · c8 preto bispo · d8 preto rainha · e8 preto rei · h8 preto torre · a7 preto peão · b7 preto peão · c7 preto peão · f7 preto peão · g7 preto peão · h7 preto peão · e6 preto peão · f6 preto cavalo · d5 preto peão · b4 preto bispo · c4 branco peão · d4 branco peão · c3 branco cavalo · a2 branco peão · b2 branco peão · e2 branco peão · f2 branco peão · g2 branco peão · h2 branco peão · a1 branco torre · c1 branco bispo · d1 branco rainha · e1 branco rei · f1 branco bispo · g1 branco cavalo · h1 branco torre | a8 preto torre · b8 preto cavalo · c8 preto bispo · d8 preto rainha · e8 preto rei · h8 preto torre · a7 preto peão · b7 preto peão · c7 preto peão · f7 preto peão · g7 preto peão · h7 preto peão · e6 preto peão · f6 preto cavalo · d5 preto peão · b4 preto bispo · c4 branco peão · d4 branco peão · c3 branco cavalo · a2 branco peão · b2 branco peão · e2 branco peão · f2 branco peão · g2 branco peão · h2 branco peão · a1 branco torre · c1 branco bispo · d1 branco rainha · e1 branco rei · f1 branco bispo · g1 branco cavalo · h1 branco torre | a8 preto torre · b8 preto cavalo · c8 preto bispo · d8 preto rainha · e8 preto rei · h8 preto torre · a7 preto peão · b7 preto peão · c7 preto peão · f7 preto peão · g7 preto peão · h7 preto peão · e6 preto peão · f6 preto cavalo · d5 preto peão · b4 preto bispo · c4 branco peão · d4 branco peão · c3 branco cavalo · a2 branco peão · b2 branco peão · e2 branco peão · f2 branco peão · g2 branco peão · h2 branco peão · a1 branco torre · c1 branco bispo · d1 branco rainha · e1 branco rei · f1 branco bispo · g1 branco cavalo · h1 branco torre | a8 preto torre · b8 preto cavalo · c8 preto bispo · d8 preto rainha · e8 preto rei · h8 preto torre · a7 preto peão · b7 preto peão · c7 preto peão · f7 preto peão · g7 preto peão · h7 preto peão · e6 preto peão · f6 preto cavalo · d5 preto peão · b4 preto bispo · c4 branco peão · d4 branco peão · c3 branco cavalo · a2 branco peão · b2 branco peão · e2 branco peão · f2 branco peão · g2 branco peão · h2 branco peão · a1 branco torre · c1 branco bispo · d1 branco rainha · e1 branco rei · f1 branco bispo · g1 branco cavalo · h1 branco torre | a8 preto torre · b8 preto cavalo · c8 preto bispo · d8 preto rainha · e8 preto rei · h8 preto torre · a7 preto peão · b7 preto peão · c7 preto peão · f7 preto peão · g7 preto peão · h7 preto peão · e6 preto peão · f6 preto cavalo · d5 preto peão · b4 preto bispo · c4 branco peão · d4 branco peão · c3 branco cavalo · a2 branco peão · b2 branco peão · e2 branco peão · f2 branco peão · g2 branco peão · h2 branco peão · a1 branco torre · c1 branco bispo · d1 branco rainha · e1 branco rei · f1 branco bispo · g1 branco cavalo · h1 branco torre | a8 preto torre · b8 preto cavalo · c8 preto bispo · d8 preto rainha · e8 preto rei · h8 preto torre · a7 preto peão · b7 preto peão · c7 preto peão · f7 preto peão · g7 preto peão · h7 preto peão · e6 preto peão · f6 preto cavalo · d5 preto peão · b4 preto bispo · c4 branco peão · d4 branco peão · c3 branco cavalo · a2 branco peão · b2 branco peão · e2 branco peão · f2 branco peão · g2 branco peão · h2 branco peão · a1 branco torre · c1 branco bispo · d1 branco rainha · e1 branco rei · f1 branco bispo · g1 branco cavalo · h1 branco torre | 1 |
|   | a | b | c | d | e | f | g | h |   |

### 4...Cc6
|   | a | b | c | d | e | f | g | h |   |
| 8 | a8 preto torre · c8 preto bispo · d8 preto rainha · e8 preto rei · h8 preto torre · a7 preto peão · b7 preto peão · c7 preto peão · d7 preto peão · f7 preto peão · g7 preto peão · h7 preto peão · c6 preto cavalo · e6 preto peão · f6 preto cavalo · b4 preto bispo · c4 branco peão · d4 branco peão · c3 branco cavalo · a2 branco peão · b2 branco peão · c2 branco rainha · e2 branco peão · f2 branco peão · g2 branco peão · h2 branco peão · a1 branco torre · c1 branco bispo · e1 branco rei · f1 branco bispo · g1 branco cavalo · h1 branco torre | a8 preto torre · c8 preto bispo · d8 preto rainha · e8 preto rei · h8 preto torre · a7 preto peão · b7 preto peão · c7 preto peão · d7 preto peão · f7 preto peão · g7 preto peão · h7 preto peão · c6 preto cavalo · e6 preto peão · f6 preto cavalo · b4 preto bispo · c4 branco peão · d4 branco peão · c3 branco cavalo · a2 branco peão · b2 branco peão · c2 branco rainha · e2 branco peão · f2 branco peão · g2 branco peão · h2 branco peão · a1 branco torre · c1 branco bispo · e1 branco rei · f1 branco bispo · g1 branco cavalo · h1 branco torre | a8 preto torre · c8 preto bispo · d8 preto rainha · e8 preto rei · h8 preto torre · a7 preto peão · b7 preto peão · c7 preto peão · d7 preto peão · f7 preto peão · g7 preto peão · h7 preto peão · c6 preto cavalo · e6 preto peão · f6 preto cavalo · b4 preto bispo · c4 branco peão · d4 branco peão · c3 branco cavalo · a2 branco peão · b2 branco peão · c2 branco rainha · e2 branco peão · f2 branco peão · g2 branco peão · h2 branco peão · a1 branco torre · c1 branco bispo · e1 branco rei · f1 branco bispo · g1 branco cavalo · h1 branco torre | a8 preto torre · c8 preto bispo · d8 preto rainha · e8 preto rei · h8 preto torre · a7 preto peão · b7 preto peão · c7 preto peão · d7 preto peão · f7 preto peão · g7 preto peão · h7 preto peão · c6 preto cavalo · e6 preto peão · f6 preto cavalo · b4 preto bispo · c4 branco peão · d4 branco peão · c3 branco cavalo · a2 branco peão · b2 branco peão · c2 branco rainha · e2 branco peão · f2 branco peão · g2 branco peão · h2 branco peão · a1 branco torre · c1 branco bispo · e1 branco rei · f1 branco bispo · g1 branco cavalo · h1 branco torre | a8 preto torre · c8 preto bispo · d8 preto rainha · e8 preto rei · h8 preto torre · a7 preto peão · b7 preto peão · c7 preto peão · d7 preto peão · f7 preto peão · g7 preto peão · h7 preto peão · c6 preto cavalo · e6 preto peão · f6 preto cavalo · b4 preto bispo · c4 branco peão · d4 branco peão · c3 branco cavalo · a2 branco peão · b2 branco peão · c2 branco rainha · e2 branco peão · f2 branco peão · g2 branco peão · h2 branco peão · a1 branco torre · c1 branco bispo · e1 branco rei · f1 branco bispo · g1 branco cavalo · h1 branco torre | a8 preto torre · c8 preto bispo · d8 preto rainha · e8 preto rei · h8 preto torre · a7 preto peão · b7 preto peão · c7 preto peão · d7 preto peão · f7 preto peão · g7 preto peão · h7 preto peão · c6 preto cavalo · e6 preto peão · f6 preto cavalo · b4 preto bispo · c4 branco peão · d4 branco peão · c3 branco cavalo · a2 branco peão · b2 branco peão · c2 branco rainha · e2 branco peão · f2 branco peão · g2 branco peão · h2 branco peão · a1 branco torre · c1 branco bispo · e1 branco rei · f1 branco bispo · g1 branco cavalo · h1 branco torre | a8 preto torre · c8 preto bispo · d8 preto rainha · e8 preto rei · h8 preto torre · a7 preto peão · b7 preto peão · c7 preto peão · d7 preto peão · f7 preto peão · g7 preto peão · h7 preto peão · c6 preto cavalo · e6 preto peão · f6 preto cavalo · b4 preto bispo · c4 branco peão · d4 branco peão · c3 branco cavalo · a2 branco peão · b2 branco peão · c2 branco rainha · e2 branco peão · f2 branco peão · g2 branco peão · h2 branco peão · a1 branco torre · c1 branco bispo · e1 branco rei · f1 branco bispo · g1 branco cavalo · h1 branco torre | a8 preto torre · c8 preto bispo · d8 preto rainha · e8 preto rei · h8 preto torre · a7 preto peão · b7 preto peão · c7 preto peão · d7 preto peão · f7 preto peão · g7 preto peão · h7 preto peão · c6 preto cavalo · e6 preto peão · f6 preto cavalo · b4 preto bispo · c4 branco peão · d4 branco peão · c3 branco cavalo · a2 branco peão · b2 branco peão · c2 branco rainha · e2 branco peão · f2 branco peão · g2 branco peão · h2 branco peão · a1 branco torre · c1 branco bispo · e1 branco rei · f1 branco bispo · g1 branco cavalo · h1 branco torre | 8 |
| 7 | a8 preto torre · c8 preto bispo · d8 preto rainha · e8 preto rei · h8 preto torre · a7 preto peão · b7 preto peão · c7 preto peão · d7 preto peão · f7 preto peão · g7 preto peão · h7 preto peão · c6 preto cavalo · e6 preto peão · f6 preto cavalo · b4 preto bispo · c4 branco peão · d4 branco peão · c3 branco cavalo · a2 branco peão · b2 branco peão · c2 branco rainha · e2 branco peão · f2 branco peão · g2 branco peão · h2 branco peão · a1 branco torre · c1 branco bispo · e1 branco rei · f1 branco bispo · g1 branco cavalo · h1 branco torre | a8 preto torre · c8 preto bispo · d8 preto rainha · e8 preto rei · h8 preto torre · a7 preto peão · b7 preto peão · c7 preto peão · d7 preto peão · f7 preto peão · g7 preto peão · h7 preto peão · c6 preto cavalo · e6 preto peão · f6 preto cavalo · b4 preto bispo · c4 branco peão · d4 branco peão · c3 branco cavalo · a2 branco peão · b2 branco peão · c2 branco rainha · e2 branco peão · f2 branco peão · g2 branco peão · h2 branco peão · a1 branco torre · c1 branco bispo · e1 branco rei · f1 branco bispo · g1 branco cavalo · h1 branco torre | a8 preto torre · c8 preto bispo · d8 preto rainha · e8 preto rei · h8 preto torre · a7 preto peão · b7 preto peão · c7 preto peão · d7 preto peão · f7 preto peão · g7 preto peão · h7 preto peão · c6 preto cavalo · e6 preto peão · f6 preto cavalo · b4 preto bispo · c4 branco peão · d4 branco peão · c3 branco cavalo · a2 branco peão · b2 branco peão · c2 branco rainha · e2 branco peão · f2 branco peão · g2 branco peão · h2 branco peão · a1 branco torre · c1 branco bispo · e1 branco rei · f1 branco bispo · g1 branco cavalo · h1 branco torre | a8 preto torre · c8 preto bispo · d8 preto rainha · e8 preto rei · h8 preto torre · a7 preto peão · b7 preto peão · c7 preto peão · d7 preto peão · f7 preto peão · g7 preto peão · h7 preto peão · c6 preto cavalo · e6 preto peão · f6 preto cavalo · b4 preto bispo · c4 branco peão · d4 branco peão · c3 branco cavalo · a2 branco peão · b2 branco peão · c2 branco rainha · e2 branco peão · f2 branco peão · g2 branco peão · h2 branco peão · a1 branco torre · c1 branco bispo · e1 branco rei · f1 branco bispo · g1 branco cavalo · h1 branco torre | a8 preto torre · c8 preto bispo · d8 preto rainha · e8 preto rei · h8 preto torre · a7 preto peão · b7 preto peão · c7 preto peão · d7 preto peão · f7 preto peão · g7 preto peão · h7 preto peão · c6 preto cavalo · e6 preto peão · f6 preto cavalo · b4 preto bispo · c4 branco peão · d4 branco peão · c3 branco cavalo · a2 branco peão · b2 branco peão · c2 branco rainha · e2 branco peão · f2 branco peão · g2 branco peão · h2 branco peão · a1 branco torre · c1 branco bispo · e1 branco rei · f1 branco bispo · g1 branco cavalo · h1 branco torre | a8 preto torre · c8 preto bispo · d8 preto rainha · e8 preto rei · h8 preto torre · a7 preto peão · b7 preto peão · c7 preto peão · d7 preto peão · f7 preto peão · g7 preto peão · h7 preto peão · c6 preto cavalo · e6 preto peão · f6 preto cavalo · b4 preto bispo · c4 branco peão · d4 branco peão · c3 branco cavalo · a2 branco peão · b2 branco peão · c2 branco rainha · e2 branco peão · f2 branco peão · g2 branco peão · h2 branco peão · a1 branco torre · c1 branco bispo · e1 branco rei · f1 branco bispo · g1 branco cavalo · h1 branco torre | a8 preto torre · c8 preto bispo · d8 preto rainha · e8 preto rei · h8 preto torre · a7 preto peão · b7 preto peão · c7 preto peão · d7 preto peão · f7 preto peão · g7 preto peão · h7 preto peão · c6 preto cavalo · e6 preto peão · f6 preto cavalo · b4 preto bispo · c4 branco peão · d4 branco peão · c3 branco cavalo · a2 branco peão · b2 branco peão · c2 branco rainha · e2 branco peão · f2 branco peão · g2 branco peão · h2 branco peão · a1 branco torre · c1 branco bispo · e1 branco rei · f1 branco bispo · g1 branco cavalo · h1 branco torre | a8 preto torre · c8 preto bispo · d8 preto rainha · e8 preto rei · h8 preto torre · a7 preto peão · b7 preto peão · c7 preto peão · d7 preto peão · f7 preto peão · g7 preto peão · h7 preto peão · c6 preto cavalo · e6 preto peão · f6 preto cavalo · b4 preto bispo · c4 branco peão · d4 branco peão · c3 branco cavalo · a2 branco peão · b2 branco peão · c2 branco rainha · e2 branco peão · f2 branco peão · g2 branco peão · h2 branco peão · a1 branco torre · c1 branco bispo · e1 branco rei · f1 branco bispo · g1 branco cavalo · h1 branco torre | 7 |
| 6 | a8 preto torre · c8 preto bispo · d8 preto rainha · e8 preto rei · h8 preto torre · a7 preto peão · b7 preto peão · c7 preto peão · d7 preto peão · f7 preto peão · g7 preto peão · h7 preto peão · c6 preto cavalo · e6 preto peão · f6 preto cavalo · b4 preto bispo · c4 branco peão · d4 branco peão · c3 branco cavalo · a2 branco peão · b2 branco peão · c2 branco rainha · e2 branco peão · f2 branco peão · g2 branco peão · h2 branco peão · a1 branco torre · c1 branco bispo · e1 branco rei · f1 branco bispo · g1 branco cavalo · h1 branco torre | a8 preto torre · c8 preto bispo · d8 preto rainha · e8 preto rei · h8 preto torre · a7 preto peão · b7 preto peão · c7 preto peão · d7 preto peão · f7 preto peão · g7 preto peão · h7 preto peão · c6 preto cavalo · e6 preto peão · f6 preto cavalo · b4 preto bispo · c4 branco peão · d4 branco peão · c3 branco cavalo · a2 branco peão · b2 branco peão · c2 branco rainha · e2 branco peão · f2 branco peão · g2 branco peão · h2 branco peão · a1 branco torre · c1 branco bispo · e1 branco rei · f1 branco bispo · g1 branco cavalo · h1 branco torre | a8 preto torre · c8 preto bispo · d8 preto rainha · e8 preto rei · h8 preto torre · a7 preto peão · b7 preto peão · c7 preto peão · d7 preto peão · f7 preto peão · g7 preto peão · h7 preto peão · c6 preto cavalo · e6 preto peão · f6 preto cavalo · b4 preto bispo · c4 branco peão · d4 branco peão · c3 branco cavalo · a2 branco peão · b2 branco peão · c2 branco rainha · e2 branco peão · f2 branco peão · g2 branco peão · h2 branco peão · a1 branco torre · c1 branco bispo · e1 branco rei · f1 branco bispo · g1 branco cavalo · h1 branco torre | a8 preto torre · c8 preto bispo · d8 preto rainha · e8 preto rei · h8 preto torre · a7 preto peão · b7 preto peão · c7 preto peão · d7 preto peão · f7 preto peão · g7 preto peão · h7 preto peão · c6 preto cavalo · e6 preto peão · f6 preto cavalo · b4 preto bispo · c4 branco peão · d4 branco peão · c3 branco cavalo · a2 branco peão · b2 branco peão · c2 branco rainha · e2 branco peão · f2 branco peão · g2 branco peão · h2 branco peão · a1 branco torre · c1 branco bispo · e1 branco rei · f1 branco bispo · g1 branco cavalo · h1 branco torre | a8 preto torre · c8 preto bispo · d8 preto rainha · e8 preto rei · h8 preto torre · a7 preto peão · b7 preto peão · c7 preto peão · d7 preto peão · f7 preto peão · g7 preto peão · h7 preto peão · c6 preto cavalo · e6 preto peão · f6 preto cavalo · b4 preto bispo · c4 branco peão · d4 branco peão · c3 branco cavalo · a2 branco peão · b2 branco peão · c2 branco rainha · e2 branco peão · f2 branco peão · g2 branco peão · h2 branco peão · a1 branco torre · c1 branco bispo · e1 branco rei · f1 branco bispo · g1 branco cavalo · h1 branco torre | a8 preto torre · c8 preto bispo · d8 preto rainha · e8 preto rei · h8 preto torre · a7 preto peão · b7 preto peão · c7 preto peão · d7 preto peão · f7 preto peão · g7 preto peão · h7 preto peão · c6 preto cavalo · e6 preto peão · f6 preto cavalo · b4 preto bispo · c4 branco peão · d4 branco peão · c3 branco cavalo · a2 branco peão · b2 branco peão · c2 branco rainha · e2 branco peão · f2 branco peão · g2 branco peão · h2 branco peão · a1 branco torre · c1 branco bispo · e1 branco rei · f1 branco bispo · g1 branco cavalo · h1 branco torre | a8 preto torre · c8 preto bispo · d8 preto rainha · e8 preto rei · h8 preto torre · a7 preto peão · b7 preto peão · c7 preto peão · d7 preto peão · f7 preto peão · g7 preto peão · h7 preto peão · c6 preto cavalo · e6 preto peão · f6 preto cavalo · b4 preto bispo · c4 branco peão · d4 branco peão · c3 branco cavalo · a2 branco peão · b2 branco peão · c2 branco rainha · e2 branco peão · f2 branco peão · g2 branco peão · h2 branco peão · a1 branco torre · c1 branco bispo · e1 branco rei · f1 branco bispo · g1 branco cavalo · h1 branco torre | a8 preto torre · c8 preto bispo · d8 preto rainha · e8 preto rei · h8 preto torre · a7 preto peão · b7 preto peão · c7 preto peão · d7 preto peão · f7 preto peão · g7 preto peão · h7 preto peão · c6 preto cavalo · e6 preto peão · f6 preto cavalo · b4 preto bispo · c4 branco peão · d4 branco peão · c3 branco cavalo · a2 branco peão · b2 branco peão · c2 branco rainha · e2 branco peão · f2 branco peão · g2 branco peão · h2 branco peão · a1 branco torre · c1 branco bispo · e1 branco rei · f1 branco bispo · g1 branco cavalo · h1 branco torre | 6 |
| 5 | a8 preto torre · c8 preto bispo · d8 preto rainha · e8 preto rei · h8 preto torre · a7 preto peão · b7 preto peão · c7 preto peão · d7 preto peão · f7 preto peão · g7 preto peão · h7 preto peão · c6 preto cavalo · e6 preto peão · f6 preto cavalo · b4 preto bispo · c4 branco peão · d4 branco peão · c3 branco cavalo · a2 branco peão · b2 branco peão · c2 branco rainha · e2 branco peão · f2 branco peão · g2 branco peão · h2 branco peão · a1 branco torre · c1 branco bispo · e1 branco rei · f1 branco bispo · g1 branco cavalo · h1 branco torre | a8 preto torre · c8 preto bispo · d8 preto rainha · e8 preto rei · h8 preto torre · a7 preto peão · b7 preto peão · c7 preto peão · d7 preto peão · f7 preto peão · g7 preto peão · h7 preto peão · c6 preto cavalo · e6 preto peão · f6 preto cavalo · b4 preto bispo · c4 branco peão · d4 branco peão · c3 branco cavalo · a2 branco peão · b2 branco peão · c2 branco rainha · e2 branco peão · f2 branco peão · g2 branco peão · h2 branco peão · a1 branco torre · c1 branco bispo · e1 branco rei · f1 branco bispo · g1 branco cavalo · h1 branco torre | a8 preto torre · c8 preto bispo · d8 preto rainha · e8 preto rei · h8 preto torre · a7 preto peão · b7 preto peão · c7 preto peão · d7 preto peão · f7 preto peão · g7 preto peão · h7 preto peão · c6 preto cavalo · e6 preto peão · f6 preto cavalo · b4 preto bispo · c4 branco peão · d4 branco peão · c3 branco cavalo · a2 branco peão · b2 branco peão · c2 branco rainha · e2 branco peão · f2 branco peão · g2 branco peão · h2 branco peão · a1 branco torre · c1 branco bispo · e1 branco rei · f1 branco bispo · g1 branco cavalo · h1 branco torre | a8 preto torre · c8 preto bispo · d8 preto rainha · e8 preto rei · h8 preto torre · a7 preto peão · b7 preto peão · c7 preto peão · d7 preto peão · f7 preto peão · g7 preto peão · h7 preto peão · c6 preto cavalo · e6 preto peão · f6 preto cavalo · b4 preto bispo · c4 branco peão · d4 branco peão · c3 branco cavalo · a2 branco peão · b2 branco peão · c2 branco rainha · e2 branco peão · f2 branco peão · g2 branco peão · h2 branco peão · a1 branco torre · c1 branco bispo · e1 branco rei · f1 branco bispo · g1 branco cavalo · h1 branco torre | a8 preto torre · c8 preto bispo · d8 preto rainha · e8 preto rei · h8 preto torre · a7 preto peão · b7 preto peão · c7 preto peão · d7 preto peão · f7 preto peão · g7 preto peão · h7 preto peão · c6 preto cavalo · e6 preto peão · f6 preto cavalo · b4 preto bispo · c4 branco peão · d4 branco peão · c3 branco cavalo · a2 branco peão · b2 branco peão · c2 branco rainha · e2 branco peão · f2 branco peão · g2 branco peão · h2 branco peão · a1 branco torre · c1 branco bispo · e1 branco rei · f1 branco bispo · g1 branco cavalo · h1 branco torre | a8 preto torre · c8 preto bispo · d8 preto rainha · e8 preto rei · h8 preto torre · a7 preto peão · b7 preto peão · c7 preto peão · d7 preto peão · f7 preto peão · g7 preto peão · h7 preto peão · c6 preto cavalo · e6 preto peão · f6 preto cavalo · b4 preto bispo · c4 branco peão · d4 branco peão · c3 branco cavalo · a2 branco peão · b2 branco peão · c2 branco rainha · e2 branco peão · f2 branco peão · g2 branco peão · h2 branco peão · a1 branco torre · c1 branco bispo · e1 branco rei · f1 branco bispo · g1 branco cavalo · h1 branco torre | a8 preto torre · c8 preto bispo · d8 preto rainha · e8 preto rei · h8 preto torre · a7 preto peão · b7 preto peão · c7 preto peão · d7 preto peão · f7 preto peão · g7 preto peão · h7 preto peão · c6 preto cavalo · e6 preto peão · f6 preto cavalo · b4 preto bispo · c4 branco peão · d4 branco peão · c3 branco cavalo · a2 branco peão · b2 branco peão · c2 branco rainha · e2 branco peão · f2 branco peão · g2 branco peão · h2 branco peão · a1 branco torre · c1 branco bispo · e1 branco rei · f1 branco bispo · g1 branco cavalo · h1 branco torre | a8 preto torre · c8 preto bispo · d8 preto rainha · e8 preto rei · h8 preto torre · a7 preto peão · b7 preto peão · c7 preto peão · d7 preto peão · f7 preto peão · g7 preto peão · h7 preto peão · c6 preto cavalo · e6 preto peão · f6 preto cavalo · b4 preto bispo · c4 branco peão · d4 branco peão · c3 branco cavalo · a2 branco peão · b2 branco peão · c2 branco rainha · e2 branco peão · f2 branco peão · g2 branco peão · h2 branco peão · a1 branco torre · c1 branco bispo · e1 branco rei · f1 branco bispo · g1 branco cavalo · h1 branco torre | 5 |
| 4 | a8 preto torre · c8 preto bispo · d8 preto rainha · e8 preto rei · h8 preto torre · a7 preto peão · b7 preto peão · c7 preto peão · d7 preto peão · f7 preto peão · g7 preto peão · h7 preto peão · c6 preto cavalo · e6 preto peão · f6 preto cavalo · b4 preto bispo · c4 branco peão · d4 branco peão · c3 branco cavalo · a2 branco peão · b2 branco peão · c2 branco rainha · e2 branco peão · f2 branco peão · g2 branco peão · h2 branco peão · a1 branco torre · c1 branco bispo · e1 branco rei · f1 branco bispo · g1 branco cavalo · h1 branco torre | a8 preto torre · c8 preto bispo · d8 preto rainha · e8 preto rei · h8 preto torre · a7 preto peão · b7 preto peão · c7 preto peão · d7 preto peão · f7 preto peão · g7 preto peão · h7 preto peão · c6 preto cavalo · e6 preto peão · f6 preto cavalo · b4 preto bispo · c4 branco peão · d4 branco peão · c3 branco cavalo · a2 branco peão · b2 branco peão · c2 branco rainha · e2 branco peão · f2 branco peão · g2 branco peão · h2 branco peão · a1 branco torre · c1 branco bispo · e1 branco rei · f1 branco bispo · g1 branco cavalo · h1 branco torre | a8 preto torre · c8 preto bispo · d8 preto rainha · e8 preto rei · h8 preto torre · a7 preto peão · b7 preto peão · c7 preto peão · d7 preto peão · f7 preto peão · g7 preto peão · h7 preto peão · c6 preto cavalo · e6 preto peão · f6 preto cavalo · b4 preto bispo · c4 branco peão · d4 branco peão · c3 branco cavalo · a2 branco peão · b2 branco peão · c2 branco rainha · e2 branco peão · f2 branco peão · g2 branco peão · h2 branco peão · a1 branco torre · c1 branco bispo · e1 branco rei · f1 branco bispo · g1 branco cavalo · h1 branco torre | a8 preto torre · c8 preto bispo · d8 preto rainha · e8 preto rei · h8 preto torre · a7 preto peão · b7 preto peão · c7 preto peão · d7 preto peão · f7 preto peão · g7 preto peão · h7 preto peão · c6 preto cavalo · e6 preto peão · f6 preto cavalo · b4 preto bispo · c4 branco peão · d4 branco peão · c3 branco cavalo · a2 branco peão · b2 branco peão · c2 branco rainha · e2 branco peão · f2 branco peão · g2 branco peão · h2 branco peão · a1 branco torre · c1 branco bispo · e1 branco rei · f1 branco bispo · g1 branco cavalo · h1 branco torre | a8 preto torre · c8 preto bispo · d8 preto rainha · e8 preto rei · h8 preto torre · a7 preto peão · b7 preto peão · c7 preto peão · d7 preto peão · f7 preto peão · g7 preto peão · h7 preto peão · c6 preto cavalo · e6 preto peão · f6 preto cavalo · b4 preto bispo · c4 branco peão · d4 branco peão · c3 branco cavalo · a2 branco peão · b2 branco peão · c2 branco rainha · e2 branco peão · f2 branco peão · g2 branco peão · h2 branco peão · a1 branco torre · c1 branco bispo · e1 branco rei · f1 branco bispo · g1 branco cavalo · h1 branco torre | a8 preto torre · c8 preto bispo · d8 preto rainha · e8 preto rei · h8 preto torre · a7 preto peão · b7 preto peão · c7 preto peão · d7 preto peão · f7 preto peão · g7 preto peão · h7 preto peão · c6 preto cavalo · e6 preto peão · f6 preto cavalo · b4 preto bispo · c4 branco peão · d4 branco peão · c3 branco cavalo · a2 branco peão · b2 branco peão · c2 branco rainha · e2 branco peão · f2 branco peão · g2 branco peão · h2 branco peão · a1 branco torre · c1 branco bispo · e1 branco rei · f1 branco bispo · g1 branco cavalo · h1 branco torre | a8 preto torre · c8 preto bispo · d8 preto rainha · e8 preto rei · h8 preto torre · a7 preto peão · b7 preto peão · c7 preto peão · d7 preto peão · f7 preto peão · g7 preto peão · h7 preto peão · c6 preto cavalo · e6 preto peão · f6 preto cavalo · b4 preto bispo · c4 branco peão · d4 branco peão · c3 branco cavalo · a2 branco peão · b2 branco peão · c2 branco rainha · e2 branco peão · f2 branco peão · g2 branco peão · h2 branco peão · a1 branco torre · c1 branco bispo · e1 branco rei · f1 branco bispo · g1 branco cavalo · h1 branco torre | a8 preto torre · c8 preto bispo · d8 preto rainha · e8 preto rei · h8 preto torre · a7 preto peão · b7 preto peão · c7 preto peão · d7 preto peão · f7 preto peão · g7 preto peão · h7 preto peão · c6 preto cavalo · e6 preto peão · f6 preto cavalo · b4 preto bispo · c4 branco peão · d4 branco peão · c3 branco cavalo · a2 branco peão · b2 branco peão · c2 branco rainha · e2 branco peão · f2 branco peão · g2 branco peão · h2 branco peão · a1 branco torre · c1 branco bispo · e1 branco rei · f1 branco bispo · g1 branco cavalo · h1 branco torre | 4 |
| 3 | a8 preto torre · c8 preto bispo · d8 preto rainha · e8 preto rei · h8 preto torre · a7 preto peão · b7 preto peão · c7 preto peão · d7 preto peão · f7 preto peão · g7 preto peão · h7 preto peão · c6 preto cavalo · e6 preto peão · f6 preto cavalo · b4 preto bispo · c4 branco peão · d4 branco peão · c3 branco cavalo · a2 branco peão · b2 branco peão · c2 branco rainha · e2 branco peão · f2 branco peão · g2 branco peão · h2 branco peão · a1 branco torre · c1 branco bispo · e1 branco rei · f1 branco bispo · g1 branco cavalo · h1 branco torre | a8 preto torre · c8 preto bispo · d8 preto rainha · e8 preto rei · h8 preto torre · a7 preto peão · b7 preto peão · c7 preto peão · d7 preto peão · f7 preto peão · g7 preto peão · h7 preto peão · c6 preto cavalo · e6 preto peão · f6 preto cavalo · b4 preto bispo · c4 branco peão · d4 branco peão · c3 branco cavalo · a2 branco peão · b2 branco peão · c2 branco rainha · e2 branco peão · f2 branco peão · g2 branco peão · h2 branco peão · a1 branco torre · c1 branco bispo · e1 branco rei · f1 branco bispo · g1 branco cavalo · h1 branco torre | a8 preto torre · c8 preto bispo · d8 preto rainha · e8 preto rei · h8 preto torre · a7 preto peão · b7 preto peão · c7 preto peão · d7 preto peão · f7 preto peão · g7 preto peão · h7 preto peão · c6 preto cavalo · e6 preto peão · f6 preto cavalo · b4 preto bispo · c4 branco peão · d4 branco peão · c3 branco cavalo · a2 branco peão · b2 branco peão · c2 branco rainha · e2 branco peão · f2 branco peão · g2 branco peão · h2 branco peão · a1 branco torre · c1 branco bispo · e1 branco rei · f1 branco bispo · g1 branco cavalo · h1 branco torre | a8 preto torre · c8 preto bispo · d8 preto rainha · e8 preto rei · h8 preto torre · a7 preto peão · b7 preto peão · c7 preto peão · d7 preto peão · f7 preto peão · g7 preto peão · h7 preto peão · c6 preto cavalo · e6 preto peão · f6 preto cavalo · b4 preto bispo · c4 branco peão · d4 branco peão · c3 branco cavalo · a2 branco peão · b2 branco peão · c2 branco rainha · e2 branco peão · f2 branco peão · g2 branco peão · h2 branco peão · a1 branco torre · c1 branco bispo · e1 branco rei · f1 branco bispo · g1 branco cavalo · h1 branco torre | a8 preto torre · c8 preto bispo · d8 preto rainha · e8 preto rei · h8 preto torre · a7 preto peão · b7 preto peão · c7 preto peão · d7 preto peão · f7 preto peão · g7 preto peão · h7 preto peão · c6 preto cavalo · e6 preto peão · f6 preto cavalo · b4 preto bispo · c4 branco peão · d4 branco peão · c3 branco cavalo · a2 branco peão · b2 branco peão · c2 branco rainha · e2 branco peão · f2 branco peão · g2 branco peão · h2 branco peão · a1 branco torre · c1 branco bispo · e1 branco rei · f1 branco bispo · g1 branco cavalo · h1 branco torre | a8 preto torre · c8 preto bispo · d8 preto rainha · e8 preto rei · h8 preto torre · a7 preto peão · b7 preto peão · c7 preto peão · d7 preto peão · f7 preto peão · g7 preto peão · h7 preto peão · c6 preto cavalo · e6 preto peão · f6 preto cavalo · b4 preto bispo · c4 branco peão · d4 branco peão · c3 branco cavalo · a2 branco peão · b2 branco peão · c2 branco rainha · e2 branco peão · f2 branco peão · g2 branco peão · h2 branco peão · a1 branco torre · c1 branco bispo · e1 branco rei · f1 branco bispo · g1 branco cavalo · h1 branco torre | a8 preto torre · c8 preto bispo · d8 preto rainha · e8 preto rei · h8 preto torre · a7 preto peão · b7 preto peão · c7 preto peão · d7 preto peão · f7 preto peão · g7 preto peão · h7 preto peão · c6 preto cavalo · e6 preto peão · f6 preto cavalo · b4 preto bispo · c4 branco peão · d4 branco peão · c3 branco cavalo · a2 branco peão · b2 branco peão · c2 branco rainha · e2 branco peão · f2 branco peão · g2 branco peão · h2 branco peão · a1 branco torre · c1 branco bispo · e1 branco rei · f1 branco bispo · g1 branco cavalo · h1 branco torre | a8 preto torre · c8 preto bispo · d8 preto rainha · e8 preto rei · h8 preto torre · a7 preto peão · b7 preto peão · c7 preto peão · d7 preto peão · f7 preto peão · g7 preto peão · h7 preto peão · c6 preto cavalo · e6 preto peão · f6 preto cavalo · b4 preto bispo · c4 branco peão · d4 branco peão · c3 branco cavalo · a2 branco peão · b2 branco peão · c2 branco rainha · e2 branco peão · f2 branco peão · g2 branco peão · h2 branco peão · a1 branco torre · c1 branco bispo · e1 branco rei · f1 branco bispo · g1 branco cavalo · h1 branco torre | 3 |
| 2 | a8 preto torre · c8 preto bispo · d8 preto rainha · e8 preto rei · h8 preto torre · a7 preto peão · b7 preto peão · c7 preto peão · d7 preto peão · f7 preto peão · g7 preto peão · h7 preto peão · c6 preto cavalo · e6 preto peão · f6 preto cavalo · b4 preto bispo · c4 branco peão · d4 branco peão · c3 branco cavalo · a2 branco peão · b2 branco peão · c2 branco rainha · e2 branco peão · f2 branco peão · g2 branco peão · h2 branco peão · a1 branco torre · c1 branco bispo · e1 branco rei · f1 branco bispo · g1 branco cavalo · h1 branco torre | a8 preto torre · c8 preto bispo · d8 preto rainha · e8 preto rei · h8 preto torre · a7 preto peão · b7 preto peão · c7 preto peão · d7 preto peão · f7 preto peão · g7 preto peão · h7 preto peão · c6 preto cavalo · e6 preto peão · f6 preto cavalo · b4 preto bispo · c4 branco peão · d4 branco peão · c3 branco cavalo · a2 branco peão · b2 branco peão · c2 branco rainha · e2 branco peão · f2 branco peão · g2 branco peão · h2 branco peão · a1 branco torre · c1 branco bispo · e1 branco rei · f1 branco bispo · g1 branco cavalo · h1 branco torre | a8 preto torre · c8 preto bispo · d8 preto rainha · e8 preto rei · h8 preto torre · a7 preto peão · b7 preto peão · c7 preto peão · d7 preto peão · f7 preto peão · g7 preto peão · h7 preto peão · c6 preto cavalo · e6 preto peão · f6 preto cavalo · b4 preto bispo · c4 branco peão · d4 branco peão · c3 branco cavalo · a2 branco peão · b2 branco peão · c2 branco rainha · e2 branco peão · f2 branco peão · g2 branco peão · h2 branco peão · a1 branco torre · c1 branco bispo · e1 branco rei · f1 branco bispo · g1 branco cavalo · h1 branco torre | a8 preto torre · c8 preto bispo · d8 preto rainha · e8 preto rei · h8 preto torre · a7 preto peão · b7 preto peão · c7 preto peão · d7 preto peão · f7 preto peão · g7 preto peão · h7 preto peão · c6 preto cavalo · e6 preto peão · f6 preto cavalo · b4 preto bispo · c4 branco peão · d4 branco peão · c3 branco cavalo · a2 branco peão · b2 branco peão · c2 branco rainha · e2 branco peão · f2 branco peão · g2 branco peão · h2 branco peão · a1 branco torre · c1 branco bispo · e1 branco rei · f1 branco bispo · g1 branco cavalo · h1 branco torre | a8 preto torre · c8 preto bispo · d8 preto rainha · e8 preto rei · h8 preto torre · a7 preto peão · b7 preto peão · c7 preto peão · d7 preto peão · f7 preto peão · g7 preto peão · h7 preto peão · c6 preto cavalo · e6 preto peão · f6 preto cavalo · b4 preto bispo · c4 branco peão · d4 branco peão · c3 branco cavalo · a2 branco peão · b2 branco peão · c2 branco rainha · e2 branco peão · f2 branco peão · g2 branco peão · h2 branco peão · a1 branco torre · c1 branco bispo · e1 branco rei · f1 branco bispo · g1 branco cavalo · h1 branco torre | a8 preto torre · c8 preto bispo · d8 preto rainha · e8 preto rei · h8 preto torre · a7 preto peão · b7 preto peão · c7 preto peão · d7 preto peão · f7 preto peão · g7 preto peão · h7 preto peão · c6 preto cavalo · e6 preto peão · f6 preto cavalo · b4 preto bispo · c4 branco peão · d4 branco peão · c3 branco cavalo · a2 branco peão · b2 branco peão · c2 branco rainha · e2 branco peão · f2 branco peão · g2 branco peão · h2 branco peão · a1 branco torre · c1 branco bispo · e1 branco rei · f1 branco bispo · g1 branco cavalo · h1 branco torre | a8 preto torre · c8 preto bispo · d8 preto rainha · e8 preto rei · h8 preto torre · a7 preto peão · b7 preto peão · c7 preto peão · d7 preto peão · f7 preto peão · g7 preto peão · h7 preto peão · c6 preto cavalo · e6 preto peão · f6 preto cavalo · b4 preto bispo · c4 branco peão · d4 branco peão · c3 branco cavalo · a2 branco peão · b2 branco peão · c2 branco rainha · e2 branco peão · f2 branco peão · g2 branco peão · h2 branco peão · a1 branco torre · c1 branco bispo · e1 branco rei · f1 branco bispo · g1 branco cavalo · h1 branco torre | a8 preto torre · c8 preto bispo · d8 preto rainha · e8 preto rei · h8 preto torre · a7 preto peão · b7 preto peão · c7 preto peão · d7 preto peão · f7 preto peão · g7 preto peão · h7 preto peão · c6 preto cavalo · e6 preto peão · f6 preto cavalo · b4 preto bispo · c4 branco peão · d4 branco peão · c3 branco cavalo · a2 branco peão · b2 branco peão · c2 branco rainha · e2 branco peão · f2 branco peão · g2 branco peão · h2 branco peão · a1 branco torre · c1 branco bispo · e1 branco rei · f1 branco bispo · g1 branco cavalo · h1 branco torre | 2 |
| 1 | a8 preto torre · c8 preto bispo · d8 preto rainha · e8 preto rei · h8 preto torre · a7 preto peão · b7 preto peão · c7 preto peão · d7 preto peão · f7 preto peão · g7 preto peão · h7 preto peão · c6 preto cavalo · e6 preto peão · f6 preto cavalo · b4 preto bispo · c4 branco peão · d4 branco peão · c3 branco cavalo · a2 branco peão · b2 branco peão · c2 branco rainha · e2 branco peão · f2 branco peão · g2 branco peão · h2 branco peão · a1 branco torre · c1 branco bispo · e1 branco rei · f1 branco bispo · g1 branco cavalo · h1 branco torre | a8 preto torre · c8 preto bispo · d8 preto rainha · e8 preto rei · h8 preto torre · a7 preto peão · b7 preto peão · c7 preto peão · d7 preto peão · f7 preto peão · g7 preto peão · h7 preto peão · c6 preto cavalo · e6 preto peão · f6 preto cavalo · b4 preto bispo · c4 branco peão · d4 branco peão · c3 branco cavalo · a2 branco peão · b2 branco peão · c2 branco rainha · e2 branco peão · f2 branco peão · g2 branco peão · h2 branco peão · a1 branco torre · c1 branco bispo · e1 branco rei · f1 branco bispo · g1 branco cavalo · h1 branco torre | a8 preto torre · c8 preto bispo · d8 preto rainha · e8 preto rei · h8 preto torre · a7 preto peão · b7 preto peão · c7 preto peão · d7 preto peão · f7 preto peão · g7 preto peão · h7 preto peão · c6 preto cavalo · e6 preto peão · f6 preto cavalo · b4 preto bispo · c4 branco peão · d4 branco peão · c3 branco cavalo · a2 branco peão · b2 branco peão · c2 branco rainha · e2 branco peão · f2 branco peão · g2 branco peão · h2 branco peão · a1 branco torre · c1 branco bispo · e1 branco rei · f1 branco bispo · g1 branco cavalo · h1 branco torre | a8 preto torre · c8 preto bispo · d8 preto rainha · e8 preto rei · h8 preto torre · a7 preto peão · b7 preto peão · c7 preto peão · d7 preto peão · f7 preto peão · g7 preto peão · h7 preto peão · c6 preto cavalo · e6 preto peão · f6 preto cavalo · b4 preto bispo · c4 branco peão · d4 branco peão · c3 branco cavalo · a2 branco peão · b2 branco peão · c2 branco rainha · e2 branco peão · f2 branco peão · g2 branco peão · h2 branco peão · a1 branco torre · c1 branco bispo · e1 branco rei · f1 branco bispo · g1 branco cavalo · h1 branco torre | a8 preto torre · c8 preto bispo · d8 preto rainha · e8 preto rei · h8 preto torre · a7 preto peão · b7 preto peão · c7 preto peão · d7 preto peão · f7 preto peão · g7 preto peão · h7 preto peão · c6 preto cavalo · e6 preto peão · f6 preto cavalo · b4 preto bispo · c4 branco peão · d4 branco peão · c3 branco cavalo · a2 branco peão · b2 branco peão · c2 branco rainha · e2 branco peão · f2 branco peão · g2 branco peão · h2 branco peão · a1 branco torre · c1 branco bispo · e1 branco rei · f1 branco bispo · g1 branco cavalo · h1 branco torre | a8 preto torre · c8 preto bispo · d8 preto rainha · e8 preto rei · h8 preto torre · a7 preto peão · b7 preto peão · c7 preto peão · d7 preto peão · f7 preto peão · g7 preto peão · h7 preto peão · c6 preto cavalo · e6 preto peão · f6 preto cavalo · b4 preto bispo · c4 branco peão · d4 branco peão · c3 branco cavalo · a2 branco peão · b2 branco peão · c2 branco rainha · e2 branco peão · f2 branco peão · g2 branco peão · h2 branco peão · a1 branco torre · c1 branco bispo · e1 branco rei · f1 branco bispo · g1 branco cavalo · h1 branco torre | a8 preto torre · c8 preto bispo · d8 preto rainha · e8 preto rei · h8 preto torre · a7 preto peão · b7 preto peão · c7 preto peão · d7 preto peão · f7 preto peão · g7 preto peão · h7 preto peão · c6 preto cavalo · e6 preto peão · f6 preto cavalo · b4 preto bispo · c4 branco peão · d4 branco peão · c3 branco cavalo · a2 branco peão · b2 branco peão · c2 branco rainha · e2 branco peão · f2 branco peão · g2 branco peão · h2 branco peão · a1 branco torre · c1 branco bispo · e1 branco rei · f1 branco bispo · g1 branco cavalo · h1 branco torre | a8 preto torre · c8 preto bispo · d8 preto rainha · e8 preto rei · h8 preto torre · a7 preto peão · b7 preto peão · c7 preto peão · d7 preto peão · f7 preto peão · g7 preto peão · h7 preto peão · c6 preto cavalo · e6 preto peão · f6 preto cavalo · b4 preto bispo · c4 branco peão · d4 branco peão · c3 branco cavalo · a2 branco peão · b2 branco peão · c2 branco rainha · e2 branco peão · f2 branco peão · g2 branco peão · h2 branco peão · a1 branco torre · c1 branco bispo · e1 branco rei · f1 branco bispo · g1 branco cavalo · h1 branco torre | 1 |
|   | a | b | c | d | e | f | g | h |   |

## 4. Db3
|   | a | b | c | d | e | f | g | h |   |
| 8 | a8 preto torre · b8 preto cavalo · c8 preto bispo · d8 preto rainha · e8 preto rei · h8 preto torre · a7 preto peão · b7 preto peão · c7 preto peão · d7 preto peão · f7 preto peão · g7 preto peão · h7 preto peão · e6 preto peão · f6 preto cavalo · b4 preto bispo · c4 branco peão · d4 branco peão · b3 branco rainha · c3 branco cavalo · a2 branco peão · b2 branco peão · e2 branco peão · f2 branco peão · g2 branco peão · h2 branco peão · a1 branco torre · c1 branco bispo · e1 branco rei · f1 branco bispo · g1 branco cavalo · h1 branco torre | a8 preto torre · b8 preto cavalo · c8 preto bispo · d8 preto rainha · e8 preto rei · h8 preto torre · a7 preto peão · b7 preto peão · c7 preto peão · d7 preto peão · f7 preto peão · g7 preto peão · h7 preto peão · e6 preto peão · f6 preto cavalo · b4 preto bispo · c4 branco peão · d4 branco peão · b3 branco rainha · c3 branco cavalo · a2 branco peão · b2 branco peão · e2 branco peão · f2 branco peão · g2 branco peão · h2 branco peão · a1 branco torre · c1 branco bispo · e1 branco rei · f1 branco bispo · g1 branco cavalo · h1 branco torre | a8 preto torre · b8 preto cavalo · c8 preto bispo · d8 preto rainha · e8 preto rei · h8 preto torre · a7 preto peão · b7 preto peão · c7 preto peão · d7 preto peão · f7 preto peão · g7 preto peão · h7 preto peão · e6 preto peão · f6 preto cavalo · b4 preto bispo · c4 branco peão · d4 branco peão · b3 branco rainha · c3 branco cavalo · a2 branco peão · b2 branco peão · e2 branco peão · f2 branco peão · g2 branco peão · h2 branco peão · a1 branco torre · c1 branco bispo · e1 branco rei · f1 branco bispo · g1 branco cavalo · h1 branco torre | a8 preto torre · b8 preto cavalo · c8 preto bispo · d8 preto rainha · e8 preto rei · h8 preto torre · a7 preto peão · b7 preto peão · c7 preto peão · d7 preto peão · f7 preto peão · g7 preto peão · h7 preto peão · e6 preto peão · f6 preto cavalo · b4 preto bispo · c4 branco peão · d4 branco peão · b3 branco rainha · c3 branco cavalo · a2 branco peão · b2 branco peão · e2 branco peão · f2 branco peão · g2 branco peão · h2 branco peão · a1 branco torre · c1 branco bispo · e1 branco rei · f1 branco bispo · g1 branco cavalo · h1 branco torre | a8 preto torre · b8 preto cavalo · c8 preto bispo · d8 preto rainha · e8 preto rei · h8 preto torre · a7 preto peão · b7 preto peão · c7 preto peão · d7 preto peão · f7 preto peão · g7 preto peão · h7 preto peão · e6 preto peão · f6 preto cavalo · b4 preto bispo · c4 branco peão · d4 branco peão · b3 branco rainha · c3 branco cavalo · a2 branco peão · b2 branco peão · e2 branco peão · f2 branco peão · g2 branco peão · h2 branco peão · a1 branco torre · c1 branco bispo · e1 branco rei · f1 branco bispo · g1 branco cavalo · h1 branco torre | a8 preto torre · b8 preto cavalo · c8 preto bispo · d8 preto rainha · e8 preto rei · h8 preto torre · a7 preto peão · b7 preto peão · c7 preto peão · d7 preto peão · f7 preto peão · g7 preto peão · h7 preto peão · e6 preto peão · f6 preto cavalo · b4 preto bispo · c4 branco peão · d4 branco peão · b3 branco rainha · c3 branco cavalo · a2 branco peão · b2 branco peão · e2 branco peão · f2 branco peão · g2 branco peão · h2 branco peão · a1 branco torre · c1 branco bispo · e1 branco rei · f1 branco bispo · g1 branco cavalo · h1 branco torre | a8 preto torre · b8 preto cavalo · c8 preto bispo · d8 preto rainha · e8 preto rei · h8 preto torre · a7 preto peão · b7 preto peão · c7 preto peão · d7 preto peão · f7 preto peão · g7 preto peão · h7 preto peão · e6 preto peão · f6 preto cavalo · b4 preto bispo · c4 branco peão · d4 branco peão · b3 branco rainha · c3 branco cavalo · a2 branco peão · b2 branco peão · e2 branco peão · f2 branco peão · g2 branco peão · h2 branco peão · a1 branco torre · c1 branco bispo · e1 branco rei · f1 branco bispo · g1 branco cavalo · h1 branco torre | a8 preto torre · b8 preto cavalo · c8 preto bispo · d8 preto rainha · e8 preto rei · h8 preto torre · a7 preto peão · b7 preto peão · c7 preto peão · d7 preto peão · f7 preto peão · g7 preto peão · h7 preto peão · e6 preto peão · f6 preto cavalo · b4 preto bispo · c4 branco peão · d4 branco peão · b3 branco rainha · c3 branco cavalo · a2 branco peão · b2 branco peão · e2 branco peão · f2 branco peão · g2 branco peão · h2 branco peão · a1 branco torre · c1 branco bispo · e1 branco rei · f1 branco bispo · g1 branco cavalo · h1 branco torre | 8 |
| 7 | a8 preto torre · b8 preto cavalo · c8 preto bispo · d8 preto rainha · e8 preto rei · h8 preto torre · a7 preto peão · b7 preto peão · c7 preto peão · d7 preto peão · f7 preto peão · g7 preto peão · h7 preto peão · e6 preto peão · f6 preto cavalo · b4 preto bispo · c4 branco peão · d4 branco peão · b3 branco rainha · c3 branco cavalo · a2 branco peão · b2 branco peão · e2 branco peão · f2 branco peão · g2 branco peão · h2 branco peão · a1 branco torre · c1 branco bispo · e1 branco rei · f1 branco bispo · g1 branco cavalo · h1 branco torre | a8 preto torre · b8 preto cavalo · c8 preto bispo · d8 preto rainha · e8 preto rei · h8 preto torre · a7 preto peão · b7 preto peão · c7 preto peão · d7 preto peão · f7 preto peão · g7 preto peão · h7 preto peão · e6 preto peão · f6 preto cavalo · b4 preto bispo · c4 branco peão · d4 branco peão · b3 branco rainha · c3 branco cavalo · a2 branco peão · b2 branco peão · e2 branco peão · f2 branco peão · g2 branco peão · h2 branco peão · a1 branco torre · c1 branco bispo · e1 branco rei · f1 branco bispo · g1 branco cavalo · h1 branco torre | a8 preto torre · b8 preto cavalo · c8 preto bispo · d8 preto rainha · e8 preto rei · h8 preto torre · a7 preto peão · b7 preto peão · c7 preto peão · d7 preto peão · f7 preto peão · g7 preto peão · h7 preto peão · e6 preto peão · f6 preto cavalo · b4 preto bispo · c4 branco peão · d4 branco peão · b3 branco rainha · c3 branco cavalo · a2 branco peão · b2 branco peão · e2 branco peão · f2 branco peão · g2 branco peão · h2 branco peão · a1 branco torre · c1 branco bispo · e1 branco rei · f1 branco bispo · g1 branco cavalo · h1 branco torre | a8 preto torre · b8 preto cavalo · c8 preto bispo · d8 preto rainha · e8 preto rei · h8 preto torre · a7 preto peão · b7 preto peão · c7 preto peão · d7 preto peão · f7 preto peão · g7 preto peão · h7 preto peão · e6 preto peão · f6 preto cavalo · b4 preto bispo · c4 branco peão · d4 branco peão · b3 branco rainha · c3 branco cavalo · a2 branco peão · b2 branco peão · e2 branco peão · f2 branco peão · g2 branco peão · h2 branco peão · a1 branco torre · c1 branco bispo · e1 branco rei · f1 branco bispo · g1 branco cavalo · h1 branco torre | a8 preto torre · b8 preto cavalo · c8 preto bispo · d8 preto rainha · e8 preto rei · h8 preto torre · a7 preto peão · b7 preto peão · c7 preto peão · d7 preto peão · f7 preto peão · g7 preto peão · h7 preto peão · e6 preto peão · f6 preto cavalo · b4 preto bispo · c4 branco peão · d4 branco peão · b3 branco rainha · c3 branco cavalo · a2 branco peão · b2 branco peão · e2 branco peão · f2 branco peão · g2 branco peão · h2 branco peão · a1 branco torre · c1 branco bispo · e1 branco rei · f1 branco bispo · g1 branco cavalo · h1 branco torre | a8 preto torre · b8 preto cavalo · c8 preto bispo · d8 preto rainha · e8 preto rei · h8 preto torre · a7 preto peão · b7 preto peão · c7 preto peão · d7 preto peão · f7 preto peão · g7 preto peão · h7 preto peão · e6 preto peão · f6 preto cavalo · b4 preto bispo · c4 branco peão · d4 branco peão · b3 branco rainha · c3 branco cavalo · a2 branco peão · b2 branco peão · e2 branco peão · f2 branco peão · g2 branco peão · h2 branco peão · a1 branco torre · c1 branco bispo · e1 branco rei · f1 branco bispo · g1 branco cavalo · h1 branco torre | a8 preto torre · b8 preto cavalo · c8 preto bispo · d8 preto rainha · e8 preto rei · h8 preto torre · a7 preto peão · b7 preto peão · c7 preto peão · d7 preto peão · f7 preto peão · g7 preto peão · h7 preto peão · e6 preto peão · f6 preto cavalo · b4 preto bispo · c4 branco peão · d4 branco peão · b3 branco rainha · c3 branco cavalo · a2 branco peão · b2 branco peão · e2 branco peão · f2 branco peão · g2 branco peão · h2 branco peão · a1 branco torre · c1 branco bispo · e1 branco rei · f1 branco bispo · g1 branco cavalo · h1 branco torre | a8 preto torre · b8 preto cavalo · c8 preto bispo · d8 preto rainha · e8 preto rei · h8 preto torre · a7 preto peão · b7 preto peão · c7 preto peão · d7 preto peão · f7 preto peão · g7 preto peão · h7 preto peão · e6 preto peão · f6 preto cavalo · b4 preto bispo · c4 branco peão · d4 branco peão · b3 branco rainha · c3 branco cavalo · a2 branco peão · b2 branco peão · e2 branco peão · f2 branco peão · g2 branco peão · h2 branco peão · a1 branco torre · c1 branco bispo · e1 branco rei · f1 branco bispo · g1 branco cavalo · h1 branco torre | 7 |
| 6 | a8 preto torre · b8 preto cavalo · c8 preto bispo · d8 preto rainha · e8 preto rei · h8 preto torre · a7 preto peão · b7 preto peão · c7 preto peão · d7 preto peão · f7 preto peão · g7 preto peão · h7 preto peão · e6 preto peão · f6 preto cavalo · b4 preto bispo · c4 branco peão · d4 branco peão · b3 branco rainha · c3 branco cavalo · a2 branco peão · b2 branco peão · e2 branco peão · f2 branco peão · g2 branco peão · h2 branco peão · a1 branco torre · c1 branco bispo · e1 branco rei · f1 branco bispo · g1 branco cavalo · h1 branco torre | a8 preto torre · b8 preto cavalo · c8 preto bispo · d8 preto rainha · e8 preto rei · h8 preto torre · a7 preto peão · b7 preto peão · c7 preto peão · d7 preto peão · f7 preto peão · g7 preto peão · h7 preto peão · e6 preto peão · f6 preto cavalo · b4 preto bispo · c4 branco peão · d4 branco peão · b3 branco rainha · c3 branco cavalo · a2 branco peão · b2 branco peão · e2 branco peão · f2 branco peão · g2 branco peão · h2 branco peão · a1 branco torre · c1 branco bispo · e1 branco rei · f1 branco bispo · g1 branco cavalo · h1 branco torre | a8 preto torre · b8 preto cavalo · c8 preto bispo · d8 preto rainha · e8 preto rei · h8 preto torre · a7 preto peão · b7 preto peão · c7 preto peão · d7 preto peão · f7 preto peão · g7 preto peão · h7 preto peão · e6 preto peão · f6 preto cavalo · b4 preto bispo · c4 branco peão · d4 branco peão · b3 branco rainha · c3 branco cavalo · a2 branco peão · b2 branco peão · e2 branco peão · f2 branco peão · g2 branco peão · h2 branco peão · a1 branco torre · c1 branco bispo · e1 branco rei · f1 branco bispo · g1 branco cavalo · h1 branco torre | a8 preto torre · b8 preto cavalo · c8 preto bispo · d8 preto rainha · e8 preto rei · h8 preto torre · a7 preto peão · b7 preto peão · c7 preto peão · d7 preto peão · f7 preto peão · g7 preto peão · h7 preto peão · e6 preto peão · f6 preto cavalo · b4 preto bispo · c4 branco peão · d4 branco peão · b3 branco rainha · c3 branco cavalo · a2 branco peão · b2 branco peão · e2 branco peão · f2 branco peão · g2 branco peão · h2 branco peão · a1 branco torre · c1 branco bispo · e1 branco rei · f1 branco bispo · g1 branco cavalo · h1 branco torre | a8 preto torre · b8 preto cavalo · c8 preto bispo · d8 preto rainha · e8 preto rei · h8 preto torre · a7 preto peão · b7 preto peão · c7 preto peão · d7 preto peão · f7 preto peão · g7 preto peão · h7 preto peão · e6 preto peão · f6 preto cavalo · b4 preto bispo · c4 branco peão · d4 branco peão · b3 branco rainha · c3 branco cavalo · a2 branco peão · b2 branco peão · e2 branco peão · f2 branco peão · g2 branco peão · h2 branco peão · a1 branco torre · c1 branco bispo · e1 branco rei · f1 branco bispo · g1 branco cavalo · h1 branco torre | a8 preto torre · b8 preto cavalo · c8 preto bispo · d8 preto rainha · e8 preto rei · h8 preto torre · a7 preto peão · b7 preto peão · c7 preto peão · d7 preto peão · f7 preto peão · g7 preto peão · h7 preto peão · e6 preto peão · f6 preto cavalo · b4 preto bispo · c4 branco peão · d4 branco peão · b3 branco rainha · c3 branco cavalo · a2 branco peão · b2 branco peão · e2 branco peão · f2 branco peão · g2 branco peão · h2 branco peão · a1 branco torre · c1 branco bispo · e1 branco rei · f1 branco bispo · g1 branco cavalo · h1 branco torre | a8 preto torre · b8 preto cavalo · c8 preto bispo · d8 preto rainha · e8 preto rei · h8 preto torre · a7 preto peão · b7 preto peão · c7 preto peão · d7 preto peão · f7 preto peão · g7 preto peão · h7 preto peão · e6 preto peão · f6 preto cavalo · b4 preto bispo · c4 branco peão · d4 branco peão · b3 branco rainha · c3 branco cavalo · a2 branco peão · b2 branco peão · e2 branco peão · f2 branco peão · g2 branco peão · h2 branco peão · a1 branco torre · c1 branco bispo · e1 branco rei · f1 branco bispo · g1 branco cavalo · h1 branco torre | a8 preto torre · b8 preto cavalo · c8 preto bispo · d8 preto rainha · e8 preto rei · h8 preto torre · a7 preto peão · b7 preto peão · c7 preto peão · d7 preto peão · f7 preto peão · g7 preto peão · h7 preto peão · e6 preto peão · f6 preto cavalo · b4 preto bispo · c4 branco peão · d4 branco peão · b3 branco rainha · c3 branco cavalo · a2 branco peão · b2 branco peão · e2 branco peão · f2 branco peão · g2 branco peão · h2 branco peão · a1 branco torre · c1 branco bispo · e1 branco rei · f1 branco bispo · g1 branco cavalo · h1 branco torre | 6 |
| 5 | a8 preto torre · b8 preto cavalo · c8 preto bispo · d8 preto rainha · e8 preto rei · h8 preto torre · a7 preto peão · b7 preto peão · c7 preto peão · d7 preto peão · f7 preto peão · g7 preto peão · h7 preto peão · e6 preto peão · f6 preto cavalo · b4 preto bispo · c4 branco peão · d4 branco peão · b3 branco rainha · c3 branco cavalo · a2 branco peão · b2 branco peão · e2 branco peão · f2 branco peão · g2 branco peão · h2 branco peão · a1 branco torre · c1 branco bispo · e1 branco rei · f1 branco bispo · g1 branco cavalo · h1 branco torre | a8 preto torre · b8 preto cavalo · c8 preto bispo · d8 preto rainha · e8 preto rei · h8 preto torre · a7 preto peão · b7 preto peão · c7 preto peão · d7 preto peão · f7 preto peão · g7 preto peão · h7 preto peão · e6 preto peão · f6 preto cavalo · b4 preto bispo · c4 branco peão · d4 branco peão · b3 branco rainha · c3 branco cavalo · a2 branco peão · b2 branco peão · e2 branco peão · f2 branco peão · g2 branco peão · h2 branco peão · a1 branco torre · c1 branco bispo · e1 branco rei · f1 branco bispo · g1 branco cavalo · h1 branco torre | a8 preto torre · b8 preto cavalo · c8 preto bispo · d8 preto rainha · e8 preto rei · h8 preto torre · a7 preto peão · b7 preto peão · c7 preto peão · d7 preto peão · f7 preto peão · g7 preto peão · h7 preto peão · e6 preto peão · f6 preto cavalo · b4 preto bispo · c4 branco peão · d4 branco peão · b3 branco rainha · c3 branco cavalo · a2 branco peão · b2 branco peão · e2 branco peão · f2 branco peão · g2 branco peão · h2 branco peão · a1 branco torre · c1 branco bispo · e1 branco rei · f1 branco bispo · g1 branco cavalo · h1 branco torre | a8 preto torre · b8 preto cavalo · c8 preto bispo · d8 preto rainha · e8 preto rei · h8 preto torre · a7 preto peão · b7 preto peão · c7 preto peão · d7 preto peão · f7 preto peão · g7 preto peão · h7 preto peão · e6 preto peão · f6 preto cavalo · b4 preto bispo · c4 branco peão · d4 branco peão · b3 branco rainha · c3 branco cavalo · a2 branco peão · b2 branco peão · e2 branco peão · f2 branco peão · g2 branco peão · h2 branco peão · a1 branco torre · c1 branco bispo · e1 branco rei · f1 branco bispo · g1 branco cavalo · h1 branco torre | a8 preto torre · b8 preto cavalo · c8 preto bispo · d8 preto rainha · e8 preto rei · h8 preto torre · a7 preto peão · b7 preto peão · c7 preto peão · d7 preto peão · f7 preto peão · g7 preto peão · h7 preto peão · e6 preto peão · f6 preto cavalo · b4 preto bispo · c4 branco peão · d4 branco peão · b3 branco rainha · c3 branco cavalo · a2 branco peão · b2 branco peão · e2 branco peão · f2 branco peão · g2 branco peão · h2 branco peão · a1 branco torre · c1 branco bispo · e1 branco rei · f1 branco bispo · g1 branco cavalo · h1 branco torre | a8 preto torre · b8 preto cavalo · c8 preto bispo · d8 preto rainha · e8 preto rei · h8 preto torre · a7 preto peão · b7 preto peão · c7 preto peão · d7 preto peão · f7 preto peão · g7 preto peão · h7 preto peão · e6 preto peão · f6 preto cavalo · b4 preto bispo · c4 branco peão · d4 branco peão · b3 branco rainha · c3 branco cavalo · a2 branco peão · b2 branco peão · e2 branco peão · f2 branco peão · g2 branco peão · h2 branco peão · a1 branco torre · c1 branco bispo · e1 branco rei · f1 branco bispo · g1 branco cavalo · h1 branco torre | a8 preto torre · b8 preto cavalo · c8 preto bispo · d8 preto rainha · e8 preto rei · h8 preto torre · a7 preto peão · b7 preto peão · c7 preto peão · d7 preto peão · f7 preto peão · g7 preto peão · h7 preto peão · e6 preto peão · f6 preto cavalo · b4 preto bispo · c4 branco peão · d4 branco peão · b3 branco rainha · c3 branco cavalo · a2 branco peão · b2 branco peão · e2 branco peão · f2 branco peão · g2 branco peão · h2 branco peão · a1 branco torre · c1 branco bispo · e1 branco rei · f1 branco bispo · g1 branco cavalo · h1 branco torre | a8 preto torre · b8 preto cavalo · c8 preto bispo · d8 preto rainha · e8 preto rei · h8 preto torre · a7 preto peão · b7 preto peão · c7 preto peão · d7 preto peão · f7 preto peão · g7 preto peão · h7 preto peão · e6 preto peão · f6 preto cavalo · b4 preto bispo · c4 branco peão · d4 branco peão · b3 branco rainha · c3 branco cavalo · a2 branco peão · b2 branco peão · e2 branco peão · f2 branco peão · g2 branco peão · h2 branco peão · a1 branco torre · c1 branco bispo · e1 branco rei · f1 branco bispo · g1 branco cavalo · h1 branco torre | 5 |
| 4 | a8 preto torre · b8 preto cavalo · c8 preto bispo · d8 preto rainha · e8 preto rei · h8 preto torre · a7 preto peão · b7 preto peão · c7 preto peão · d7 preto peão · f7 preto peão · g7 preto peão · h7 preto peão · e6 preto peão · f6 preto cavalo · b4 preto bispo · c4 branco peão · d4 branco peão · b3 branco rainha · c3 branco cavalo · a2 branco peão · b2 branco peão · e2 branco peão · f2 branco peão · g2 branco peão · h2 branco peão · a1 branco torre · c1 branco bispo · e1 branco rei · f1 branco bispo · g1 branco cavalo · h1 branco torre | a8 preto torre · b8 preto cavalo · c8 preto bispo · d8 preto rainha · e8 preto rei · h8 preto torre · a7 preto peão · b7 preto peão · c7 preto peão · d7 preto peão · f7 preto peão · g7 preto peão · h7 preto peão · e6 preto peão · f6 preto cavalo · b4 preto bispo · c4 branco peão · d4 branco peão · b3 branco rainha · c3 branco cavalo · a2 branco peão · b2 branco peão · e2 branco peão · f2 branco peão · g2 branco peão · h2 branco peão · a1 branco torre · c1 branco bispo · e1 branco rei · f1 branco bispo · g1 branco cavalo · h1 branco torre | a8 preto torre · b8 preto cavalo · c8 preto bispo · d8 preto rainha · e8 preto rei · h8 preto torre · a7 preto peão · b7 preto peão · c7 preto peão · d7 preto peão · f7 preto peão · g7 preto peão · h7 preto peão · e6 preto peão · f6 preto cavalo · b4 preto bispo · c4 branco peão · d4 branco peão · b3 branco rainha · c3 branco cavalo · a2 branco peão · b2 branco peão · e2 branco peão · f2 branco peão · g2 branco peão · h2 branco peão · a1 branco torre · c1 branco bispo · e1 branco rei · f1 branco bispo · g1 branco cavalo · h1 branco torre | a8 preto torre · b8 preto cavalo · c8 preto bispo · d8 preto rainha · e8 preto rei · h8 preto torre · a7 preto peão · b7 preto peão · c7 preto peão · d7 preto peão · f7 preto peão · g7 preto peão · h7 preto peão · e6 preto peão · f6 preto cavalo · b4 preto bispo · c4 branco peão · d4 branco peão · b3 branco rainha · c3 branco cavalo · a2 branco peão · b2 branco peão · e2 branco peão · f2 branco peão · g2 branco peão · h2 branco peão · a1 branco torre · c1 branco bispo · e1 branco rei · f1 branco bispo · g1 branco cavalo · h1 branco torre | a8 preto torre · b8 preto cavalo · c8 preto bispo · d8 preto rainha · e8 preto rei · h8 preto torre · a7 preto peão · b7 preto peão · c7 preto peão · d7 preto peão · f7 preto peão · g7 preto peão · h7 preto peão · e6 preto peão · f6 preto cavalo · b4 preto bispo · c4 branco peão · d4 branco peão · b3 branco rainha · c3 branco cavalo · a2 branco peão · b2 branco peão · e2 branco peão · f2 branco peão · g2 branco peão · h2 branco peão · a1 branco torre · c1 branco bispo · e1 branco rei · f1 branco bispo · g1 branco cavalo · h1 branco torre | a8 preto torre · b8 preto cavalo · c8 preto bispo · d8 preto rainha · e8 preto rei · h8 preto torre · a7 preto peão · b7 preto peão · c7 preto peão · d7 preto peão · f7 preto peão · g7 preto peão · h7 preto peão · e6 preto peão · f6 preto cavalo · b4 preto bispo · c4 branco peão · d4 branco peão · b3 branco rainha · c3 branco cavalo · a2 branco peão · b2 branco peão · e2 branco peão · f2 branco peão · g2 branco peão · h2 branco peão · a1 branco torre · c1 branco bispo · e1 branco rei · f1 branco bispo · g1 branco cavalo · h1 branco torre | a8 preto torre · b8 preto cavalo · c8 preto bispo · d8 preto rainha · e8 preto rei · h8 preto torre · a7 preto peão · b7 preto peão · c7 preto peão · d7 preto peão · f7 preto peão · g7 preto peão · h7 preto peão · e6 preto peão · f6 preto cavalo · b4 preto bispo · c4 branco peão · d4 branco peão · b3 branco rainha · c3 branco cavalo · a2 branco peão · b2 branco peão · e2 branco peão · f2 branco peão · g2 branco peão · h2 branco peão · a1 branco torre · c1 branco bispo · e1 branco rei · f1 branco bispo · g1 branco cavalo · h1 branco torre | a8 preto torre · b8 preto cavalo · c8 preto bispo · d8 preto rainha · e8 preto rei · h8 preto torre · a7 preto peão · b7 preto peão · c7 preto peão · d7 preto peão · f7 preto peão · g7 preto peão · h7 preto peão · e6 preto peão · f6 preto cavalo · b4 preto bispo · c4 branco peão · d4 branco peão · b3 branco rainha · c3 branco cavalo · a2 branco peão · b2 branco peão · e2 branco peão · f2 branco peão · g2 branco peão · h2 branco peão · a1 branco torre · c1 branco bispo · e1 branco rei · f1 branco bispo · g1 branco cavalo · h1 branco torre | 4 |
| 3 | a8 preto torre · b8 preto cavalo · c8 preto bispo · d8 preto rainha · e8 preto rei · h8 preto torre · a7 preto peão · b7 preto peão · c7 preto peão · d7 preto peão · f7 preto peão · g7 preto peão · h7 preto peão · e6 preto peão · f6 preto cavalo · b4 preto bispo · c4 branco peão · d4 branco peão · b3 branco rainha · c3 branco cavalo · a2 branco peão · b2 branco peão · e2 branco peão · f2 branco peão · g2 branco peão · h2 branco peão · a1 branco torre · c1 branco bispo · e1 branco rei · f1 branco bispo · g1 branco cavalo · h1 branco torre | a8 preto torre · b8 preto cavalo · c8 preto bispo · d8 preto rainha · e8 preto rei · h8 preto torre · a7 preto peão · b7 preto peão · c7 preto peão · d7 preto peão · f7 preto peão · g7 preto peão · h7 preto peão · e6 preto peão · f6 preto cavalo · b4 preto bispo · c4 branco peão · d4 branco peão · b3 branco rainha · c3 branco cavalo · a2 branco peão · b2 branco peão · e2 branco peão · f2 branco peão · g2 branco peão · h2 branco peão · a1 branco torre · c1 branco bispo · e1 branco rei · f1 branco bispo · g1 branco cavalo · h1 branco torre | a8 preto torre · b8 preto cavalo · c8 preto bispo · d8 preto rainha · e8 preto rei · h8 preto torre · a7 preto peão · b7 preto peão · c7 preto peão · d7 preto peão · f7 preto peão · g7 preto peão · h7 preto peão · e6 preto peão · f6 preto cavalo · b4 preto bispo · c4 branco peão · d4 branco peão · b3 branco rainha · c3 branco cavalo · a2 branco peão · b2 branco peão · e2 branco peão · f2 branco peão · g2 branco peão · h2 branco peão · a1 branco torre · c1 branco bispo · e1 branco rei · f1 branco bispo · g1 branco cavalo · h1 branco torre | a8 preto torre · b8 preto cavalo · c8 preto bispo · d8 preto rainha · e8 preto rei · h8 preto torre · a7 preto peão · b7 preto peão · c7 preto peão · d7 preto peão · f7 preto peão · g7 preto peão · h7 preto peão · e6 preto peão · f6 preto cavalo · b4 preto bispo · c4 branco peão · d4 branco peão · b3 branco rainha · c3 branco cavalo · a2 branco peão · b2 branco peão · e2 branco peão · f2 branco peão · g2 branco peão · h2 branco peão · a1 branco torre · c1 branco bispo · e1 branco rei · f1 branco bispo · g1 branco cavalo · h1 branco torre | a8 preto torre · b8 preto cavalo · c8 preto bispo · d8 preto rainha · e8 preto rei · h8 preto torre · a7 preto peão · b7 preto peão · c7 preto peão · d7 preto peão · f7 preto peão · g7 preto peão · h7 preto peão · e6 preto peão · f6 preto cavalo · b4 preto bispo · c4 branco peão · d4 branco peão · b3 branco rainha · c3 branco cavalo · a2 branco peão · b2 branco peão · e2 branco peão · f2 branco peão · g2 branco peão · h2 branco peão · a1 branco torre · c1 branco bispo · e1 branco rei · f1 branco bispo · g1 branco cavalo · h1 branco torre | a8 preto torre · b8 preto cavalo · c8 preto bispo · d8 preto rainha · e8 preto rei · h8 preto torre · a7 preto peão · b7 preto peão · c7 preto peão · d7 preto peão · f7 preto peão · g7 preto peão · h7 preto peão · e6 preto peão · f6 preto cavalo · b4 preto bispo · c4 branco peão · d4 branco peão · b3 branco rainha · c3 branco cavalo · a2 branco peão · b2 branco peão · e2 branco peão · f2 branco peão · g2 branco peão · h2 branco peão · a1 branco torre · c1 branco bispo · e1 branco rei · f1 branco bispo · g1 branco cavalo · h1 branco torre | a8 preto torre · b8 preto cavalo · c8 preto bispo · d8 preto rainha · e8 preto rei · h8 preto torre · a7 preto peão · b7 preto peão · c7 preto peão · d7 preto peão · f7 preto peão · g7 preto peão · h7 preto peão · e6 preto peão · f6 preto cavalo · b4 preto bispo · c4 branco peão · d4 branco peão · b3 branco rainha · c3 branco cavalo · a2 branco peão · b2 branco peão · e2 branco peão · f2 branco peão · g2 branco peão · h2 branco peão · a1 branco torre · c1 branco bispo · e1 branco rei · f1 branco bispo · g1 branco cavalo · h1 branco torre | a8 preto torre · b8 preto cavalo · c8 preto bispo · d8 preto rainha · e8 preto rei · h8 preto torre · a7 preto peão · b7 preto peão · c7 preto peão · d7 preto peão · f7 preto peão · g7 preto peão · h7 preto peão · e6 preto peão · f6 preto cavalo · b4 preto bispo · c4 branco peão · d4 branco peão · b3 branco rainha · c3 branco cavalo · a2 branco peão · b2 branco peão · e2 branco peão · f2 branco peão · g2 branco peão · h2 branco peão · a1 branco torre · c1 branco bispo · e1 branco rei · f1 branco bispo · g1 branco cavalo · h1 branco torre | 3 |
| 2 | a8 preto torre · b8 preto cavalo · c8 preto bispo · d8 preto rainha · e8 preto rei · h8 preto torre · a7 preto peão · b7 preto peão · c7 preto peão · d7 preto peão · f7 preto peão · g7 preto peão · h7 preto peão · e6 preto peão · f6 preto cavalo · b4 preto bispo · c4 branco peão · d4 branco peão · b3 branco rainha · c3 branco cavalo · a2 branco peão · b2 branco peão · e2 branco peão · f2 branco peão · g2 branco peão · h2 branco peão · a1 branco torre · c1 branco bispo · e1 branco rei · f1 branco bispo · g1 branco cavalo · h1 branco torre | a8 preto torre · b8 preto cavalo · c8 preto bispo · d8 preto rainha · e8 preto rei · h8 preto torre · a7 preto peão · b7 preto peão · c7 preto peão · d7 preto peão · f7 preto peão · g7 preto peão · h7 preto peão · e6 preto peão · f6 preto cavalo · b4 preto bispo · c4 branco peão · d4 branco peão · b3 branco rainha · c3 branco cavalo · a2 branco peão · b2 branco peão · e2 branco peão · f2 branco peão · g2 branco peão · h2 branco peão · a1 branco torre · c1 branco bispo · e1 branco rei · f1 branco bispo · g1 branco cavalo · h1 branco torre | a8 preto torre · b8 preto cavalo · c8 preto bispo · d8 preto rainha · e8 preto rei · h8 preto torre · a7 preto peão · b7 preto peão · c7 preto peão · d7 preto peão · f7 preto peão · g7 preto peão · h7 preto peão · e6 preto peão · f6 preto cavalo · b4 preto bispo · c4 branco peão · d4 branco peão · b3 branco rainha · c3 branco cavalo · a2 branco peão · b2 branco peão · e2 branco peão · f2 branco peão · g2 branco peão · h2 branco peão · a1 branco torre · c1 branco bispo · e1 branco rei · f1 branco bispo · g1 branco cavalo · h1 branco torre | a8 preto torre · b8 preto cavalo · c8 preto bispo · d8 preto rainha · e8 preto rei · h8 preto torre · a7 preto peão · b7 preto peão · c7 preto peão · d7 preto peão · f7 preto peão · g7 preto peão · h7 preto peão · e6 preto peão · f6 preto cavalo · b4 preto bispo · c4 branco peão · d4 branco peão · b3 branco rainha · c3 branco cavalo · a2 branco peão · b2 branco peão · e2 branco peão · f2 branco peão · g2 branco peão · h2 branco peão · a1 branco torre · c1 branco bispo · e1 branco rei · f1 branco bispo · g1 branco cavalo · h1 branco torre | a8 preto torre · b8 preto cavalo · c8 preto bispo · d8 preto rainha · e8 preto rei · h8 preto torre · a7 preto peão · b7 preto peão · c7 preto peão · d7 preto peão · f7 preto peão · g7 preto peão · h7 preto peão · e6 preto peão · f6 preto cavalo · b4 preto bispo · c4 branco peão · d4 branco peão · b3 branco rainha · c3 branco cavalo · a2 branco peão · b2 branco peão · e2 branco peão · f2 branco peão · g2 branco peão · h2 branco peão · a1 branco torre · c1 branco bispo · e1 branco rei · f1 branco bispo · g1 branco cavalo · h1 branco torre | a8 preto torre · b8 preto cavalo · c8 preto bispo · d8 preto rainha · e8 preto rei · h8 preto torre · a7 preto peão · b7 preto peão · c7 preto peão · d7 preto peão · f7 preto peão · g7 preto peão · h7 preto peão · e6 preto peão · f6 preto cavalo · b4 preto bispo · c4 branco peão · d4 branco peão · b3 branco rainha · c3 branco cavalo · a2 branco peão · b2 branco peão · e2 branco peão · f2 branco peão · g2 branco peão · h2 branco peão · a1 branco torre · c1 branco bispo · e1 branco rei · f1 branco bispo · g1 branco cavalo · h1 branco torre | a8 preto torre · b8 preto cavalo · c8 preto bispo · d8 preto rainha · e8 preto rei · h8 preto torre · a7 preto peão · b7 preto peão · c7 preto peão · d7 preto peão · f7 preto peão · g7 preto peão · h7 preto peão · e6 preto peão · f6 preto cavalo · b4 preto bispo · c4 branco peão · d4 branco peão · b3 branco rainha · c3 branco cavalo · a2 branco peão · b2 branco peão · e2 branco peão · f2 branco peão · g2 branco peão · h2 branco peão · a1 branco torre · c1 branco bispo · e1 branco rei · f1 branco bispo · g1 branco cavalo · h1 branco torre | a8 preto torre · b8 preto cavalo · c8 preto bispo · d8 preto rainha · e8 preto rei · h8 preto torre · a7 preto peão · b7 preto peão · c7 preto peão · d7 preto peão · f7 preto peão · g7 preto peão · h7 preto peão · e6 preto peão · f6 preto cavalo · b4 preto bispo · c4 branco peão · d4 branco peão · b3 branco rainha · c3 branco cavalo · a2 branco peão · b2 branco peão · e2 branco peão · f2 branco peão · g2 branco peão · h2 branco peão · a1 branco torre · c1 branco bispo · e1 branco rei · f1 branco bispo · g1 branco cavalo · h1 branco torre | 2 |
| 1 | a8 preto torre · b8 preto cavalo · c8 preto bispo · d8 preto rainha · e8 preto rei · h8 preto torre · a7 preto peão · b7 preto peão · c7 preto peão · d7 preto peão · f7 preto peão · g7 preto peão · h7 preto peão · e6 preto peão · f6 preto cavalo · b4 preto bispo · c4 branco peão · d4 branco peão · b3 branco rainha · c3 branco cavalo · a2 branco peão · b2 branco peão · e2 branco peão · f2 branco peão · g2 branco peão · h2 branco peão · a1 branco torre · c1 branco bispo · e1 branco rei · f1 branco bispo · g1 branco cavalo · h1 branco torre | a8 preto torre · b8 preto cavalo · c8 preto bispo · d8 preto rainha · e8 preto rei · h8 preto torre · a7 preto peão · b7 preto peão · c7 preto peão · d7 preto peão · f7 preto peão · g7 preto peão · h7 preto peão · e6 preto peão · f6 preto cavalo · b4 preto bispo · c4 branco peão · d4 branco peão · b3 branco rainha · c3 branco cavalo · a2 branco peão · b2 branco peão · e2 branco peão · f2 branco peão · g2 branco peão · h2 branco peão · a1 branco torre · c1 branco bispo · e1 branco rei · f1 branco bispo · g1 branco cavalo · h1 branco torre | a8 preto torre · b8 preto cavalo · c8 preto bispo · d8 preto rainha · e8 preto rei · h8 preto torre · a7 preto peão · b7 preto peão · c7 preto peão · d7 preto peão · f7 preto peão · g7 preto peão · h7 preto peão · e6 preto peão · f6 preto cavalo · b4 preto bispo · c4 branco peão · d4 branco peão · b3 branco rainha · c3 branco cavalo · a2 branco peão · b2 branco peão · e2 branco peão · f2 branco peão · g2 branco peão · h2 branco peão · a1 branco torre · c1 branco bispo · e1 branco rei · f1 branco bispo · g1 branco cavalo · h1 branco torre | a8 preto torre · b8 preto cavalo · c8 preto bispo · d8 preto rainha · e8 preto rei · h8 preto torre · a7 preto peão · b7 preto peão · c7 preto peão · d7 preto peão · f7 preto peão · g7 preto peão · h7 preto peão · e6 preto peão · f6 preto cavalo · b4 preto bispo · c4 branco peão · d4 branco peão · b3 branco rainha · c3 branco cavalo · a2 branco peão · b2 branco peão · e2 branco peão · f2 branco peão · g2 branco peão · h2 branco peão · a1 branco torre · c1 branco bispo · e1 branco rei · f1 branco bispo · g1 branco cavalo · h1 branco torre | a8 preto torre · b8 preto cavalo · c8 preto bispo · d8 preto rainha · e8 preto rei · h8 preto torre · a7 preto peão · b7 preto peão · c7 preto peão · d7 preto peão · f7 preto peão · g7 preto peão · h7 preto peão · e6 preto peão · f6 preto cavalo · b4 preto bispo · c4 branco peão · d4 branco peão · b3 branco rainha · c3 branco cavalo · a2 branco peão · b2 branco peão · e2 branco peão · f2 branco peão · g2 branco peão · h2 branco peão · a1 branco torre · c1 branco bispo · e1 branco rei · f1 branco bispo · g1 branco cavalo · h1 branco torre | a8 preto torre · b8 preto cavalo · c8 preto bispo · d8 preto rainha · e8 preto rei · h8 preto torre · a7 preto peão · b7 preto peão · c7 preto peão · d7 preto peão · f7 preto peão · g7 preto peão · h7 preto peão · e6 preto peão · f6 preto cavalo · b4 preto bispo · c4 branco peão · d4 branco peão · b3 branco rainha · c3 branco cavalo · a2 branco peão · b2 branco peão · e2 branco peão · f2 branco peão · g2 branco peão · h2 branco peão · a1 branco torre · c1 branco bispo · e1 branco rei · f1 branco bispo · g1 branco cavalo · h1 branco torre | a8 preto torre · b8 preto cavalo · c8 preto bispo · d8 preto rainha · e8 preto rei · h8 preto torre · a7 preto peão · b7 preto peão · c7 preto peão · d7 preto peão · f7 preto peão · g7 preto peão · h7 preto peão · e6 preto peão · f6 preto cavalo · b4 preto bispo · c4 branco peão · d4 branco peão · b3 branco rainha · c3 branco cavalo · a2 branco peão · b2 branco peão · e2 branco peão · f2 branco peão · g2 branco peão · h2 branco peão · a1 branco torre · c1 branco bispo · e1 branco rei · f1 branco bispo · g1 branco cavalo · h1 branco torre | a8 preto torre · b8 preto cavalo · c8 preto bispo · d8 preto rainha · e8 preto rei · h8 preto torre · a7 preto peão · b7 preto peão · c7 preto peão · d7 preto peão · f7 preto peão · g7 preto peão · h7 preto peão · e6 preto peão · f6 preto cavalo · b4 preto bispo · c4 branco peão · d4 branco peão · b3 branco rainha · c3 branco cavalo · a2 branco peão · b2 branco peão · e2 branco peão · f2 branco peão · g2 branco peão · h2 branco peão · a1 branco torre · c1 branco bispo · e1 branco rei · f1 branco bispo · g1 branco cavalo · h1 branco torre | 1 |
|   | a | b | c | d | e | f | g | h |   |